# Česká literatura
Česká literatura je literatura psaná příslušníky českého etnika a jiných etnik tvořících na území českého státu. Je psána nejen česky, ale též latinsky a německy (např. Kosmova Kronika Čechů, Kafkův Zámek). K české literatuře se počítá také literatura psaná Čechy v zahraničí nebo česky příslušníky jiných etnik (Škvoreckého Příběh inženýra lidských duší či např. Eisnerova Chrám i tvrz). Tradičně se do literárních dějin zahrnují díla humanitních oborů (filozofie, historie, teologie) až do doby, kdy se v moderní éře tyto obory emancipovaly a včlenily plně do vědy.
V české literární tvorbě lze vystopovat několik významných period. Počátky české literatury jsou spojené s Velkomoravskou říší a misií slovanských věrozvěstů Konstantina a Metoděje, kteří vytvořili písmo hlaholici a prosadili staroslověnštinu jako liturgický a literární jazyk. V 10. století začala na české území spolu s katolickou církví pronikat latina. Kněží v této době tvořili převážně duchovní literaturu a legendy, později i kroniky (zejm. Kosmas). Na počátku 13. století vznikala první česky psaná literární díla, rozšiřovala se také gramotnost a kromě duchovní literatury vznikala také světská tvorba (Dalimilova kronika, Mastičkář). Českou literaturu počátků 15. století výrazně ovlivnilo husitské hnutí, navazující na působení Jana Husa. Důležitými spisy tohoto bouřlivého období jsou především teologické traktáty a písně.
V 15. století začínaly do české literatury pronikat humanistické ideály a knihtisk, díky kterému se k literatuře mohly dostat širší vrstvy společnosti. Toto období, tzv. doba veleslavínská, je nazýváno zlatým věkem české literatury. Významným počinem tohoto období je bratrský překlad Bible: Bible kralická. Roku 1620 došlo k bitvě na Bílé hoře, která znamenala porážku protestantského stavovského povstání a nástup rekatolizace a s katolickou církví spojeného baroka, které se projevovalo i v literatuře. Čeština v této době ustupovala, na úkor latiny a němčiny. Protestantská literatura se stahovala do exilu (zejména Jan Amos Komenský).
Významnou etapou ve vývoji české literatury bylo národní obrození, důležité především znovuustavením češtiny jako jazyka rovnocenného s němčinou ve vědě, kultuře i politice. Významnými vědeckými osobnostmi tohoto období byli Josef Dobrovský, Josef Jungmann a František Palacký, prvními významnými literáty moderního národa byli Ján Kollár, Pavel Jozef Šafařík, Božena Němcová, Karel Jaromír Erben a Karel Hynek Mácha. V druhé polovině 19. století se v české literatuře začínaly projevovat světové proudy jako romantismus, realismus (Alois Jirásek) a naturalismus. Básnické skupiny májovců (Jan Neruda), ruchovců a lumírovců rozvinuly českou poezii. Na konci 19. století vystoupili nejprve autoři kolem Manifestu české moderny, o málo později pak tzv. Generace anarchistických buřičů (Viktor Dyk). Po první světové válce vznikl avantgardní spolek Devětsil, jeho členem byl i dosud jediný český nositel Nobelovy ceny za literaturu Jaroslav Seifert. Devětsil vyznával nejprve proletářskou poezii (zejm. Jiří Wolker), posléze poetismus. Později řada jeho členů přešla k surrealismu. Mezinárodního věhlasu dosáhli spisovatelé Jaroslav Hašek a Karel Čapek. Ve druhé polovině 20. století pak Milan Kundera, Bohumil Hrabal, Pavel Kohout a Josef Škvorecký. Nejvýznamnějším představitelem německy psané literatury v českých zemích, jejíž zlatá éra je datována od konce 19. století do začátku druhé světové války, byl Žid Franz Kafka.

## Románská literatura
Románská literatura na českém území byla literaturou Velké Moravy a přemyslovského státu. Byla psána hlavně latinsky a staroslověnštinou. Nejdůležitějším literárním útvarem jsou legendy. Dochované latinsky psané legendy jsou často pojmenovány podle svých počátečních slov.

### Velkomoravská literatura

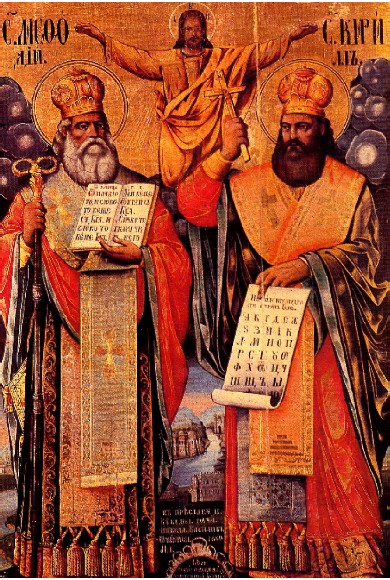
Konstantin a Metoděj (rumunská ikona z 19. století)

Památky z doby Velkomoravské říše jsou psány staroslověnštinou, použité písmo se nazývá hlaholice. Obojí na Moravu přinesli Konstantin Filozof (Cyril) a Metoděj, kteří sem přišli na pozvání knížete Rastislava v roce 863 za účelem posílení křesťanství a omezení bavorského vlivu, a kteří tento jazyk vytvořili na základě jihoslovanského nářečí z okolí řecké Soluně.
Nejstarší českou literární památkou je Proglas. Jde o veršovanou předmluvu ke staroslověnskému překladu evangelií. Text vznikl nejprve řecky – jeho autorem je patrně Konstantin – a posléze byl přeložen do staroslověnštiny. Text je především obhajobou práva na staroslověnský překlad bible, tedy polemikou s tzv. trojjazyčníky, kteří tvrdili, že bible by měla existovat jen ve třech posvátných jazycích – latině, řečtině a hebrejštině. Jde zřejmě o první originální literární text vzniklý na Velké Moravě, neboť již řecký originál Konstantin sepsal zde. Ovšem je stále ještě překladem.

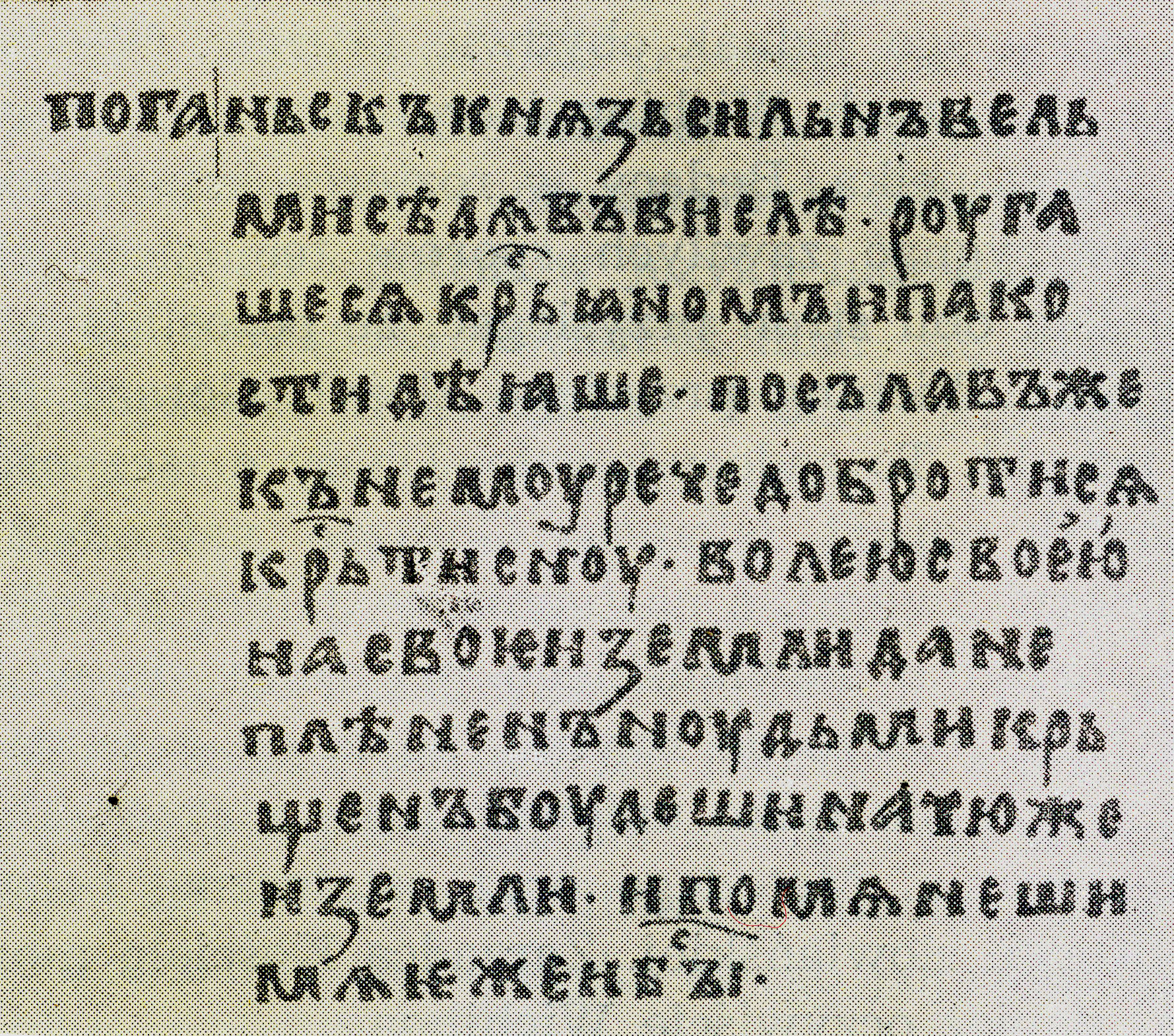
Život Metodějův, rukopis z 11. století

Ještě významnější jsou dvě legendy Život Metodějův a Život Konstantinův. Tyto dva hagiografické spisy jsou někdy uváděné pod společným názvem (Moravsko-panonské legendy). Jejich literární význam je mimořádný, neboť jde o první nepřeložené, originální staroslověnské texty, které vznikly na Velké Moravě. Je v nich vylíčen život Konstantina a Metoděje. Pohybují se na pomezí historiografie a legendy. Popisují zázraky, ale mají i faktografické pasáže, které jsou považovány za věrohodné, byť některé chronologické údaje mohou být nepřesné kvůli tehdejší práci se symbolickou hodnotou čísel. Texty popisují i mučednickou smrt obou věrozvěstů a obsahují obhajobu jejich svatořečení. Život Konstantinův je stylisticky rafinovanější a podrobnější než Život Metodějův, který počítá se čtenářovou znalostí Života Konstantinova a faktografii tam obsaženou již jen stručně shrnuje. Místo toho se soustředí na polemiku s bavorskými, latinskými kněžími. Pravděpodobným autorem či spoluautorem obou textů je Kliment Ochridský (též zvaný Kliment Velický), nejvýznamnější žák Cyrila a Metoděje.
Základním dílem cyrilometodějské misie byla Staroslověnská bible. Překlad Bible začal vznikat ještě v Cařihradě, kde Konstantin přeložil do staroslověnštiny evangeliář (tedy pasáže z evangelií uspořádané podle církevního kalendáře). Texty evangelií pak Konstantin přeložil již na Velké Moravě, texty Starého zákona překládal Metoděj.
K dalším dílům Konstantina, Metoděje a jeho žáků patří Abecední modlitba, Zákon sudnyj ljudem (překlad řeckých právních předpisů, tzv. Eklogy) či Nomokánon (staroslověnský překlad spisu Jana Scholastika Synagoga). O velkomoravském původu některých později nalezených textů se vedou spory (Kyjevské listy, Slovo o objevení ostatků sv. Klimenta)

### Staroslověnská literatura v Čechách

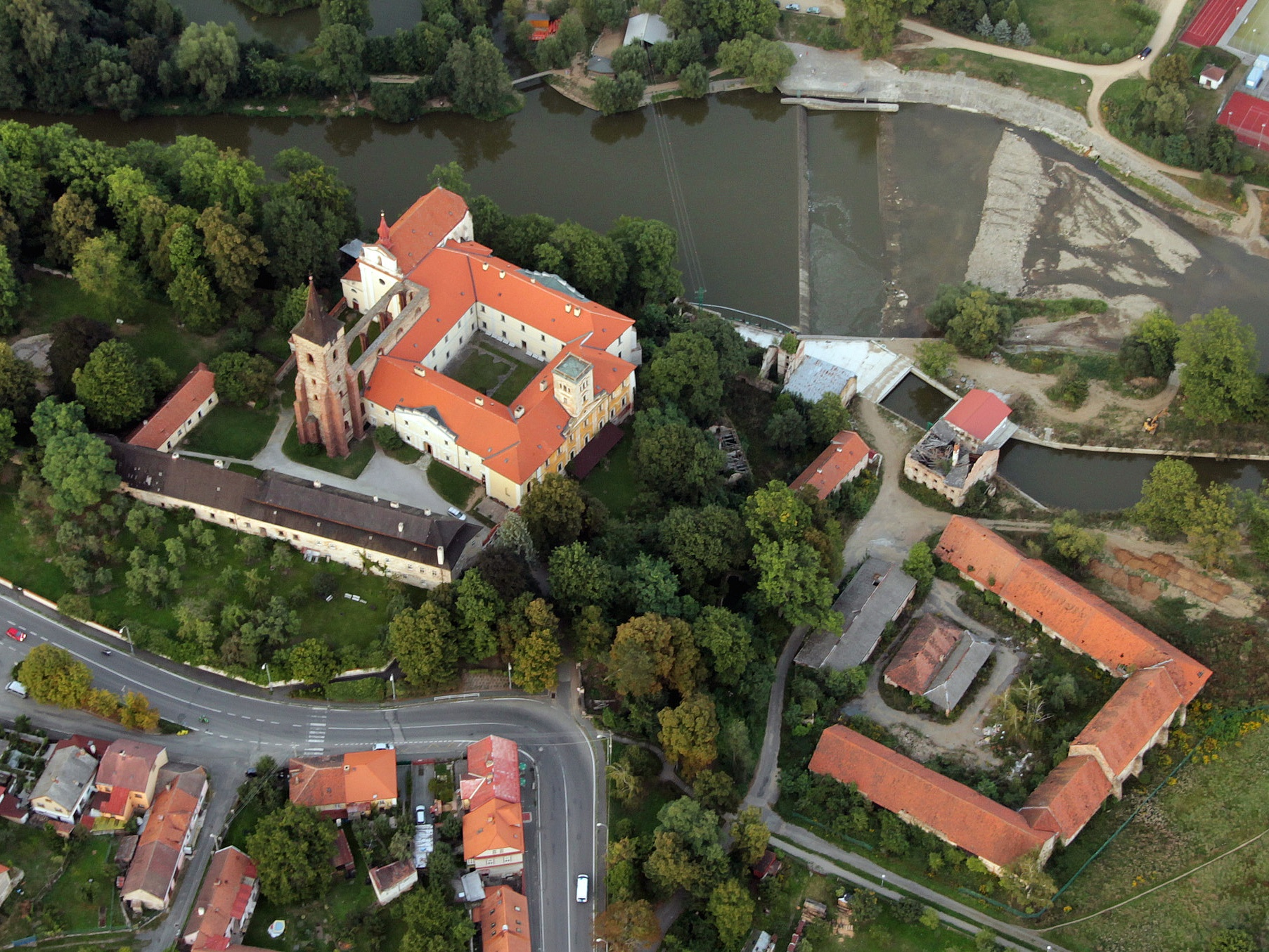
Sázavský klášter, epicentrum staroslověnské kultury v Čechách

V 10. století se těžiště staroslověnské literární tvorby přesunulo z Moravy do Čech, když byli po Metodějově smrti z Moravy vypuzeni jeho žáci a část z nich se usadila právě v Čechách (jiná část odešla především do Bulharska). V 11. století byl centrem staroslověnské kultury Sázavský klášter, založený roku 1032 Břetislavem I. Staroslověnština byla přesto postupně vytlačována latinou, zvláště po církevním schizmatu roku 1054. Slovanští mniši museli Sázavský klášter opustit roku 1097 (vraceli se do Čech až za Karla IV., který jim daroval klášter Na Slovanech (Emauzy), ale šlo již jen o epizodu, větší roli staroslověnština v české literatuře již poté nesehrála).
Nejvýznamnějšími post-velkomoravskými staroslověnskými památkami jsou tři legendy. Nejstarší z nich byla patrně legenda Život svaté Ludmily (též Staroslověnská legenda o sv. Ludmile). Nedochovala se, ale s velkou pravděpodobností vznikla na území přemyslovských Čech v průběhu 10. století. Na její existenci lze usuzovat ze zmínek v latinské legendě Fuit, v Kristiánově legendě, a především z existence tzv. proložní ludmilské legendy, která je pravděpodobně krátkým výtahem z jednoho z pozdních opisů Staroslověnské legendy o sv. Ludmile.
Druhou významnou legendou byl Život svatého Václava (též První staroslověnská legenda o sv. Václavu). Pochází z první poloviny 10. století. Popisuje zavraždění knížete Václava bratrem Boleslavem a zdůvodňuje jeho prohlášení za svatého. Podstatným znakem je, že na rozdíl od Života Konstantinova a Života Metodějova již nepřipomíná byzantské vzory. Stejný námět zpracovávala i Druhá staroslověnská legenda o svatém Václavu (též Kniha o rodu a utrpení sv. Václava). Jde o staroslověnský modifikovaný překlad latinské Gumpoldovy legendy z konce 10. a začátku 11. století. Větší pozornost než historické stránce již věnuje zázrakům (což bylo typické právě pro latinské legendy či texty z nich odvozené).
Také nejstarší duchovní píseň v Čechách byla staroslověnská: Hospodine, pomiluj ny (Hospodine smiluj se nad námi). Vznikla na konci 10. století, nebo počátku 11. století. Původ je zřetelně staroslověnský, pronikly do ní ovšem i prvky staročeštiny (patrně v průběhu času). Jako jedna z mála literárních památek své doby přežívá i v současnosti.

### Latinská literatura
V průběhu 11. století nabývala v české literární tvorbě vrchu latina. Zpočátku se staroslověnštinou ještě nesoupeřila a naopak lze indikovat hojné překlady z jednoho liturgického jazyka do druhého. Později se však věc více politizovala a staroslověnština ustupovala i kvůli politické volbě západního křesťanství, kterou Přemyslovci učinili.
Také v latinské tvorbě dominovaly legendy. Historik Dušan Třeštík předpokládal existenci nedochované nejstarší latinské legendy o sv. Václavu (Třeštíkem označovaná jako Legenda X), která měla dle něj vzniknout někdy před rokem 974. Všechny ludmilsko-václavské legendy z ní posléze měly přímo či nepřímo čerpat.
K takovým pak patří především svatováclavská legenda Crescente fide Christiana (Když se šířila křesťanská víra). Podle Třeštíka vznikla roku 975. Původní nedochované Crescente, napsané pravděpodobně jednoduchou latinou Vulgata, vycházelo nejspíše z nedochované latinské legendy X a rovněž z Arbeova Vita Heimhrami (Život Jimramův). Dochované novější rukopisy jsou ale kontaminovány legendami, které čerpaly z původní Crescente (původní Fuit, Gumpold a Kristián). Jiní autoři upozorňují na její historizující charakter, z čehož usuzují, že vychází z výše vzpomenutého staroslověnského vzoru.
Fuit in provincia Boemorum (Byl v zemi české) je legenda o sv. Ludmile, která vznikla někdy po roce 975. Líčí Ludmilin život od svatby s Bořivojem až po její zavraždění roku 921 na Tetíně. Původní Fuit se nedochoval, jsou známy pouze novější opisy. Před rokem 1096 byl Fuit přeložen do staroslověnštiny a tento nedochovaný překlad se stal na Rusi předlohou pro Prolog o Ludmile.

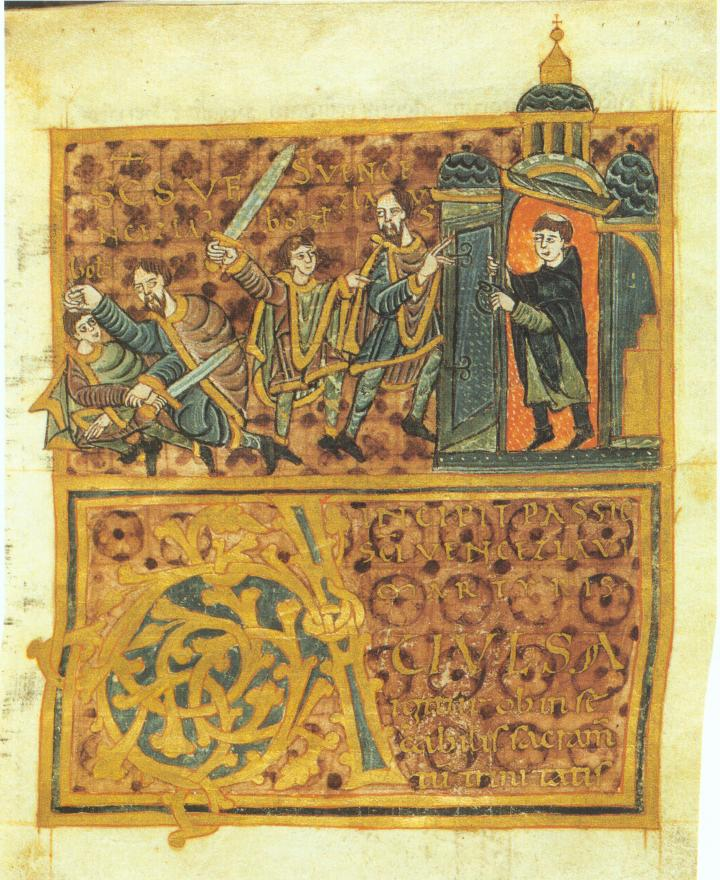
Zabití sv. Václava, iluminace Gumpoldovy legendy

Václavskou legendou je Gumpoldova legenda. Text byl pořízený někdy kolem roku 983 na žádost císaře Oty II. Mantovský biskup Gumpold ji sepsal v „nesnesitelně nabubřelém stylu“ na základě původního Crescente. Jelikož jí napsal Ital, píšící latinsky v Itálii, nejedná se o českou literaturu, jak byla definována v úvodu. Sehrála však výraznou roli při tvorbě ostatních českých legend. Jeden z nejstarších rukopisů legendy je dochován v tzv. Kodexu Wolfenbüttelském vytvořeném před rokem 1006 na objednávku manželky knížete Boleslava II. kněžny Emmy.
Vita et passio sancti Venceslai et sanctae Ludmilae aviae eius (Život a utrpení svatého Václava a báby jeho svaté Ludmily) též označovaný jako Kristiánova legenda je vrcholnou památkou své éry. Kristián čerpal podle Třeštíka z původní Crescente, původní Fuit a Gumpolda. Dílo je psáno prózou. Pozoruhodné na něm je, že ač psáno latinsky, v textu hájí staroslověnskou tradici (podobně jako pozdější Diffundente sole iustitiae radios). Text má vysokou literární úroveň, proto také mnozí literární historici nevěří, že by mohl pocházet z 10. století. Sám autor v předmluvě tvrdí, že je příbuzným biskupa Vojtěcha. Oldřich Králík přišel s hypotézou, že autorem byl Vojtěchův bratr Radim (pozdější biskup v Hnězdně známý jako Gaudencius). Dušan Třeštík tvrdil, že autorem je syn Boleslava I. Strachkvas. Autor sám sebe v textu nazývá Christianus, což však může být míněno jako „Křesťan“, nikoli jako Kristián.

Další skupinou legend jsou svatovojtěšské legendy (zejm. Versus de passione sancti Adalberti – Verše o utrpení svatého Vojtěcha). Jako světec byl Vojtěch vnímán až od doby Břetislava I. Jeho myšlenky byly nadnárodní a měly protičeský charakter. Posledním typem legend jsou legendy prokopské. Objevují se již od konce 12. století. Vita minor, psaná veršovaně, vznikla kolem roku 1200 v Sázavském klášteře. 

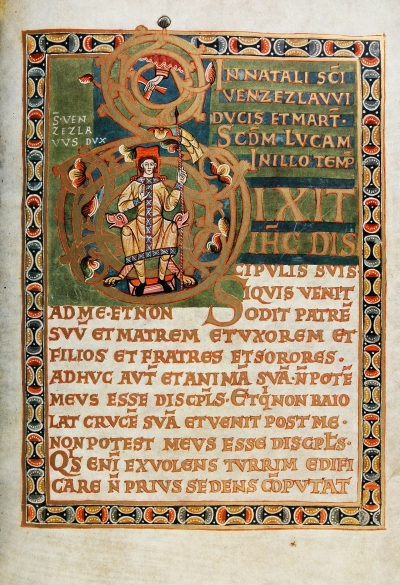
Kodex vyšehradský

Dalším typem textů jsou texty kněžské, určené nikoli širokému publiku jako legendy, ale pro vnitro-církevní potřeby. Souborem takových textů je kupříkladu Kodex vyšehradský. Pochází asi z roku 1085. Byl vytvořen (pravděpodobně) pro královskou korunovaci Vratislava II. a někdy proto bývá počítán ke korunovačním klenotům. Bývá označován za nejcennější dochovaný rukopis v českých zemích. Jeho hodnota řemeslná (iluminace, vazba, písařské umění) ovšem převyšuje tu literární. Ta je mnohem více ceněna u Opatovického homiliáře, což je soubor kázání, nejstarší kniha tohoto typu vzniklá na našem území. Je nazývána dle svého původního uložení v benediktinském klášteře v Opatovicích. Obsahuje 133 kázání. Často se v nich brojí proti uctívání hor, stromů a pramenů, což dokazuje, že pohanství bylo stále živé. K významným kazatelům, jejichž kázání jsou zde zachycena, patřil například Jindřich Zdík. Ten ve svém olomouckém skriptoriu nechal sepsat též Olomoucký kolektář. Příklad zvláštního církevního textu zvaného horologium. Kolektář byl za třicetileté války odvezen do Švédska.
Příkladem latinské právnické literatury jsou Břetislavova dekreta (Decreta Bracislai). Byla sepsána během tažení knížete Břetislava do Hnězdna, kde nechal kníže vyzdvihnout ostatky sv. Vojtěcha, což se stalo roku 1039. Mají silně protipohanský charakter. Víme o nich díky zmínce v Kosmově kronice, text se nedochoval. Obsahují mj. zákaz krčem a zavádějí zkoušku (ordál) žhavým železem.

Chronologii přinášejí anály (letopisy): uspořádané soubory fakt o událostech v jednotlivých rocích, případně dnech. Jejich nejstarší rukopis se nazývá Staré annály Svatého Křiže a pochází z roku 1119. Nejvýznamnější z nich jsou však Hradišťsko-opatovické letopisy. Analistické dílo, které vzniklo v benediktinském klášteře Hradisko u Olomouce, někdy kolem roku 1146. Předlohou byla Ekkehardova světová kronika, již doplňují údaje z některých domácích zdrojů (např. anály pražské). Světové dějiny jsou zachyceny především do roku 893. Léta 894–1145 jsou věnována téměř výhradně českým dějinám. Po odchodu benediktýnů z Hradiska do Opatovic (1146) bylo v letopisech pokračováno, zaznamenávají události až do roku 1163.

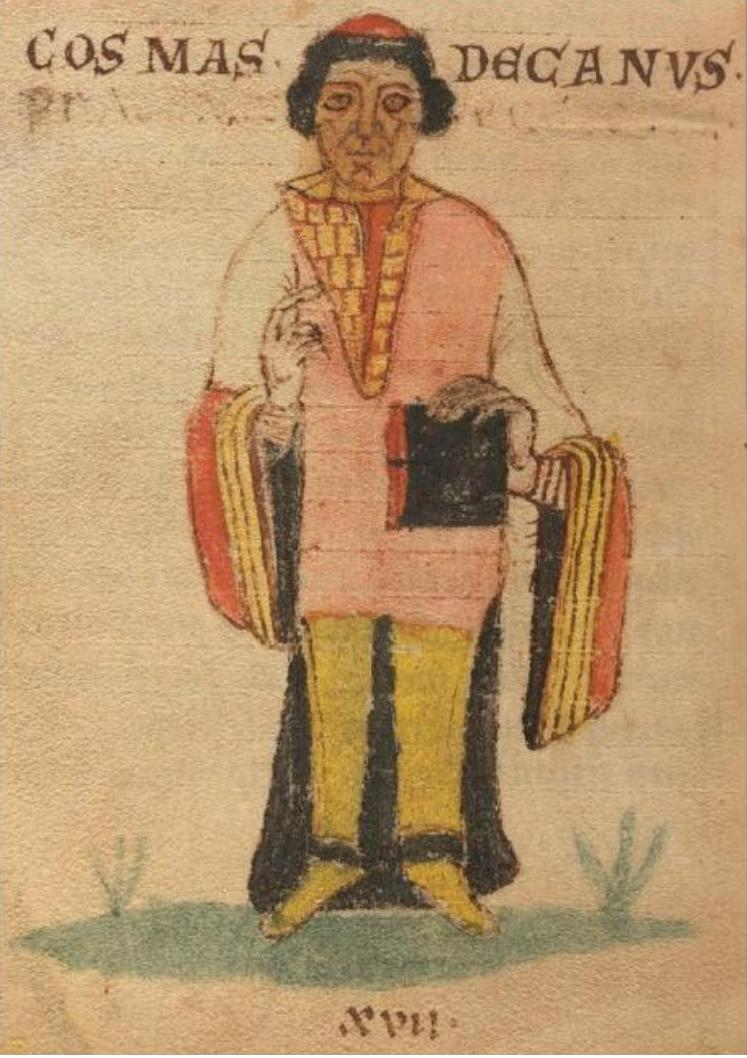
Kosmas

Vyšší literární úroveň mají kroniky. Nejvýznamnější z nich je Kosmova Chronica Bohemorum (Kronika Čechů, známá však spíše jako Kosmova kronika). Jejím autorem je děkan svatovítské kapituly Kosmas. Jde o vůbec nejvýznamnější dílo své doby, dosahuje evropské úrovně. Kronika má tři díly a je dovedena až do roku 1125, tedy do roku Kosmovy smrti. Průlomem bylo, že se Kosmas zamýšlel nad spolehlivostí svých zdrojů a v textu je podle spolehlivosti také klasifikoval (rozlišoval „bájivé podání starců“ a „podání hodnověrných svědků“). Typické bylo, že Kosmas v textu zcela pominul staroslověnskou historii a liturgii, snažil se naopak vyzdvihnout prozápadní orientaci českých dějin (tedy orientaci na západní, římské křesťanství).

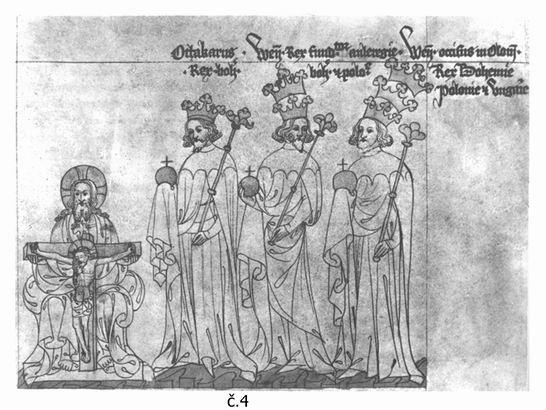
Ilustrace Zbraslavské kroniky

Kosmas našel své pokračovatele především v tzv. Kanovníku vyšehradském (Kronika kanovníka Vyšehradského) a Mnichu sázavském (Sázavská kronika). Kanovník a notář svatovítské kapituly Vincentius sepsal tzv. Letopis Vincenciův, jakousi oslavu vlády Vladislava II. a především jeho úspěchů při tažení po boku Friedricha Barbarossy v Itálii roku 1158. Důstojně navázat na Kosmovo dílo se však podařilo až autorům Zbraslavské kroniky (Chronicon Aulae Regiae). Jejími autory jsou opati zbraslavského kláštera Ota – do roku 1314 a Petr Žitavský – do roku 1338. Žitavského část má velkou hodnotu nejen uměleckou, ale i dokumentární, a to nejen v kontextu českém, ale i středoevropském. Ota začal psát kroniku jako oslavu Václava II., zakladatele kláštera, proto zvláště Přemyslovce popisuje velmi nekriticky. Petr Žitavský byl již objektivnější, přesto mu nešlo o čistý historiografický popis, ale spíše o morální poučení čtenáře a vyzdvihnutí kladných vzorů. Umělecky byl ovšem velmi zdatný, užil kombinaci prozaického vyprávění a verše – ten užívá ve chvíli, kdy vyzdvihuje nějaký mravní čin. I proto literární historikové jeho kroniku považují za literárně nejkvalitnější hned po Kosmově. Jindřich Řezbář sepsal Kroniku žďárského kláštera (Chrinocon domus Sarensis). Stejně jako Ota a Žitavský spojuje osud celé země s osudem svého kláštera, ovšem nedosahuje takové literární úrovně jako oni.

## Rozvoj česky psané literatury
Literární památky v češtině nacházíme od 12. století. K nejstarším patří písňová tvorba. Píseň Svatý Václave, vévodo české země (též Svatováclavský chorál) vznikla právě již ve 12. století. Měla původně jen tři strofy, nakonec se zpívalo strof devět. Zapsána byla až ve 14. století v kronice Beneše Krabice z Weitmile. Podobně významná je Ostrovská píseň. Zabývá se přítomností Krista ve svátosti oltářní. Zapsána byla v kodexu kláštera z Ostrova u Davle, podle prvního verše se jí též říká Slovo do světa stvorenie. Má na rozdíl od svatováclavského chorálu složitější básnickou formu. Obě tyto písně dokazují, že již ve 12. století čeština dozrála k tomu stát se jazykem literárním.

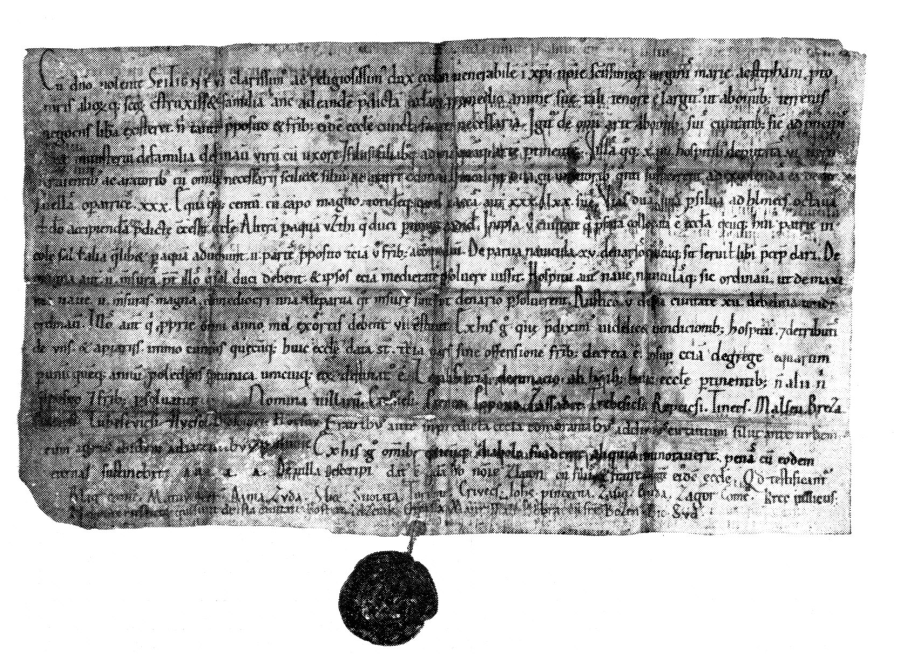
Zakládací listina litoměřické kapituly, nachází se v ní první dochovaná česky psaná věta

Počátky psané češtiny jsou spjaty s bohemismy, bohemikami a glosami ručně vpisovanými do latinských textů, zcela specifickým případem jsou české glosy zapisované hebrejským písmem (viz Lešon Kenaan). Z počátku 13. století pochází i první dochovaná česky psaná věta na zakládací listině litoměřické kapituly, která má podobu právnického textu: „Pavel dal jest Ploskovicích zemu, Vlach dal jest Dolas zemu Bogu i svatému Ščepánu se dvěma dušníkoma, Bogučejú a Sedlatú.“
13. století pak přineslo i další mohutný rozvoj česky psané literatury. Krom tradiční písňové tvorby (Buoh všemohúcí, Jezu Kriste, ščedrý kněže) se přidružila první básnická tvorba. Tu reprezentuje zejména Kunhutina modlitba nalezená v Pasionálu abatyše Kunhuty, tedy v bohatě zdobeném a iluminovaném breviáři dcery Přemysla Otakara II., abatyše svatojiřského kláštera Kunhuty. Modlitba vznikla okolo roku 1300, nazývaná je také podle prvního verše Vítaj králu všemohúcí. Objevuje se též oblíbený středověký žánr sporu (zejm. Spor duše s tělem). Nejvýznamnějšími texty přelomu 13. a 14. století jsou však Alexandreida a Dalimilova kronika.
Alexandreida je veršovaná epická skladba o osudech makedonského krále a vojevůdce Alexandra Velikého. Užit je klasický osmislabičný verš. Předlohou byla stejnojmenná skladba francouzského básníka Gualtera Castellionského, která pochází z let 1178–1182. Je také možné, že autora ovlivnila Alexandreida německého autora Ulricha z Etzenbachu, který se pohyboval na pražském královském dvoře. Autor českého textu je neznámý. Někteří badatelé (například Albert Pražák) se domnívají, že skrze osudy Alexandra a jeho otce Filipa autor vlastně vypráví o českém králi Přemyslu Otakarovi II. a jeho synovi Václavovi II. To však bývá i zpochybňováno. Alexandreida bývá označována za první velké české (tedy v češtině psané) literární dílo.

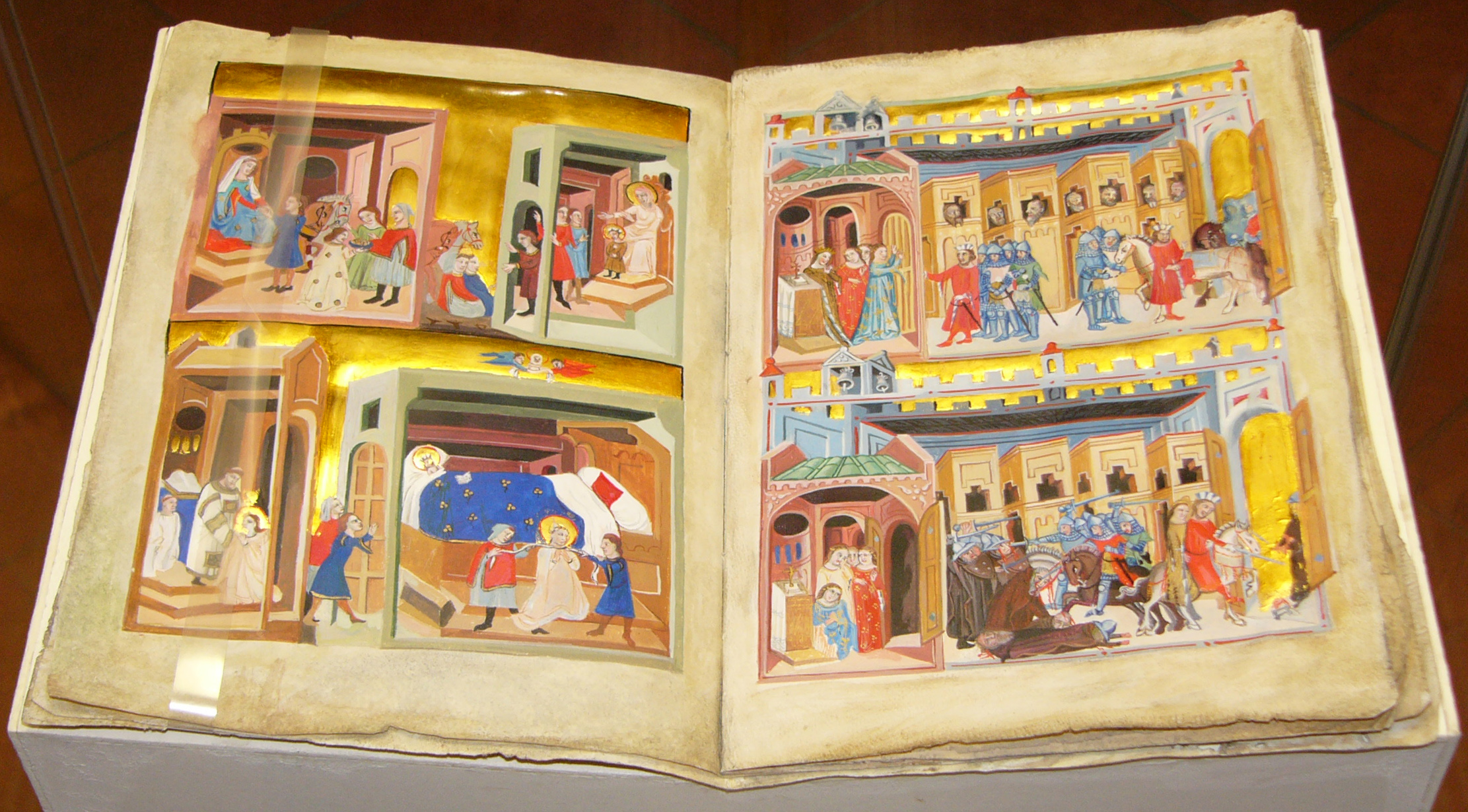
Dalimilova kronika, iluminace z tzv. Pařížského zlomku, jediného dochovaného latinského překladu kroniky

Dalimilova kronika je první česky psanou kronikou. Byla veršovaná. Autor je neznámý, identitu boleslavského kanovníka Dalimila Mezeřického mu chybně přisoudil Václav Hájek z Libočan. Omyl odhalil v 19. století Josef Dobrovský, ovšem kronika se nadále označuje Dalimilova, případně Kronika tak řečeného Dalimila. O autorovi se domníváme, že byl drobný šlechtic. Kronika pravděpodobně vznikla za vlády Jana Lucemburského, nejspíše v letech 1310–1314. Autor si uvolnil ruce tím, že opustil klasický osmislabičný verš a užil verš „bezrozměrný“ (tedy s libovolným počtem slabik). Zachází poměrně jemně s fakty, což vede ke značné věrohodnosti této kroniky. Začíná stavbou Babylonské věže a končí rokem 1314. Je zde líčen život panovníků, vyšší i nižší šlechty. Kronika je silně vlastenecky laděna, obsahuje četné protiněmecké výpady. Vrcholné dílo svého období.
Nejstarší česky psanou právní knihou i odbornou prací vůbec byla Rožmberská právní kniha. Vznikala od konce 13. století. Zachycuje zemské a částečně i městské právo. Velký prostor je věnován otázce, jak přimět žalovaného, aby se dostavil k soudu, a jak následně dokázat vinu. Konečnou redakci provedl ve 14. století Petr I. z Rožmberka.
Za vlády Karla IV. došlo ke značnému kulturnímu rozmachu. Literaturu ovlivnilo především založení Karlovy univerzity roku 1348. To byl impuls především pro rozvoj latinsky psané literatury, nově především naukového charakteru (zde lze vzpomenout zejména slovníky a učebnice Bartoloměje z Chlumce). V blízkosti Karlova dvora se začal rozvíjet raný humanismus, který reprezentoval například Karlův kancléř a pozdější olomoucký biskup Jan ze Středy. Sám král Karel byl literárně činný a také výhradně latinsky. Jeho klíčovým dílem byl vlastní životopis Vita Caroli (Život Karlův), ale podílel se i na souboru právních norem Majestas Carolina, na kronice Přibíka Pulkavy z Radenína a napsal dokonce i vlastní svatováclavskou legendu. Latinská díla v té době tvořili také například František Pražský či Kolda z Koldic.
Ovšem rozmach za Karlovy doby zaznamenala zejména literatura v češtině. Užívání češtiny se tehdy rozšířilo nově i na měšťany. Literatura tak přestala být činností kněžské a mnišské elity, což ovlivnilo její žánrovou skladbu. Ta se rychle rozšířila. Vznikaly sice stále ještě i tradiční legendy (zejm. Život svaté Kateřiny a Legenda o sv. Prokopu), ale objevují se i nové žánry s novou společenskou funkcí. K nim patří především filozofická literatura, satira a drama.

Vstup filozofických a teologických spekulací do česky psané literatury je spjat s dílem anonymním, zvaným Tkadleček. Ten ještě částečně navazuje na starší linii tzv. sporů, neboť popisuje spor mezi Milencem a Neštěstím, které mu vzalo jeho milou. Jsou zde však nové znaky – filozofické úvahy o roli zla ve světě a možnosti člověka ovlivnit svůj osud.

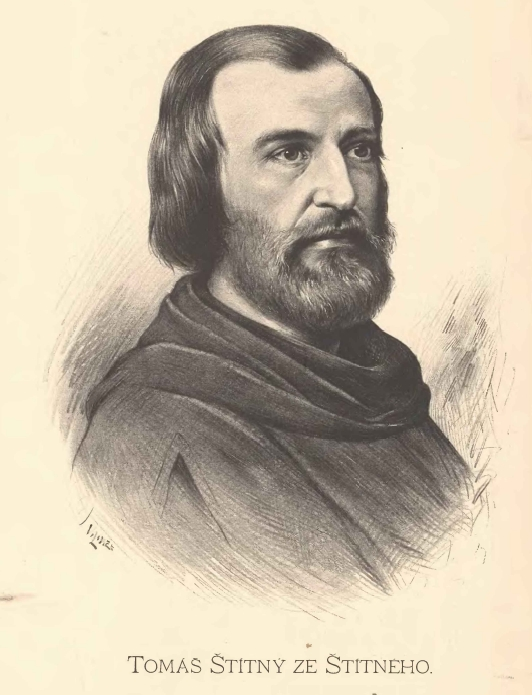
Tomáš Štítný ze Štítného, fiktivní portrét Jana Vilímka

Za prvního českého filozofa lze označit Tomáše Štítného ze Štítného. Autor nedokončil studia na Karlově univerzitě a vrátil se k hospodaření na své tvrzi ve Štítném, ovšem styl myšlení, který si na univerzitě osvojil, ho již neopustil. Na rozdíl od svých mistrů a spolužáků si však k jeho rozvíjení zvolil češtinu. Jeho vrcholnými třemi díly jsou Knížky šestery o obecných věcech křesťanských (1376), Řeči besední (1385) a Řeči nedělní a sváteční (1392). Štítný v mnohém předznamenává husitství, zejména v sociální otázce, kterou jako jeden z prvních otevírá (např. část v Knížkách šesterech nazvaná O hospodářovi, hospodyni a čeledi).
Smil Flaška z Pardubic, tvořící již za vlády Václava IV., postoupil ve své filozofii o krok blíže k politice. V díle Nová rada se za pomoci tehdy oblíbené zvířecí analogie (v té době byly do češtiny přeloženy též Ezopovy bajky) snaží poradit panovníkům, jak by měli správně vládnout.
Měšťanská satira té doby se soustředila do tzv. Hradeckého rukopisu (k nejznámějším skladbám sbírky patří Desatero kázanie božie a Satiry o řemeslnících a konšelích). Známá je též satira Podkoní a žák, o níž se dlouho myslelo, že ji napsal Smil Flaška z Pardubic, ale nakonec to badatelé vyvrátili a autor zůstal neznámý.
Raným českým dramatem je Mastičkář. Původně šlo o jakousi mezihru v inscenaci evangelijních scén – popisuje situaci, kdy jde Ježíšova matka Marie na trh koupit vonné masti k nabalzamování mrtvého Ježíšova těla. Scéna se však stále více osamostatňovala a popisovala satiricky poměry v měšťanském prostředí.

## Husitská literatura

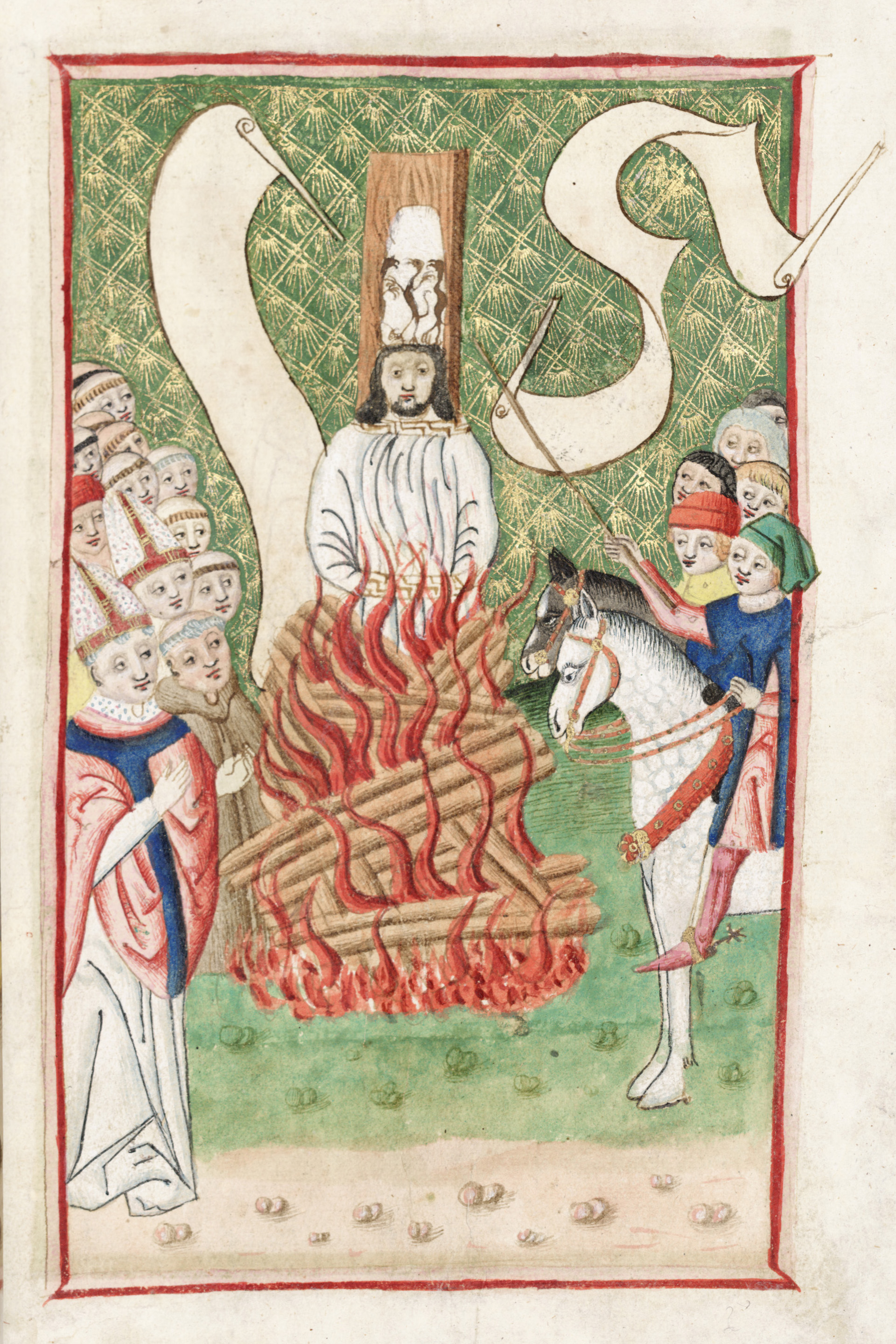
Jan Hus upalován na hranici – iluminace Janíčka Zmilelého z Písku v Jenském kodexu

V éře Václava IV. se zvýraznily společenské rozpory, které se vyjevily především jako spory o otázky církevní. Počátky úsilí o reformu církve v českém prostředí sahají už do dob Karla IV., který pozval kazatele Konráda Waldhausera do Prahy. Reformními kazateli byli po jeho vzoru posléze Milíč z Kroměříže a Matěj z Janova, dva bezprostřední předchůdci Husovi. V Husově éře se nositeli reformních snah stali zejména pražští univerzitní mistři, jakým byl například Jakoubek ze Stříbra. K radikálním studentům patřil Jan Rokycana. Ke zlidovění nápravného hnutí značně přispěli i populární lidoví kazatelé, jakým byl kupříkladu Jan Želivský.

Klíčovou osobností reformního hnutí však byl univerzitní mistr, rektor Karlovy univerzity a kazatel v Betlémské kapli Jan Hus, první významný česky píšící intelektuál evropského formátu. Ten byl i významným literátem. Psal jako většina učenců latinsky, ale chtěl-li oslovit veřejnost, volil češtinu. Ve své teologii navazoval především na anglického myslitele Johna Wycliffa. Své postoje teologické a názory na reformu církve shrnul v latinských textech De ecclesia (O církvi), De sex erroribus (O šesti bludech) či v textu Contra bullam papae (Proti bule papežské), kde vystoupil proti odpustkům a přímo zaútočil na papeže. Latinsky byl psán i anonymní spis De orthographia bohemica (O pravopisu českém), který Palacký v 19. století připsal právě Husovi, a kde se (patrně) Hus pokusil o reformu psané češtiny – původní spřežkový pravopis nahradil pravopisem diakritickým (s háčky a čárkami). Česky Hus napsal texty Výklad Viery, Desatera a Páteře (mj. výklad desatera božích přikázání a modlitby Otčenáš), Knížky o svatokupectví (ostrý odsudek vymáhání poplatků za církevní obřady a volání po odebrání majetku církvi), Dcerka (rady mladým dívkám, jak být správnou křesťankou) a Postila (soubor kázání, který vznikl po jeho nuceném odchodu z Prahy). Česky jsou psány i Listy z Kostnice, poslední dílo Husovo, dopisy z doby jeho věznění před popravou. Husovo radikální pojetí se totiž dostalo do tak ostrého sporu s oficiální církevní hierarchií, že byl nakonec roku 1415 upálený v německé Kostnici jako kacíř. Husův proces literárně zachytil jeho očitý svědek Petr z Mladoňovic.

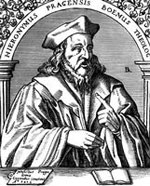
Jeroným Pražský

Druhou nejvýraznější postavou husitství a husitské literatury – zejména pro svět – je Jeroným Pražský. Mistr čtyř univerzit (Paříž, Heidelberg, Kolín nad Rýnem, Praha), který byl rovněž upálen v Kostnici, na stejném místě jako Hus, necelý rok po něm. Na rozdíl od Husa se mnoho jeho textů nedochovalo. K nejvýznamnějším spisům patří Scutum fidei christianae (Štít křesťanské víry). Složil také mnoho duchovních i lidových písní, napsal i knihu o hudební teorii (byl také vynikajícím zpěvákem). Proslulé byly zejména jeho univerzitní disputace.
Husova a Jeronýmova poprava vedla k radikalizaci jejich přívrženců, označovaných jako husité, a jejich ozbrojená vojska ovládla část českého území. V roce 1420 stanovili svůj program v takzvaných Čtyřech artikulích pražských, které mají i význam literární. Jejich formulace je připisována Jakoubkovi ze Stříbra.

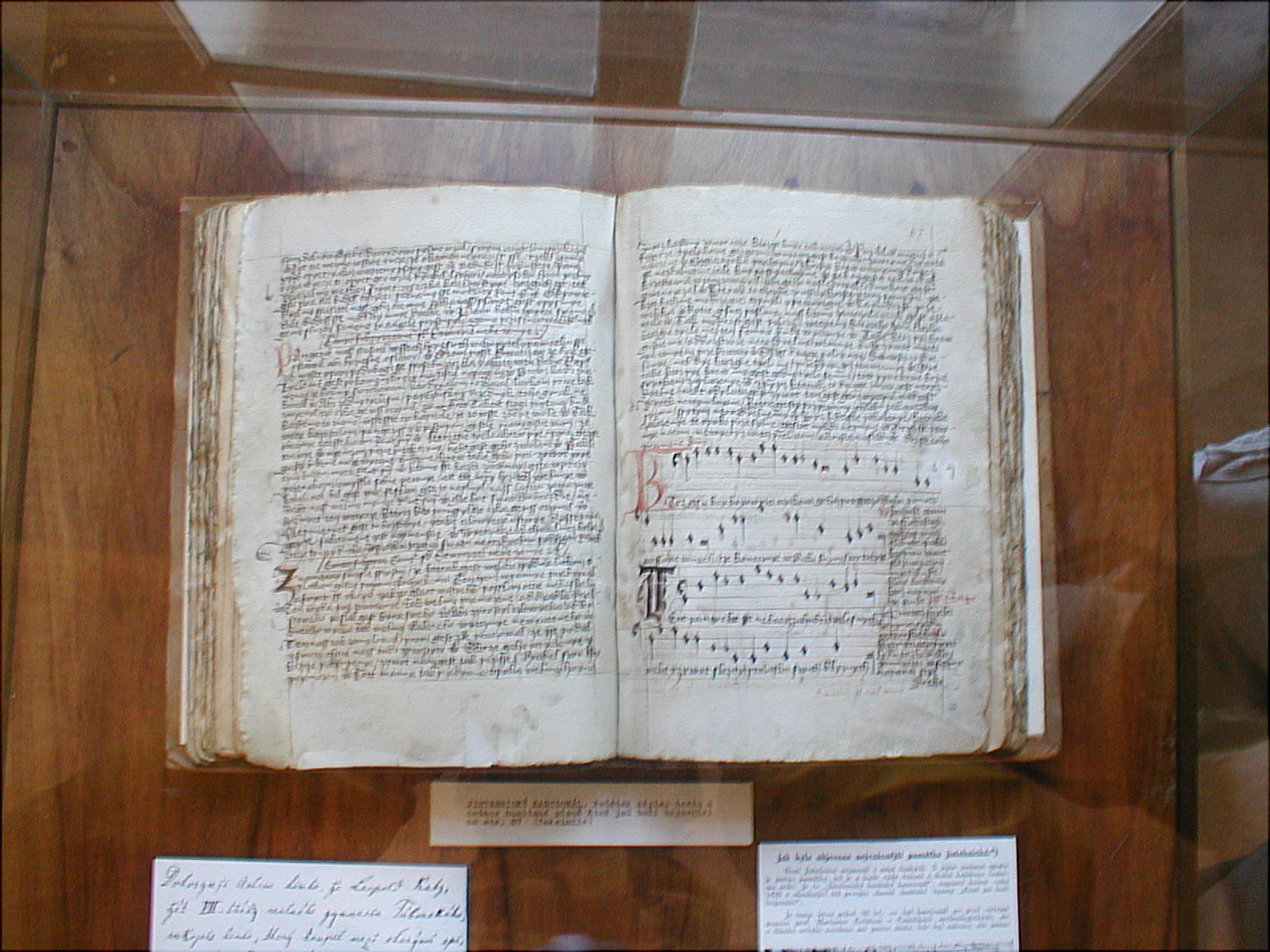
Jistebnický kancionál

Po Husově smrti se husité rozštěpili na frakce, především pražskou a táborskou. K pražským autorům patřil krom Rokycany a Jakoubka kupříkladu Martin Lupáč. Představitelem táborské ideologie byl Mikuláš z Pelhřimova zvaný též Biskupec.
Vavřinec z Březové sepsal Husitskou kroniku (psána z pozic pražanů). Bývá mu též připisováno autorství Budyšínského rukopisu, sborníku polemik. Jeho název je odvozen z místa nálezu, německého Budyšína. Obsahuje skladby Žaloba Koruny české, Porok Koruny české a zejména Hádání Prahy s Kutnou Horou.
Jistebnický kancionál uchoval písňovou tvorbu té doby, která zaznamenala značný rozkvět (zejm. Ktož jsú boží bojovníci a Povstaň, povstaň veliké město pražské).
I katolická opozice husitů reagovala literárně – například písní Nuž, vy ševci viery pravé, nebo polemickým textem Václav, Havel a Tábor (což je ovšem název přisouzený až v 19. století Palackým).

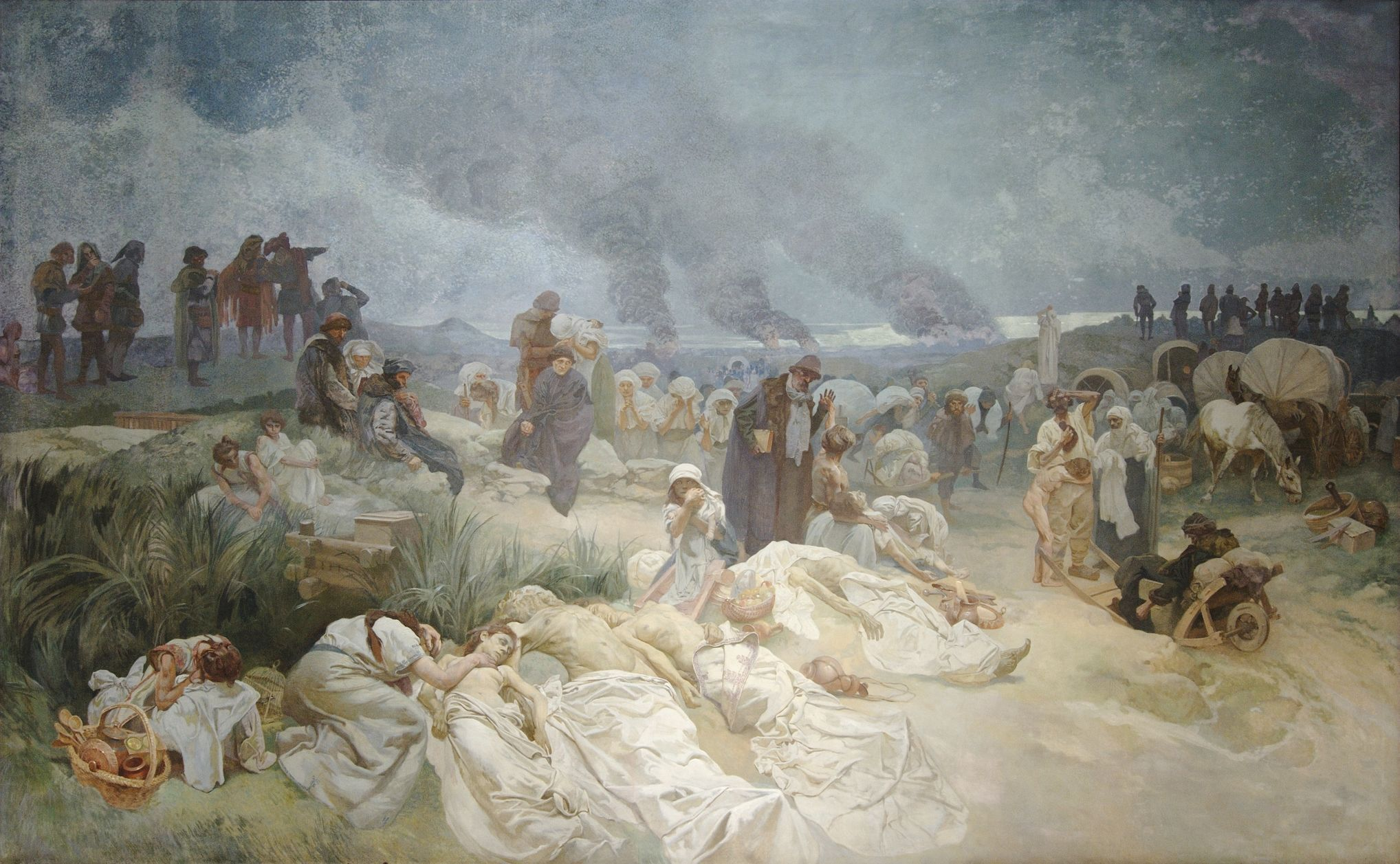
Petr Chelčický na obraze Alfonse Muchy

K husitské literatuře počítáme i dílo významného filozofa a teologa Petra Chelčického, ač ten s husitským násilným bojem nesouhlasil. Až na krátkou etapu pobytu v Praze (1419–1420) prožil celý život v jižních Čechách. Během pražského pobytu se dostal do okruhu návštěvníků Betlémské kaple, což ho silně ovlivnilo a inspirovalo k psaní, byť od počátku polemizujícího s hlavními husitskými teology. Na rozdíl od nich psal výhradně česky, neboť ostatně patrně neuměl latinsky (neměl univerzitní vzdělání). Své názory, které měly značný dopad na pozdější myslitele (moderní pacifismus, Lev Nikolajevič Tolstoj, Tomáš Garrigue Masaryk, Mahátmá Gándhí) shrnul ve třech základních textech: O boji duchovním, O trojím lidu a pozdní Sieť viery pravé. Zajímavostí je, že po pádu husitského Tábora, k němuž měl přece jen ideově nejblíže, se uchýlil k očekávání apokalypsy a konce světa, po čase však vystřízlivěl a vrátil se k rozvíjení své etické koncepce, založené především na ideji nenásilí. Ještě za Chelčického života vznikla církev Jednota bratrská (1457), která se k jeho dílu přihlásila. Ta sehrála významnou roli v následující etapě vývoje, v éře poděbradské a jagellonské. Ke klíčovým osobnostem první fáze vývoje Jednoty patřil Řehoř Krajčí.

## Humanismus a renesance
Po vřavě husitských válek se v české literatuře začal mohutně prosazovat proud, který měl své drobné zárodky již v éře Karla IV. – humanismus. Můžeme v něm vydělit tři hlavní linie – humanismus latinský, humanismus národní (česky psaná díla) a specifickou linii reprezentují představitelé Jednoty bratrské. Atmosféru doby také dobře reprezentuje nástup zábavné literatury (zejm. cestopisu).
Zakladatelem latinského humanismu u nás byl Bohuslav Hasištejnský z Lobkovic. Psal poezii (De miseria humana, De avaritia) i naučné spisy (De situ Pragae et incolentium moribus). Jako katolík se vyhýbal návaznosti na domácí tradice („nakažené husitstvím“) a snažil se českou kulturu napojit na evropskou.
Většího ohlasu, a to i evropského, se však dostalo dílu Jana Dubraviuse (Jana Skály z Doubravky), který se nakonec stal olomouckých biskupem (okruh olomouckého biskupství byl připraven na přijetí humanismu již za časů Jana ze Středy, jak uvedeno výše). I on zvládal psát jak poezii, tak naučné spisy. Nejdůležitější skladbou básnickou byla Theriobulia (Rada zvířat), v níž zjevně navazoval na Novou Radu Smila Flašky z Pardubic. I v Dubraviově skladbě zvířata radí králi (lvu), jak správně vládnout, jejich ideologie je však již humanistická. Napsal též například naučný spis o rybníkářství De piscinis (O rybnících) či souhrn dějin Čech.
Také latinské verše Jana Campana Vodňanského byly vnímány ve své době jako dokonalé. Velmi vzdělaný Campanus však napsal i jedno z prvních významných českých dramat Bretislaus (uváděno později též jako Břetislav a Jitka) a také přehled českých dějin pod názvem Cechias. Campanově osudu je věnován román Zikmunda Wintera Mistr Kampanus.

Průkopníkem národního, česky psaného humanismu byl Viktorin Kornel ze Všehrd. Ten nárok na kombinaci univerzálních evropských hodnot a národního jazyka vyslovil formou takřka manifestu, v předmluvě svého překladu knihy Jana Chrystosoma.

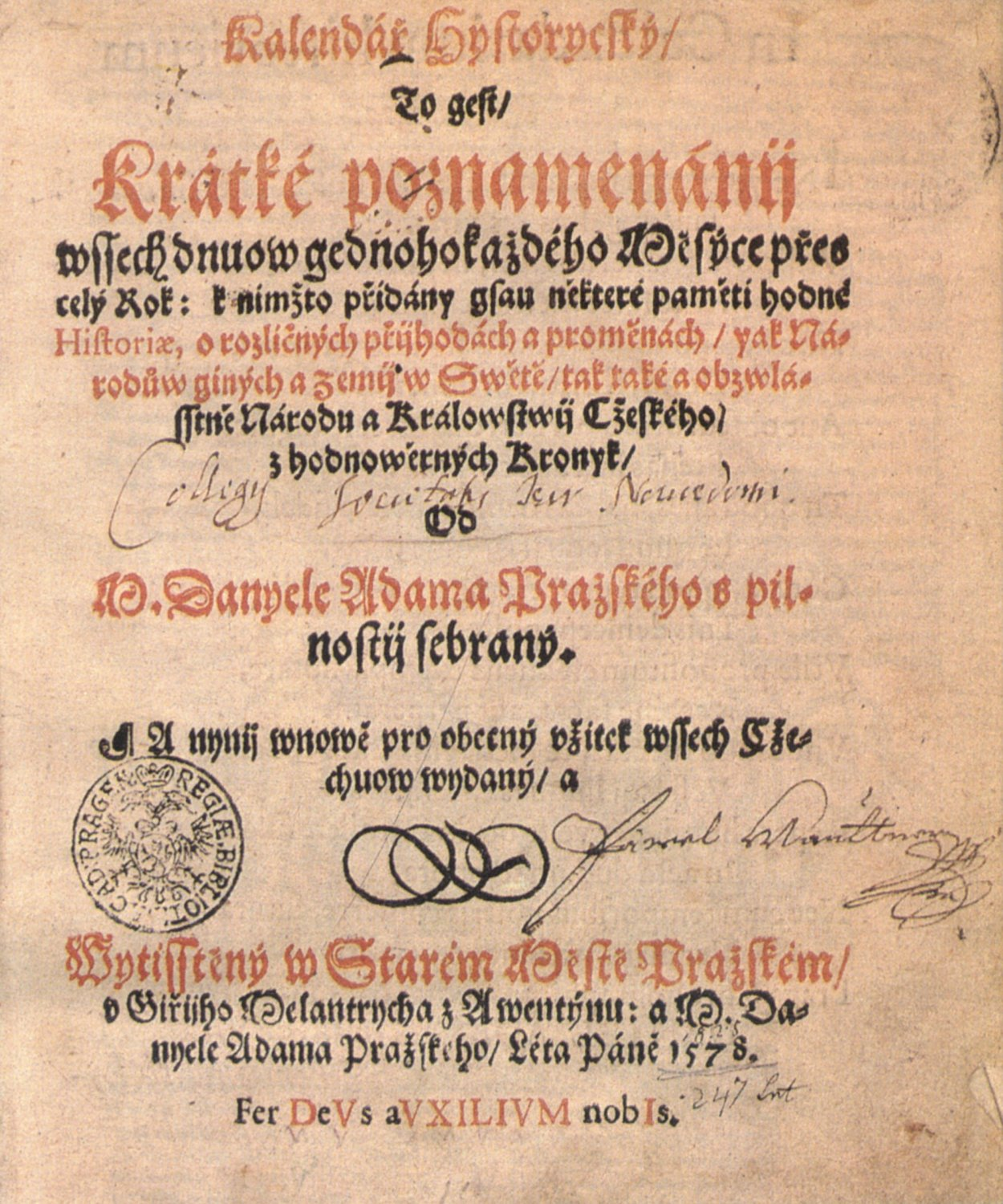
Veleslavínův Kalendář historický vydaný v jeho nakladatelství Melantrich

Klíčovou osobností národního humanismu se však stal Daniel Adam z Veleslavína. Jeho nejznámějším dílem literárním je Kalendář historický, který vydal roku 1578. Ale českou kulturu ovlivnil především jako nakladatel. Poté, co si vzal za ženu dceru tiskaře Jiřího Melantricha, odešel z univerzity, kde učil, a založil velmi vlivné nakladatelství, které začalo zásobovat kvalitní literaturou široké masy. Význam nakladatelství byl tak značný, že mnozí badatelé tuto éru vývoje nazývají „veleslavínskou“ (pojem shrnuje vládu Jiřího z Poděbrad, Jagellonců a prvních dvou Habsburků, až k pádu Rudolfa II. a především ke stavovskému povstání).

Hynek z Poděbrad se pokusil nejvíce přiblížit klasické renesanční beletrii, jakou reprezentoval třeba Boccaccio (jehož díla do češtiny právě Hynek překládal). Ovšem typickým bylo, že si nikdy nedokázal osvojit boccacciovskou lehkost a vždy se mu do textů vkrádal moralizující a didaktický tón, který patrně pocházel z „husitské“ atmosféry, jež pohltila české prostředí jako celek, a která byla ostatně cítit ještě v národním obrození i později (programově se proti této osvětové vážnosti bouřili ve 30. letech 20. století poetisté).

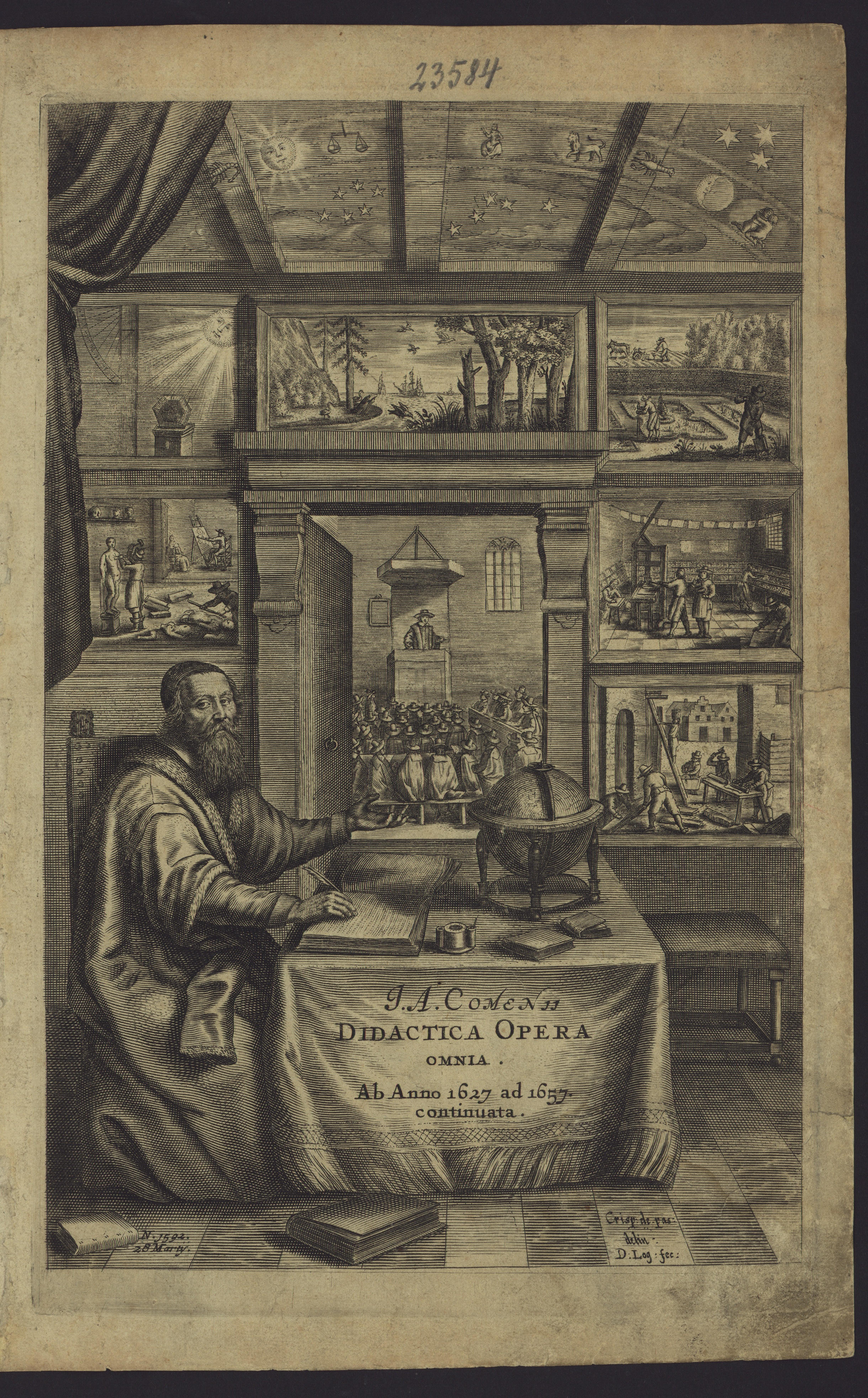
Mědirytinový předtitul sebraných didaktických spisů J. A. Komenského vydaných v Amsterdamu roku 1657, na obraze je sám Komenský

Zcela specifickou, nakonec však nejvlivnější verzi humanismu (co do ohlasu v Evropě) reprezentoval biskup Jednoty bratrské Jan Amos Komenský, jehož život se – za dramatických a krutých okolností – přelil i do éry následující, znovu plné náboženských bojů. Komenský psal jak latinsky, tak česky. Mimořádného věhlasu se dostalo jeho spisům pedagogickým, někdy je dokonce označován za zakladatele moderní pedagogiky („učitel národů“). K pedagogických spisům patří Didactica magna (Velká didaktika), kde popisuje obecné zásady výchovy dětí, Janua linguarum reserata (Dveře jazyků otevřené), kde se speciálně věnuje výuce cizích jazyků, Orbis pictus (Svět v obrazech), kde zdůraznil roli zrakových vjemů při zapamatování fakt a Schola ludus (Škola na jevišti), kde rozvinul úvahy o možnosti využití divadla při výuce. Klíčovým filozofickým textem, navíc s mimořádným básnickým nábojem, je Labyrint světa a ráj srdce, který je pro českou literaturu cenný i tím, že ho Komenský napsal česky a dovedl tak češtinu patrně k jejímu tehdejšímu literárnímu vrcholu. Své názory pansofické (pansofie usilovala o syntézu veškerého lidského vědění, a tím o sjednocení lidstva a jeho nápravu) shrnul například v textu Via lucis (Cesta světla). Pacifistické přesvědčení formuloval v textu Angelus pacis (Anděl míru), jímž – jak bylo pro něj typické – přímo oslovoval politické elity své doby, v tomto případě účastníky mírové konference v Bredě. Z textů ryze českobratrských má mimořádnou sílu Kšaft umírající matky jednoty bratrské, jeho poslední biskupský pastýřský list napsaný roku 1650, ve chvíli, kdy již bylo jasné, že se protestantský exil nebude moci vrátit do vlasti (Komenský byl z Čech vypuzen právě přelomovým prohraným stavovských protestantským povstáním z let 1618–1620). Jak bylo u humanistů obvyklé, spektrum jeho zájmu bylo mimořádně široké, takže napsal i literárně-teoretickou studii O poezii české, studii o rétorice Zpráva o naučení a kazatelství a mnoho jiných děl, včetně divadelních her.

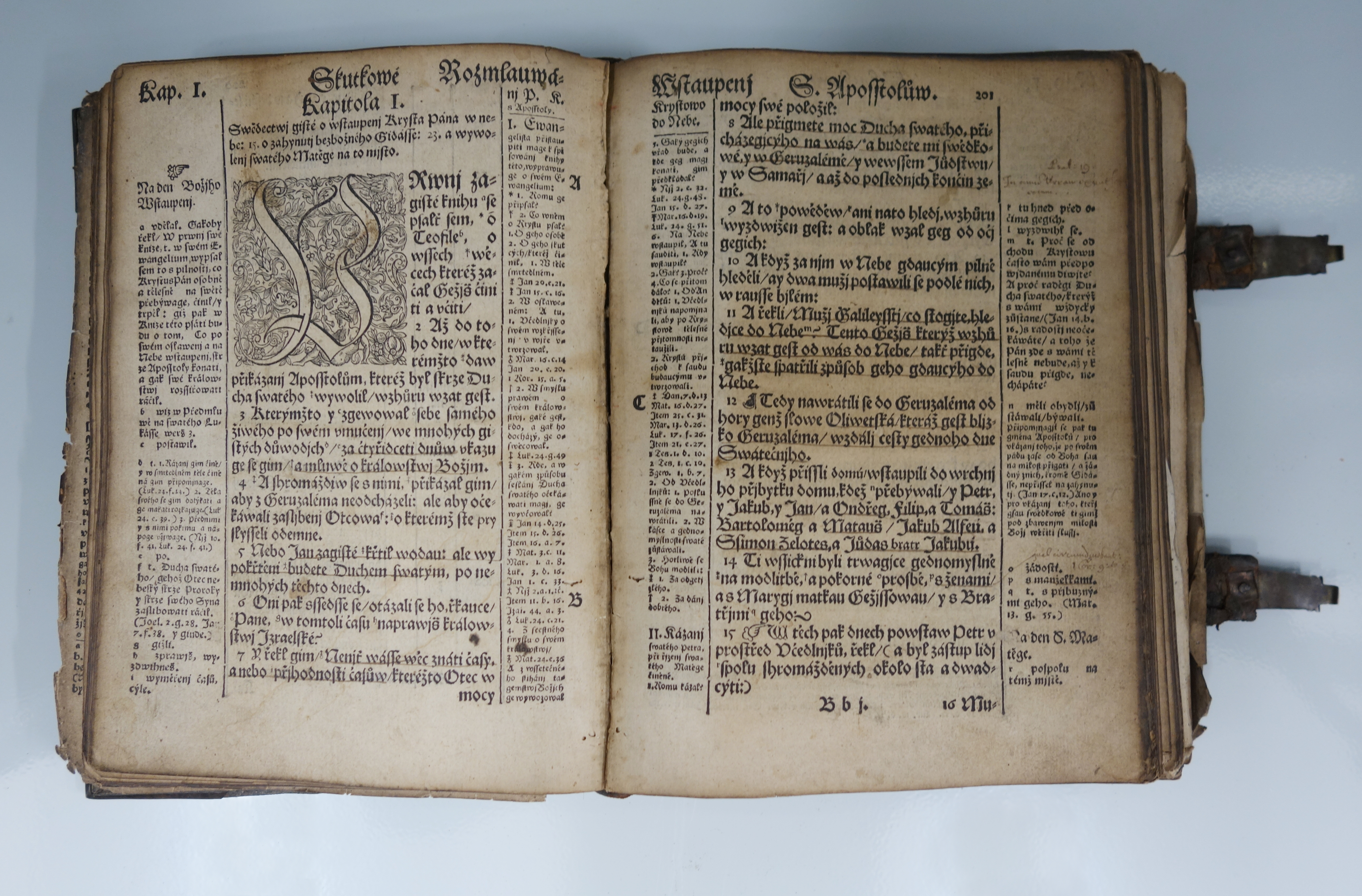
Bible kralická

K dalším významným představitelům bratrského humanismu patřil Jan Blahoslav. Ten zápolil uvnitř Jednoty bratrské s tehdy oblíbenými názory, že vzdělání jen škodí čisté víře. Blahoslav vzdělání hájil ve spise Filipika proti misomusům. Po Husovi byl též nejdůležitějším českým gramatikem, své poznatky z tohoto oboru shrnul v díle Gramatika česká z roku 1571. Načerpal je z praxe – byl totiž jedním z učenců Jednoty bratrské, kteří se podíleli na novém překladu Bible, jenž vešel ve známost jako Bible kralická. Vyšla postupně v letech 1579–1594 a znamenala zásadní milník ve vývoji češtiny. Z dalších významných autorů Jednoty bratrské lze jmenovat Jana Černého-Nigrana a Jana Augustu. Mezi humanistické spisovatele a pobělohorské exulanty patřil i protestantský kněz Jan Thadeus Meziříčský píšící jak česky, tak později latinsky. Thadeus roku 1605 se sepsal text Vysvětlení o stavu manželském artikulů některých, jako o původu, příčinách, požehnání a kříži. V exilu poté vydal v Amsterdamu roku 1648 knihu Conciliatorium biblicum, která byla pro velký čtenářský zájem znovu vydána v letech 1703 a 1713.
Nová dobová atmosféra, mnohem uvolněnější než v konfliktním husitském období, se projevila i nástupem či návratem zábavné literatury. Oblíbeným žánrem se stal zvláště cestopis. Ten dlouhodobě nejpopulárnější (Deník o jízdě a putování pana Lva z Rožmitálu a z Blatné z Čech až na konec světa v letech 1465–67) sepsal Václav Šašek z Bířkova, účastník slavného mírového poselstva krále Jiřího z Poděbrad, které procestovalo v letech 1465–1467 celou Evropu. Šašek se soustředil na encyklopedický popis zemí, jimiž poselstvo projíždělo. Další účastník poselstva vydal subjektivnější zprávu známou jako Cestopis panoše Jaroslava. Další oblíbené cestopisy sepsali Jan Hasištejnský z Lobkovic, člen Jednoty bratrské Martin Kabátník či Kryštof Harant z Polžic a Bezdružic. Zájem o vzdálené země podnítily i zprávy o objevení tajuplného nového kontinentu, Ameriky.
Znovu se našel prostor pro humoristickou literaturu. Ve víceméně anonymních spisech do ní vstupuje postava, která bude celý humoristický žánr symbolizovat po mnoho století: Paleček, šašek krále Jiřího z Poděbrad (inspirace populárními německými příběhy o Enšpíglovi, které v té době začaly do českých zemí pronikat, je zřejmá). K humoristické literatuře lze řadit i populární Paměti Mikuláše Dačického z Heslova a zejména komentář k nim nazvaný Prostopravda.

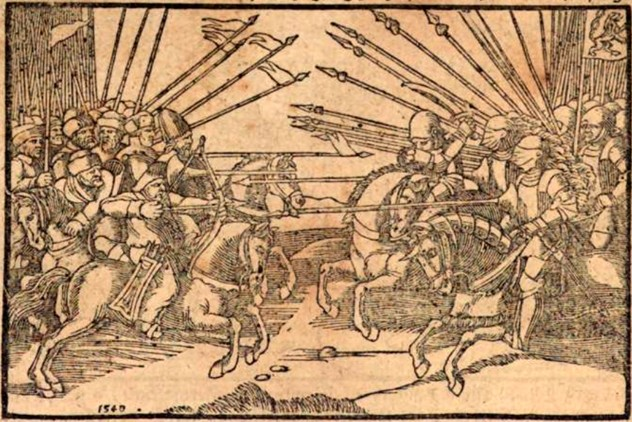
Ilustrace z Hájkovy kroniky

Trvalou oblibu u širokých čtenářských vrstev si získala česky psaná Kronika česká katolického kněze Václava Hájka z Libočan. Kronika popisuje české dějiny od příchodu Slovanů na české území (podle Hájka se tak stalo přesně roku 644) až do korunovace Ferdinanda I. roku 1526. Hájkův styl byl mimořádně živý, což dosvědčil i čtenářský ohlas, ovšem jako historika ho podrobili zdrcující kritice obrozenci, nejprve Gelasius Dobner, posléze i Josef Dobrovský a František Palacký. Odborníky nejvíce dráždilo, že Hájek každou událost vybavil přesným letopočtem, a to i tehdy, kdy nemohl mít k dataci žádné zdroje (výše zmíněný příchod Slovanů „roku 644“ je toho nejlepším příkladem). K dalším dějepiscům té doby patřil polsko-český autor Bartoloměj Paprocký z Hlohol, který reprezentoval v dějepisectví i nový zájem o disciplíny, jako je heraldika či genealogie.

## Pobělohorská literatura

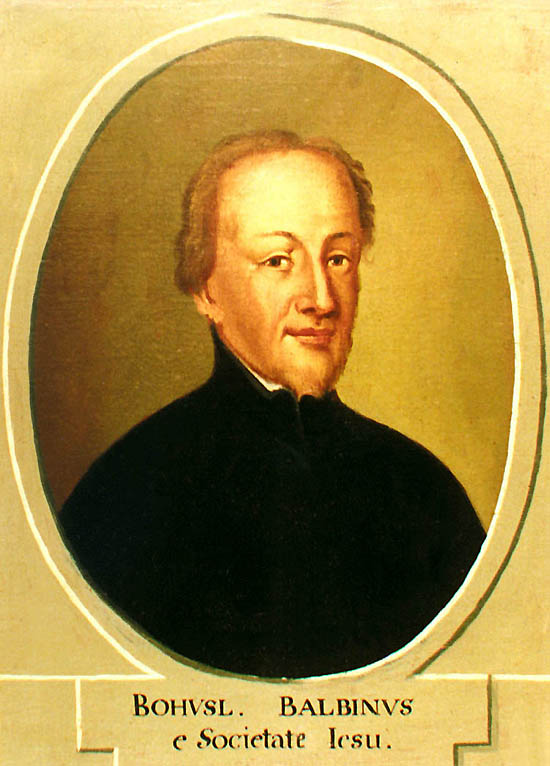
Bohuslav Balbín

Pobělohorská epocha (od roku 1620) či barokní éra (tento pojem zahrnuje zhruba 150 let po konci třicetileté války) je vnímána rozporuplně. Někteří autoři ji označují za éru temna (pojem zavedl Alois Jirásek ve stejnojmenném románu), jiní upozorňují, že vznikaly v té době nepopiratelné kulturní hodnoty. Faktem však je, že literatuře se v této éře dařilo mnohem méně než architektuře, výtvarnému umění a hudbě. Pro obrozence bylo baroko později obtížně přijatelné také proto, že se takřka vytratila tvorba v češtině. Některé barokní práce se rovněž staly terčem posměchu kvůli své nízké vědecké úrovni (zejm. filologické pokusy Jana Václava Pohla). Temným symbolem protireformace a pronásledování protestantské literatury (včetně známého pálení mnoha starých knih a rukopisů) byl jezuita Antonín Koniáš, který k likvidaci nepohodlné literatury vydal i neblaze proslulý Clavis haeresim claudens et aperiens (Klíč kacířské bludy k rozeznání otvírající).
Česká literatura se poprvé rozdělila na oficiální (Bedřich Bridel), ineditní (některé své texty, zvláště hájící češtinu, nemohl publikovat například Václav Jan Rosa či Bohuslav Balbín) a exilovou (Jan Amos Komenský, Pavel Stránský, Pavel Skála ze Zhoře, Jiří Třanovský).
Nejoceňovanějšími básníky té doby jsou Václav Jan Rosa, Adam Michna z Otradovic (věnoval se i hudební tvorbě), bukolický básník Felix Kadlinský a Bedřich Bridel. Ten je stavěn literární teorií nejvýše. Jeho poezie (zvláště sbírka Co Bůh? Co člověk?) je silně mystická. Svou víru mimořádně prožíval, byl misionářem a zemřel na mor, kterým se nakazil při ošetřování nemocných. Matěj Václav Šteyer sestavil kancionál s 850 duchovními písněmi, Jan Tomáš Kuzník sbíral poezii lidovou a přidával k ní i písně vlastní (např. Za horama svítá).
Katolickou historiografii reprezentoval v té době Vilém Slavata z Chlumu a Košumberka či Tomáš Pešina z Čechorodu. Lokální historii se věnoval Josef Bonaventura Piter. Z barokní éry jsou pro historiky podstatné také paměti a osobní zápisky (Václav František Kocmánek, František Jan Vavák). Do knihovny českých cestopisů přispěl Heřman Černín z Chudenic.
Zdaleka nejdůležitější postavou barokní kultury v českých zemích se však stal Bohuslav Balbín. Psal díla historická, filologická, básnická i dramatická. Z historických děl vystupuje do popředí monumentální (ovšem nedokončená) práce Miscellanea historica regni Bohemiae (Rozmanitosti z historie Království českého). Dílo má silný vlastenecký nádech a je oslavou národní minulosti. Balbín se vydal do boje i za češtinu, byť – což bylo typické – i tyto jeho texty byly psány latinsky. Nejvýznamnější z nich je Dissertatio apologetica pro lingua slavonica, precipue Bohemica (Rozprava na obranu jazyka slovanského, zvláště českého), kde však Balbín již natolik popustil uzdu svému vlastenectví, že kniha nesměla vyjít. Byla vydána až takřka století po Balbínově smrti, roku 1775 Františkem Martinem Pelclem. Významné jsou též Balbínovy práce o teorii dramatu, které se v barokní éře v českých zemích nesměle rozvíjelo.

## České národní obrození
V poslední dekádě 18. století začalo české národní obrození. Tento proces je dnes spíše než jako „vzkříšení národa“ (což bylo pojetí samotných obrozenců) vnímán jako proces formace moderního českého národa, který má své protějšky ve většině evropských zemí (v některých v 18. století, v jiných v průběhu 19. století). Nacionalizační proces se dává do souvislosti s francouzskou revolucí, napoleonskými válkami, industrializací (to v tvrdě sociologickém pojetí, které národ vidí jako organizaci společnosti pro potřeby právě průmyslového světa). Pro české obrození je jako „iniciační“ speciálně vnímána práce německého básníka Johanna Gottfrieda Herdera Myšlenky k filozofii dějin lidstva, v níž předpovídal, že budoucnost Evropy patří Slovanům, a že po éře románské a germánské v ní nastane éra slovanská.
Obrozenci zpočátku usilovali zejména o znovuvzkříšení češtiny jako rovnoprávného jazyka a české kultury. Literatura v tom sehrála klíčovou roli. K první generaci obrozenců patřil Gelasius Dobner a zejména jeho žák Josef Dobrovský. Klíčovými osobnostmi druhé generace byli Josef Jungmann, Ján Kollár, Pavel Jozef Šafařík, Václav Kliment Klicpera a František Ladislav Čelakovský. Třetí generace se prezentovala již vrcholnými počiny uměleckými (Božena Němcová, Karel Jaromír Erben, Josef Kajetán Tyl, Karel Hynek Mácha) i politickými – přičemž došlo k diferenciaci na proud liberální (Karel Havlíček Borovský, František Palacký) a radikálně demokratický (Karel Sabina, Josef Václav Frič). Významnou roli v národním obrození sehrály Rukopis královédvorský a zelenohorský, byť šlo pravděpodobně o falza Václava Hanky. Důležitým mezníkem a signálem byl vstup českého národního hnutí a česky psané krásné literatury na Moravu (Alois Vojtěch Šembera).

### První generace
Klíčové literární osobnosti první generace obrození přicházely z vědeckého světa a jejich cílem ještě nebylo tvořit národ či zachraňovat jazyk – jejich zájem o českou historii, případně češtinu, byl, minimálně zprvu, čistě odborný. Psali také takřka výhradně latinsky, nebo německy.
Gelasius Dobner, označovaný za prvního českého moderního dějepisce, vydal šestidílný kritický komentář k Hájkově kronice a také řadu starých dokumentů. Ač hledal především vědeckou pravdu o české minulosti, mimořádně o ní podnítil zájem.

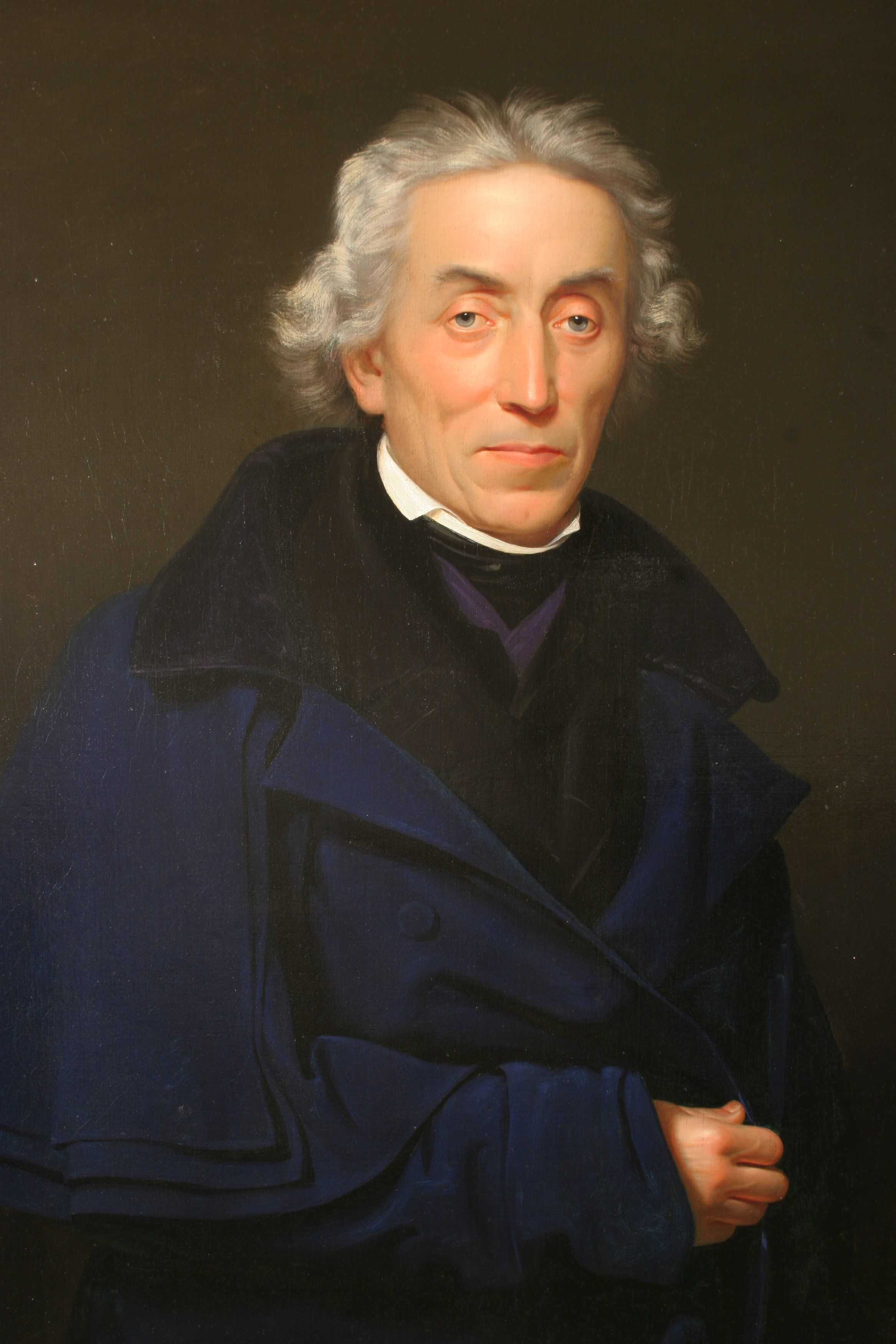
Josef Dobrovský

Jeho žák Josef Dobrovský šel v jeho stopách, také ho zajímala česká historie a pátral po starých českých dokumentech i v archivech v Rusku a ve Švédsku. Ale nakonec se specializoval jako jazykovědec a zajímaly ho dějiny českého jazyka. Roku 1792 vydal německy text Geschichte der böhmischen Sprache und Literatur (Dějiny české literatury a řeči). V něm za vrchol české literatury označil veleslavínskou a humanistickou epochu, nicméně v závěru knihy soudil, že čeština budoucnost nemá a je již jen pozoruhodným předmětem ke zkoumání odborníků. Zakladatelem vědecké slavistiky se stal spisem Institutiones linguae slavicae dialecti veteris (Základy jazyka staroslověnského), byť zrovna v tomto případě zaznamenal jednu ze svých největších vědeckých proher, neboť velkomoravskou staroslověnštinu považoval za přirozenou praslovanštinu, zatímco badatelé pozdějších časů prokázali, že šlo o umělý jazyk vytvořený Konstantinem na základě řeči Makedonců žijících nedaleko řecké Soluně (Makedonci jsou Slované). V oblasti gramatiky vystoupil proti tzv. „brusičům českého jazyka“. Ovlivnil též poezii, když v textu O prozódii české za nejvhodnější souzvučný systém v češtině označil tzv. systém sylabotónický. Toho se chopila tzv. Puchmajerova básnická škola, literární skupina, která se pokusila znovuzaložit českou literaturu. Její představitelé (Antonín Jaroslav Puchmajer, Václav Thám, Václav Matěj Kramerius, Šebestián Hněvkovský) jsou také počítáni k první obrozenecké generaci, byť jejich průkopnické umělecké snažení vyžaduje jistou míru shovívavosti a nedosahuje té úrovně, již Dobrovský dosáhl ve vědě. Dobrovského zakladatelské dílo bylo ovšem dalekosáhlé – položil do základů vznikajícího národního hnutí vědecký realismus a osvícenství, nasměroval vývoj k zájmu o jazyk (což přímo ovlivnilo klíčovou osobnost druhé generace Jungmanna a posléze vedlo k tzv. lingvocentrickému charakteru národního obrození, jak to v práci Znamení zrodu nazval Vladimír Macura, a tedy přímo definování moderního českého národa češtinou) a konečně Dobrovský vychoval dva významné přímé žáky, Františka Palackého a Václava Hanku. Hanka se rychle proslavil „objevem“ Rukopisu královédvorského (v roce 1817); v roce 1818 byl nalezen i Rukopis zelenohorský, který ještě sám Dobrovský v roce 1824 označil za falzum. Především Palacký ale obě díla považoval za pravá. Rukopisy měly mimořádný inspirační vliv během obrození i později, ale spor o jejich pravost se pak ještě vrátil na konci 19. století, když se skupina kolem Tomáše Garrigua Masaryka rozhodla postavit českou společnost znovu před volbu: realismus, nebo mýtus. Zřejmě i díky zakladatelskému vlivu Dobrovského převážila nakonec první varianta.
Významným historikem, byť ve stínu Dobrovského a Dobnera, byl v první obrozenecké generaci rovněž František Martin Pelcl. Vyzdvihl roli Balbína (Dobrovský se proti tomu o baroko nezajímal a ukončil své dějiny českého jazyka třicetiletou válkou) a začal psát Novou kroniku českou, která by rodící se české společnosti dala přehled o jejích dějinách bez výmyslů některých starších zdrojů (zejm. kroniky Hájkovy).
Mezi výrazná centra literárního života patřilo v první etapě obrození zejména nakladatelství a knihkupectví Česká expedice Václava Matěje Krameria.

### Druhá generace

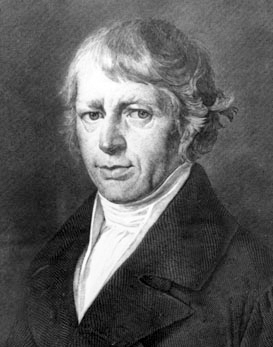
Josef Jungmann

Centrální osobností druhé generace, někdy nazývané preromantická, byl Josef Jungmann. Neměl takové vědecké zázemí jako Dobrovský, vystudoval práva a pak až do konce života učil na gymnáziu. Ovšem vnesl do věci vášeň: záchranu českého jazyka a tvorbu moderního českého národa si dal jako úkol. Na rozdíl od Dobrovského začal psát česky a ovlivnil české dějiny svým jazykovým pojetím národa, které se nakonec prosadilo a jímž vzdoroval tzv. „zemskému vlastenectví“, jež bylo typické pro šlechtu (která se uplatňovala zejména ve vědě – Ignác Born, Kašpar Šternberg aj.). Za pomoci překladů chtěl dokázat, že čeština je schopna vyjádřit i ty nejvyšší umělecké vzněty (přelomovým byl především jeho překlad Ztraceného ráje Johna Miltona či Chateaubriandovy Ataly). Sám se pokoušel o vlastní básnickou tvorbu; po nalezení Rukopisů královédvorského a zelenohorského obhajoval jejich pravost a není vyloučena ani jeho autorská spoluúčast na vzniku těchto rukopisů. Jeho zdaleka největším dílem byl pětisvazkový Slovník česko-německý, který vydal v letech 1835–1839. Ten obrovsky posílil národní sebevědomí, neboť jasně ukazoval, že čeština je plně rovna němčině. Jungmann pro slovník sesbíral obrovské množství materiálu – ze staré i soudobé literatury, z lidových písní, z nářečí. Ale přistupoval k věci tvořivě, občas si vypomohl výpůjčkou z polštiny či ruštiny a nebál se obvinění ze "zašpinění" cizotou, když tvořil pro aktuální potřeby i novotvary převodem z latiny. Tím z češtiny učinil živoucí jazyk, tato otevřenost se v moderní češtině prosadila jako tradice a přispěla k jejímu úspěchu. Jungmannovy později objevené tajné zápisky ukázaly, že byl v podstatě osvícenec, který si nejvíce vážil díla Voltairova.

Ve druhé generaci se objevili dva významní Slováci, kteří se přihlásili k českému národnímu hnutí: Pavel Jozef Šafařík a Jan Kollár. Žádné národní dilema neřešili, neboť oba byli představiteli slavjanofilské linie v národním obrození, která v druhé generaci sehrála zásadní roli – Slovany vnímali jako jeden národ a jednotlivé slovanské jazyky (jako byla čeština) vnímali jako nářečí jediného jazyka slovanského. Šafařík toto pojetí hájil v německy psané studii Geschichte der slawischen Sprache und Literatur nach allen Mundarten (Dějiny slovanské řeči a literatury podle všech nářečí), avšak jeho nejvýznamnějším dílem byly česky psané Slovanské starožitnosti, jakási velká slovanská encyklopedie.

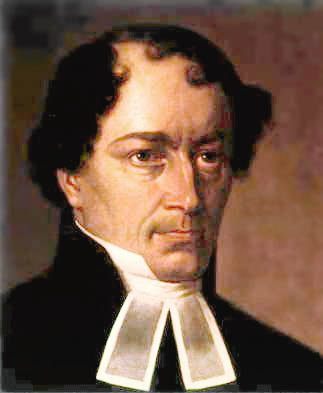
Ján Kollár

Kollár bezpochyby představoval první velký literární talent mezi obrozenci. Jeho Slávy dcera je první významnou básnickou sbírkou vzešlou z obrozeneckého okruhu, formálně se zřejmě inspirovala Danteho Božskou komedií. Podobně jako Dante Kollár prolínal motivy osobní s historickými a mytologickými, hlavní postavou sbírky je Kollárova velká láska Mína (ve skutečnosti dcera německého pastora, kterou si Kollár vzal za ženu), kterou v textu ovšem označuje za dceru slovanské bohyně Slávy, s níž truchlí nad ztraceným velkým slovanským pravěkem (v jeho konstrukci byl jistě ovlivněn německými romantiky, kteří se podobně opájeli neprokazatelnou slavnou historií germánskou). S Šafaříkovou a Kollárovou slovanskou linií se pak museli vypořádat příslušníci třetí obrozenecké generace, když vstupovali na pole politiky. Toto pojetí odmítli.
František Ladislav Čelakovský v sobě neměl tak živelný talent jako Kollár, ale jeho soustředění na sběr lidových písní a legend a jejich přepracovávání (tzv. ohlasy) se ukázalo být velmi produktivní (zejm. Ohlas písní ruských a Ohlas písní českých). Ovlivnil tím velmi vývoj české poezie a literatury (ohlasy po Čelakovského vzoru začínal i Karel Hynek Mácha, pro folklór se nadchli Karel Jaromír Erben a Božena Němcová).
K významným osobnostem druhé generace patřil i Václav Kliment Klicpera, který je někdy označován za prvního moderního českého dramatika vůbec (Thámovy starší pokusy jsou přece jen vnímány jako naivní). Zpočátku sice volil především osvětové historické náměty (Blaník, Soběslav, kníže selský), ale nakonec se jako dobrý dramatik nechal vést publikem a stále více inklinoval ke komedii a satiře. Hry Divotvorný klobouk, Každý něco pro vlast či zejména Hadrián z Římsu jsou hrány dodnes. Zajímavé je, že se Klicpera nebál parodovat i počínající manýry národního hnutí a plané vlastenčení, což ukazuje, jak proces národního sebeuvědomění rychle zrál k vyšším úkolům, jichž se chopila tzv. třetí obrozenecká generace.

### Třetí generace

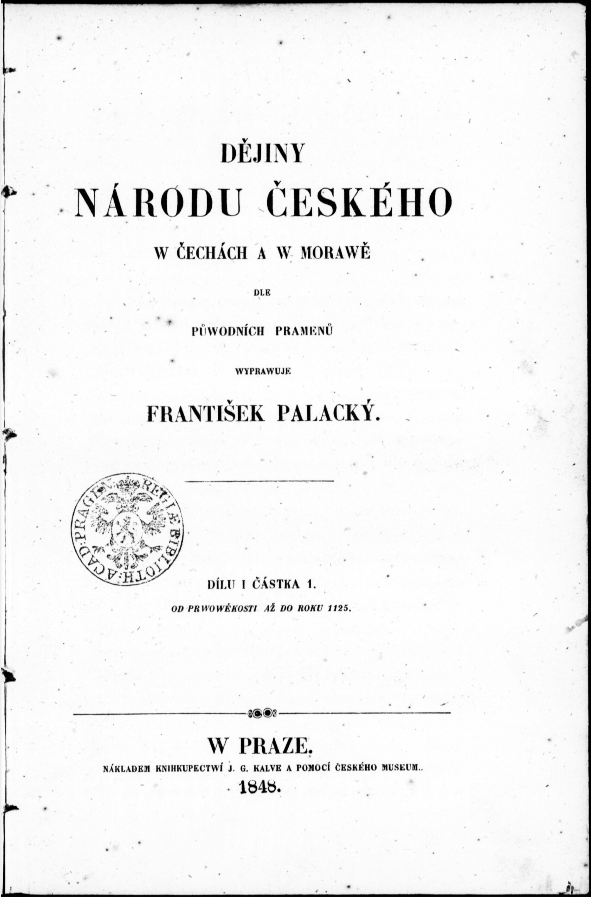
První české vydání Palackého slavné knihy

Přirozeným vůdcem další generace a také rodícího se politického národa se stal historik František Palacký. Lze ho označit za prvního českého politika, vysloužil si dokonce přezdívku "otec národa". Jeho politické aktivity byly významné (koncepce austroslavismu, odmítnutí panslavismu, odmítnutí zapojení českého národa do německého, role v revoluci roku 1848), ale z hlediska literatury je nejzásadnější jeho historické dílo Dějiny národu českého v Čechách a na Moravě. Palacký ho psal od roku 1836, nejprve německy a pak text překládal do češtiny. Od roku 1848 postupoval obráceně – nejprve psal česky a až poté překládal do němčiny. Dílo dokončil krátce před smrtí, roku 1876. Mělo nakonec pět dílů, popsány jsou dějiny od pravěku až do nástupu Habsburků na český trůn roku 1526. Překročit toto datum Palacký odmítal s tím, že by mu cenzura habsburské říše stejně nedovolila napsat o roli Habsburků v českých dějinách pravdu. Při psaní dějin postupoval velice vědecky, stavěl na studiu archivních materiálů z celé Evropy, jeho největším omylem v tomto smyslu bylo snad to, že důvěřoval v hodnověrnost Hankových Rukopisů. Ovšem jeho dílo je samozřejmě i politickým: popisuje dějiny českého národa jako jednotky vždy nezávislé na Německu a s Němci se vždy potýkající a bojující s nimi o svou svébytnost – to byl pro německé historiky jeho doby šok. Představil koncepci dějin, která byla také vnímána jako evangelická (sám byl evangelíkem, jako většina dalších obrozenců) – za nejskvostnější období českých dějin považoval husitství. To bylo pojetí, které mělo obrovský dopad a v čase se nejvíce prosadilo, byť se proti němu pravidelně zdvihaly vlny odporu (Josef Pekař aj.) K jeho dalším výrazným počinům patřilo, že souborně vydal staré české kroniky pod názvem Staří letopisové čeští od roku 1378 do roku 1527.

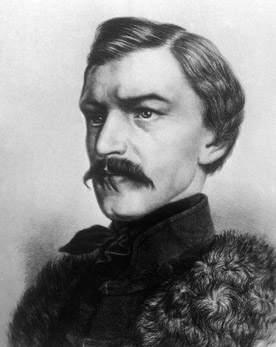
Karel Havlíček Borovský

Palackého politickým souputníkem byl Karel Havlíček Borovský. Významné bylo jeho dílo novinářské, ale byl také vynikajícím literátem, byť paradoxem je, že největší svá díla napsal až ve vyhnanství v Brixenu, kam ho roku 1851 poslaly rakouské úřady. Šlo o satirické básnické skladby Křest svatého Vladimíra, Tyrolské elegie a Král Lávra, v nichž tvrdě útočil na absolutismus, v prvém případě s pomocí pověsti o pokřtění ruského krále Vladimíra, v druhém popisem své cesty do vyhnanství v tyrolském Brixenu a ve třetím za pomoci staré irské pověsti o královi s oslíma ušima, který se snaží svůj handicap utajit popravami holičů.

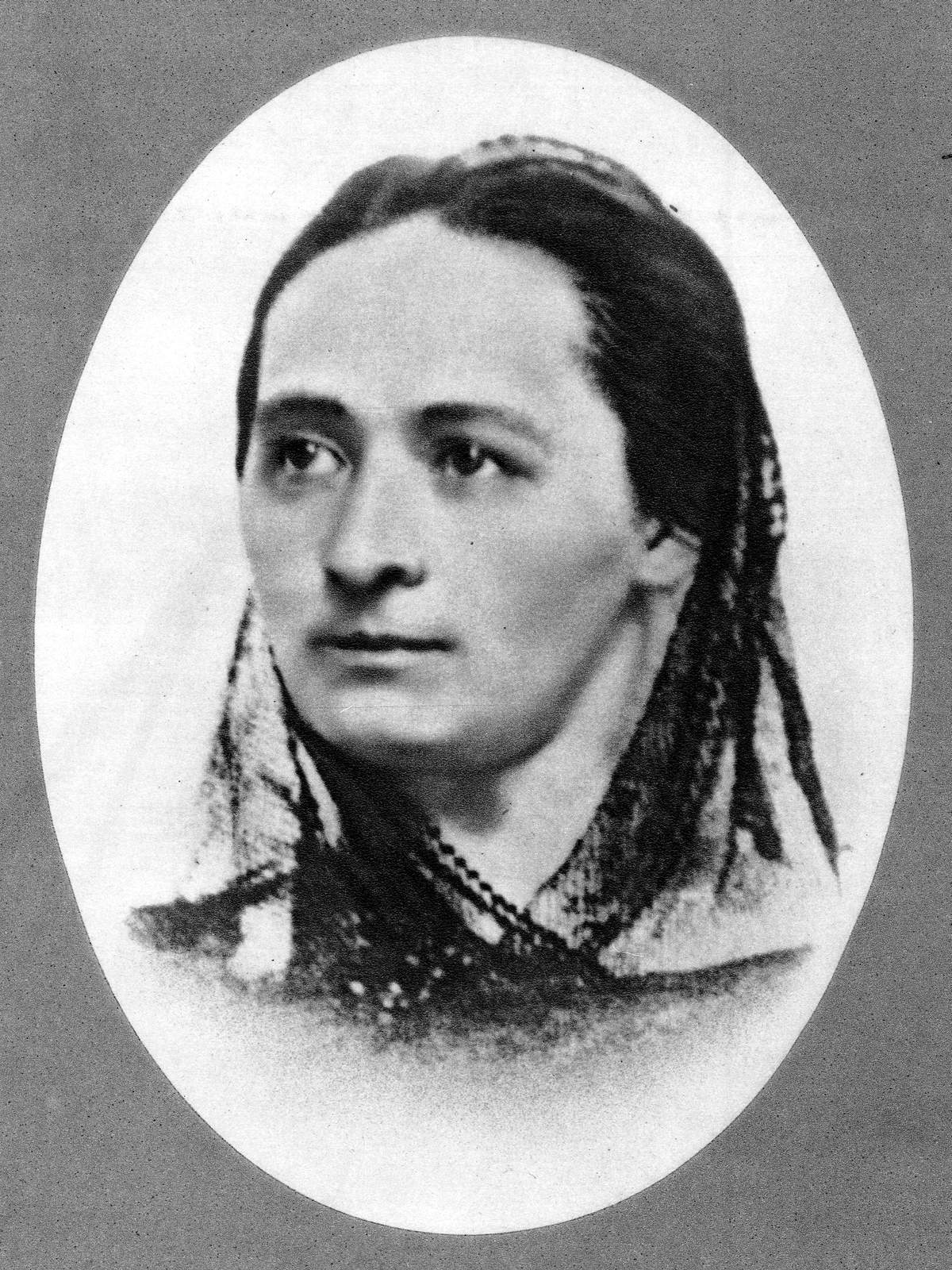
Daguerrotypie Boženy Němcové asi z roku 1854, kdy psala Babičku

Blízko k Palackého a Havlíčkově liberální politické skupině měla i Božena Němcová, byť se sama politicky neangažovala. Pobytu na Chodsku a Slovensku využila ke sběru lidových pověstí a pohádek, které pak vydala v několika sbírkách (Národní báchorky a pověsti, Slovenské pohádky a pověsti). Roku 1855 vydala své nejslavnější dílo Babička, v němž dosti idylicky zpracovala své vzpomínky z dětství. Typické na Babičce ovšem je zaměření na ženské postavy, které se táhne i další její tvorbou (zejm. povídky Divá Bára, Karla), což vedlo později ke spojování Němcové s feminismem. Sociálně-dramatické struny rozezvučela Němcová především v povídce V zámku a podzámčí.

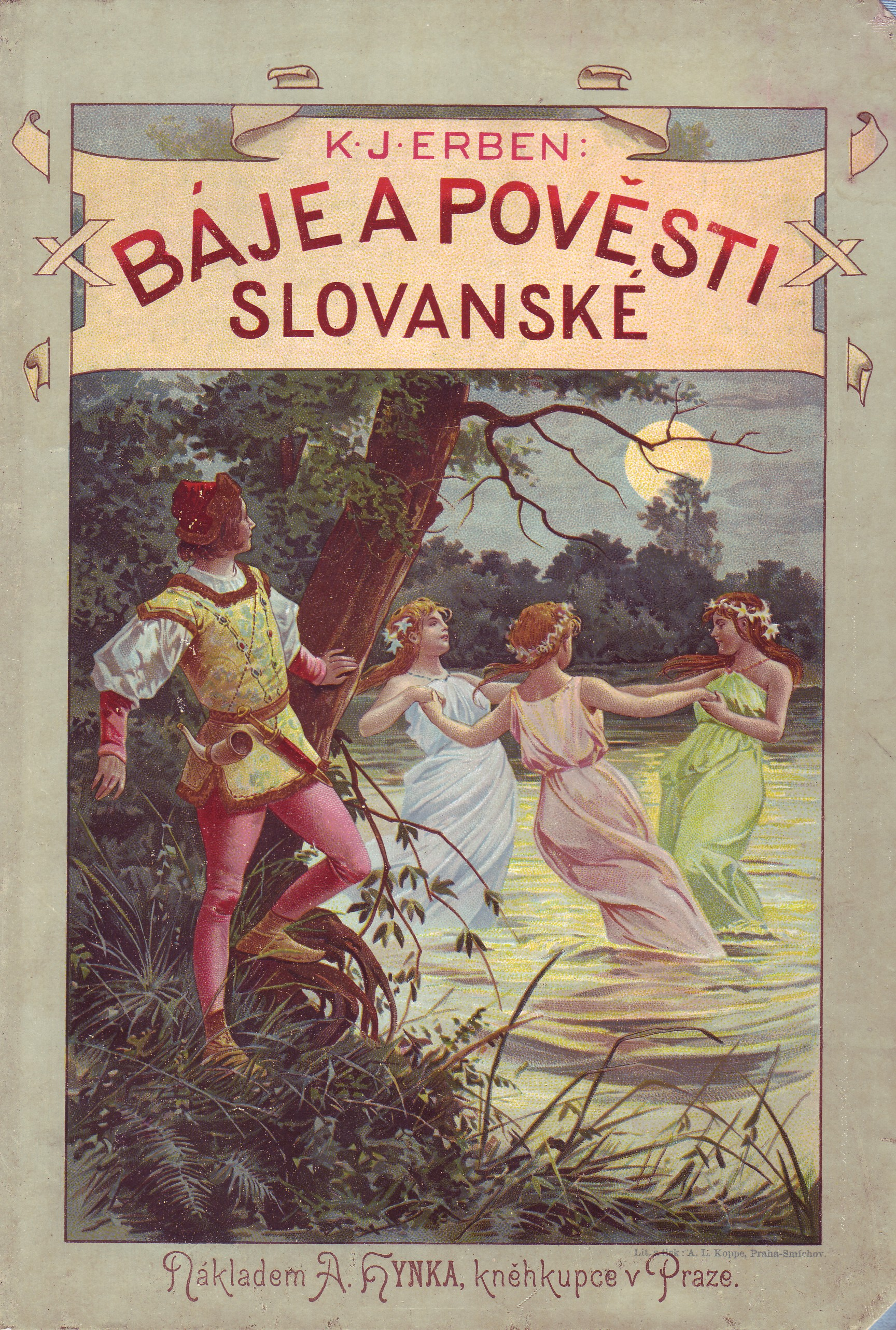
Erbenovy pohádky, vydání v Hynkově nakladatelství roku 1902 s ilustracemi Věnceslava Černého

Také Karel Jaromír Erben, hlásící se otevřeně k dědictví bratří Grimmů, sbíral lidové pohádky a vydal je v několika sbírkách. Na rozdíl od Němcové se však pokusil využít prastarých mytologických motivů i v osobité tvorbě a došel v tom mnohem dál než Čelakovský. Jeho sbírka básní známá dnes jako Kytice (původní název zněl Kytice z pověstí národních) je jedním z literárních vrcholů celého obrození. Jan Neruda, klíčová postava literatury 2. poloviny 19. století, Erbenovo dílo dokonce označil za naprostý vrchol české poezie.
Klicperův žák Josef Kajetán Tyl postoupil o další krok dále při formování moderního českého divadelnictví. Ač Tyl čelil už v době obrození kritice (na úroveň jeho děl zaútočil především Karel Havlíček Borovský), je skutečností, že jeho klíčová díla zlidověla a dramaturgové divadel se k některým jeho hrám stále vracejí. Týká se to především her Paličova dcera, Strakonický dudák a Kutnohorští havíři. V Tylově době byly také ceněny jeho hry inspirované českými dějinami Jan Hus a Krvavé křtiny aneb Drahomíra a její synové. Fraška se zpěvy Fidlovačka aneb Žádný hněv a žádná rvačka se pak proslavila písní Kde domov můj (Tylův text zhudebnil František Škroup), která se stala nejprve neoficiální národní hymnou a nakonec po roce 1918 i hymnou státní.

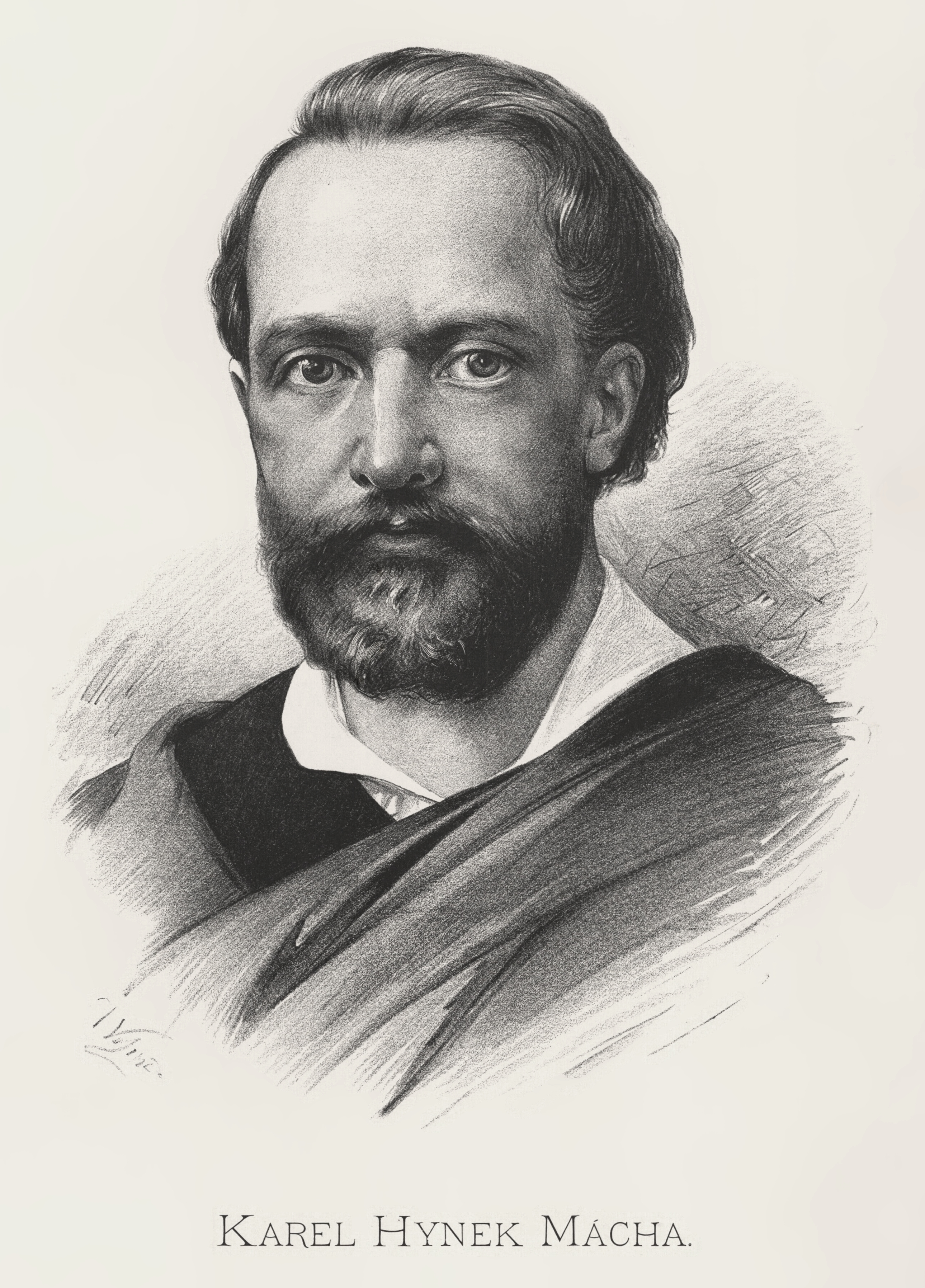
Karel Hynek Mácha

K národnímu obrození je řazen i Karel Hynek Mácha, byť jeho tvůrčí ideály nebyly vyloženě obrozenecké, ale spíše obecně umělecké a romantické. Vyjádřil je ve dvou prózách – Křivoklad a Cikáni, a pak především v básnické skladbě Máj z roku 1836. Dobová kritika dílo odmítla jako málo vlastenecké. Máchovy vrstevníky mátl též Máchův pesimismus a ateismus. Prvním, kdo velikost textu rozpoznal, byl Karel Sabina. Později za Máchův odkaz začali bojovat tzv. májovci v druhé polovině 19. století. Až světový ohlas však přesvědčil českou literární teorii o tom, že Mácha byl jedním z největších českých básníků.
Karel Sabina, který byl nejen Máchovým obdivovatelem, ale i vydavatelem, byl mezi obrozenci asi nejvíce nešťastnou figurou. Jako představitel radikálně-demokratického proudu, který oponoval umírněným Palackého liberálům, se během revolučního kvasu v letech 1848–49 zapletl do mnoha dobrodružných akcí, které mu vynesly několik let tvrdého věznění. Po návratu se dostal do složité situace ekonomické. Obojí, věznění i nouze, ho nejspíše zlomily a přivedly ke spolupráci s rakouskou tajnou policií na špiclování českých vlasteneckých kruhů. Po odhalení jeho konfidentství (1872) se stal vyvržencem, což dlouho bránilo zhodnocení jeho přínosu uměleckého. Ovšem ten, především v podobě libret Smetanových oper Braniboři v Čechách a Prodaná nevěsta, je nepopiratelný.

## Česká literatura ve 2. polovině 19. století
V druhé polovině 19. století se literární dění rozproudilo, nejprve nastoupili tzv. májovci (Jan Neruda, Vítězslav Hálek, Adolf Heyduk, Karolína Světlá, Jakub Arbes), posléze ruchovci (Josef Václav Sládek, Svatopluk Čech, Eliška Krásnohorská), lumírovci (Jaroslav Vrchlický, Julius Zeyer), autoři kolem Manifestu české moderny (Antonín Sova, Otokar Březina, Josef Svatopluk Machar, Vilém Mrštík) či tzv. buřiči z přelomu století (Viktor Dyk, Stanislav Kostka Neumann, Fráňa Šrámek, Karel Toman). Realismus zvolil Alois Jirásek či Zikmund Winter, na konci století se pak stal módní naturalismus (Karel Matěj Čapek-Chod) a venkovský realismus (Jindřich Šimon Baar, Karel Václav Rais, Antal Stašek, Josef Holeček, Karel Klostermann). Objevují se též zárodky realismu psychologizujícího (Božena Benešová). Moderní české drama zakládali Ladislav Stroupežnický a bratři Mrštíkové.

### Májovci

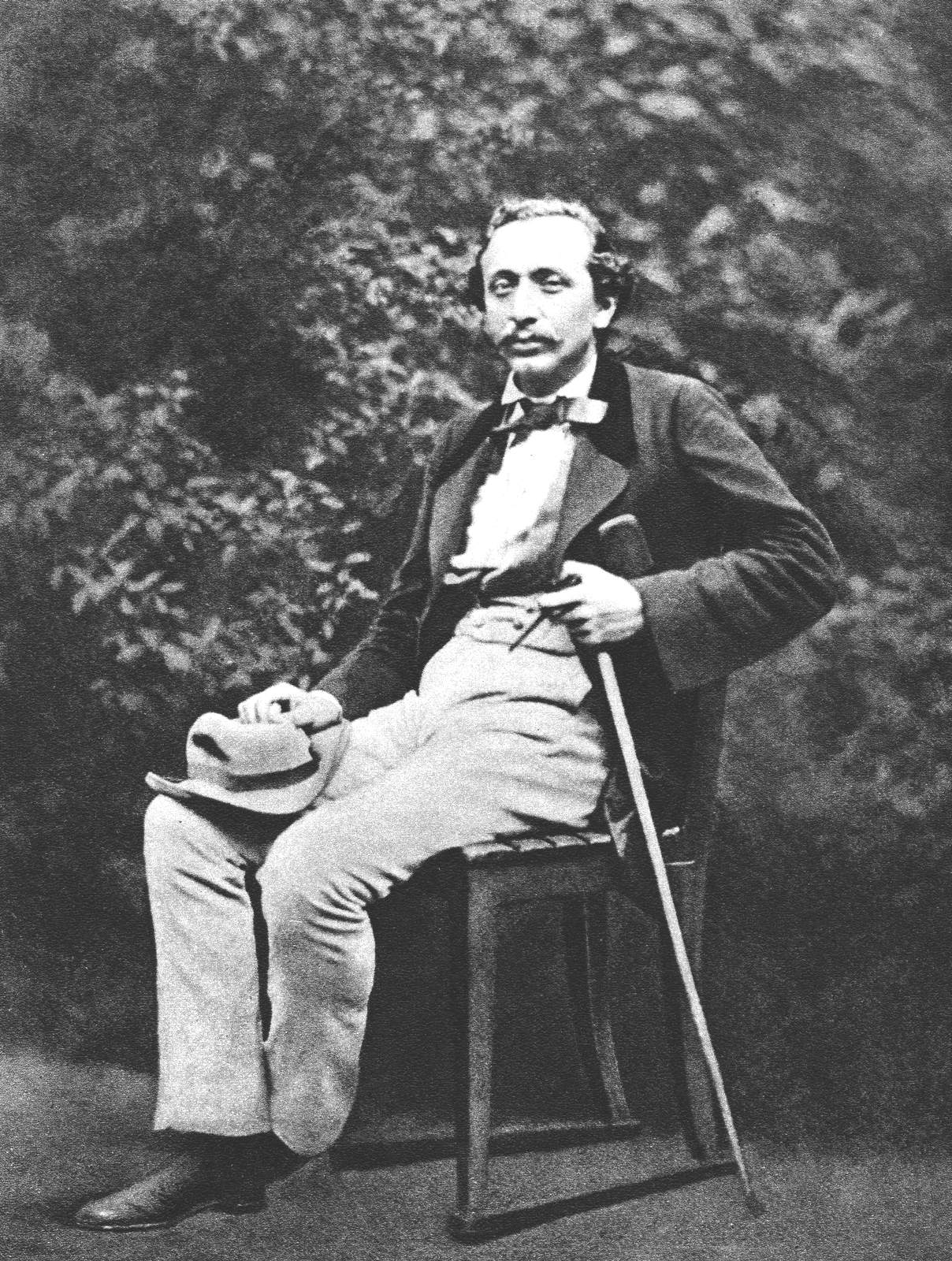
Jan Neruda v mládí

Klíčovou osobností májovců (nazvaných podle almanachu, který vyšel roku 1858, a který byl k Máchově poctě nazván Máj) byl Jan Neruda, významný novinář, básník i prozaik. K jeho nejdůležitějším básnickým sbírkám patří již ta první, Hřbitovní kvítí z roku 1858, napsaná v heinovské a erbenovské inspiraci. Jak už název napovídal, Neruda zde hodnotil prožívanou etapu národa s mimořádnou skepsí, což mu dobová kritika neopomenula vytknout. Zcela mimořádné postavení v české literatuře si pak získala sbírka Písně kosmické z roku 1878, kde Neruda, inspirován rozvojem vědy a astronomie, básnil o tom, o čem se v české literatuře dosud nikdy nebásnilo (a dlouho poté také ne) – o vesmíru a o budoucnosti lidstva chystajícího se za pomoci techniky vesmír dobýt. V Baladách a romancích se vrací k erbenovské baladě, často přitom využívá historických motivů (např. známá Romance o Karlu IV.). Posmrtně vyšly silně vlastenecké Zpěvy páteční. Z prozaické tvorby vynikly Povídky malostranské. V nich Neruda založil tradici české realistické prózy. Byť někdy sklouzává po vzoru Němcové k idylizaci, jindy nechává zaznít i tragické tóny, což zesiluje estetický účinek celku.
Z májovců byl více než Neruda soudobou kritikou a čtenářskou veřejností ceněn Vítězslav Hálek. Jeho lyrika milostná ve Večerních písních či přírodní ve sbírce V přírodě plně naplňovala očekávání doby, jak má poezie vypadat. Byl to Josef Svatopluk Machar, kdo na konci století rozvířil diskusi, v níž žádal upozadění Hálka a vyzdvihnutí Nerudy. Hálek se však na rozdíl od Nerudy zapsal i do vývoje dramatu, především svým Závišem z Falkenštejna.
Májovskou prózu zastupují Karolína Světlá (nejoceňovanější je její román Kříž u potoka) a nezařaditelný Jakub Arbes, který v originálních krátkých útvarech (jež Neruda nazval romaneto) jako první vnesl do české literatury prvky fantastiky a sci-fi.

### Ruchovci

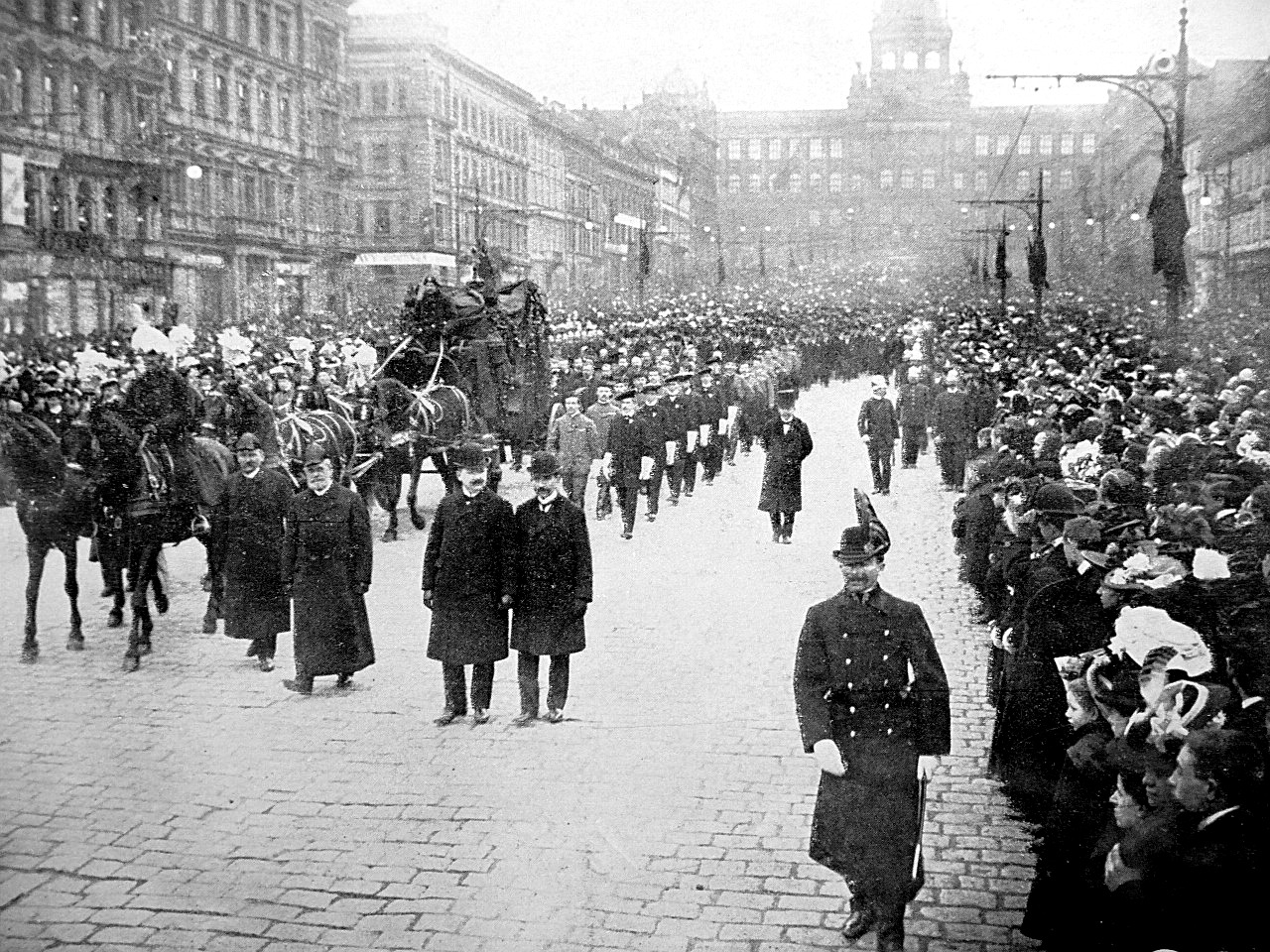
Pohřeb Svatopluka Čecha

Deset let po almanachu Máj, roku 1868, vyšel další almanach nazvaný Ruch. Představila se v něm nová generace. Vyčníval z ní básník Svatopluk Čech. Jeho poezie byla silně politická. Ve skladbě Evropa popisuje například hrozbu radikalismu, který může evropskou civilizaci rozvrátit – Evropa je zde symbolizována lodí, na níž vypukne vzpoura. V podobně alegorické formě sepsal epos Slavie, i tentokrát užil symbolu lodě, která nyní reprezentovala Slovanstvo a dění na palubě pak spory mezi jednotlivými slovanskými národy, zejména mezi Poláky a Rusy. Silně protiněmecká sbírka Lešetínský kovář byla cenzurou zakázána, mohla vyjít až roku 1899. Ve sbírce Písně otroka z roku 1894 se Čech hlásí k dělnickému hnutí, které v té době začalo sehrávat významnou roli. Zatímco v poezii volil témata velmi závažná, v próze se utíkal k humoru – zejména za pomoci postavy pana domácího Broučka, kterého nejprve vyslal na Měsíc a posléze mezi husity do 15. století.
Druhou klíčovou postavou ruchovské generace byl Josef Václav Sládek. Inspiroval se zejména lidovou poezií, psal i verše plamenně politické, ale nejvíce zaujal tím, čím se od svých generačních souputníků odlišoval – některými originálními tématy (Sládek procestoval Ameriku a hodně ho zajímal osud amerických indiánů, přeložil i některé indiánské mýty) a také poezií pro děti, z níž jako první v české literatuře učinil svébytný a umělecky hodnotný žánr (ve sbírkách Zlatý máj, Skřivánčí písně a Zvony a zvonky). Proslavil se též překlady Shakespearových dramat.

### Lumírovci

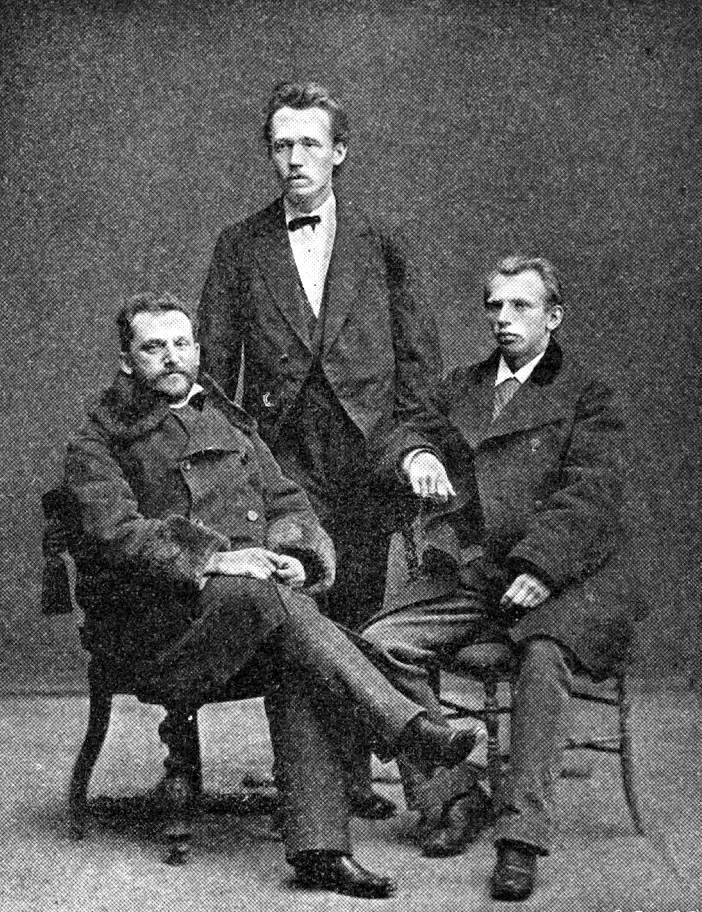
Zleva Julius Zeyer, Josef Václav Sládek, Jaroslav Vrchlický, foto z roku 1879

Kolem časopisu Lumír se zformovala skupina autorů, která ruchovcům oponovala. Takřečení lumírovci již nechtěli řešit donekonečna témata národa a jeho bojů. Žádali poezii kosmopolitní, všelidskou. Klíčovou postavou mezi lumírovci byl Jaroslav Vrchlický. Takřka programové byly jeho sbírky Zlomky epopeje a Duch a svět. Řeší se v nich osud lidstva, vztah ducha a hmoty, problém pokroku. Vrchlický pak chrlil obrovské množství sbírek, neboť psal velmi lehce. Stejně lehce i překládal a přebásňoval (z francouzštiny, italštiny, španělštiny i angličtiny). Jako dramatik uspěl především veselohrou Noc na Karlštejně, která dosud neztratila oblibu.
Ideály lumírovské se ještě vypjatěji snažil naplňovat Julius Zeyer, až tak, že mu kritika vyčítala útěk od reality a exkluzivnost. Jeho texty se skutečně odehrávají většinou v exotické cizině, nebo se zanořují do bezčasí mytologie. Není náhodou, že nakonec nejvíce uspělo jeho drama, kde byl mytický motiv dotažen vlastně až do klasické pohádky: Radúz a Mahulena. Zeyerovy hrdinové jsou vždy temně romantičtí, nešťastní a končí předčasnou smrtí, typicky třeba v románu Jan Maria Plojhar.

### Realismus

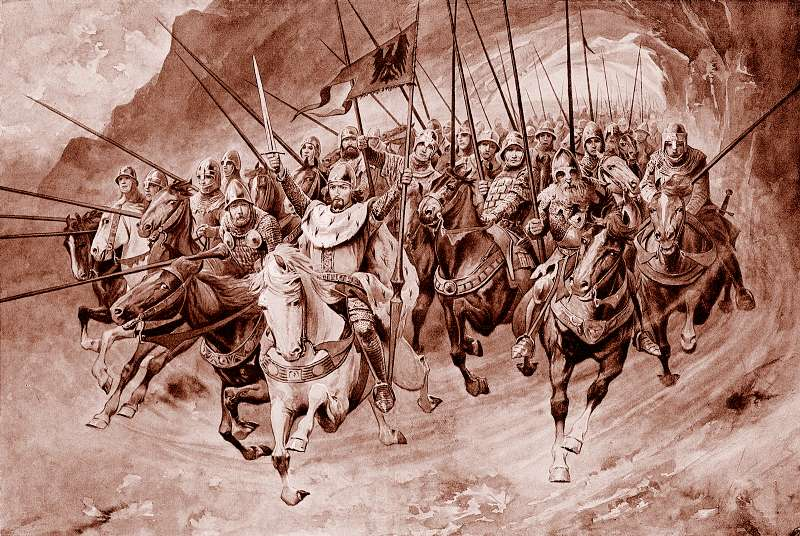
Ilustrace Věnceslava Černého ke Starým pověstem českým Aloise Jiráska

Od 80. let 19. století se začal výrazně prosazovat v české próze realismus. Velké množství autorů zvolilo realismus venkovský, avšak největší váhu literární teorie a nakonec i ohlas čtenářský připsaly autorovi realismu historického – Aloisi Jiráskovi. Autorovi rozsáhlých románových cyklů, postavených na Palackého koncepci dějin, vyzdvihujícím husitství a opovrhujícím naopak érou barokní. Nejstarší, mytologické dějiny zachytil ve Starých pověstech českých, dobu Václava IV. v trilogii Mezi proudy, husitskou etapu v další trilogii Proti všem, éru Jiřího z Poděbrad v románu Husitský král, éře pobělohorské se věnuje Temno, chodskému povstání vedenému Janem Sladkým Kozinou Psohlavci, počátkům národního obrození F. L. Věk, revoluci roku 1848 Filosofská historie. Z jeho dramatiky dosáhla největšího ohlasu hra s pohádkovými motivy Lucerna.
Ve stínu Jiráska stál vždy Zikmund Winter, byť mnozí upozorňují, že jeho zobrazení minulosti, zejména osudových chvil stavovského povstání a následné pobělohorské etapy, je jemnější, psychologicky autentičtější a vyváženější než Jiráskovo – vrcholem je v tomto ohledu zejména román Mistr Kampanus. Alternativou k Jiráskovi i Winterovi bylo tehdy dílo Václava Beneše Třebízského, o jeden řád zábavnější.
Na novou, evropskou úroveň dotlačil české drama – v intencích realismu – Ladislav Stroupežnický, především svou vesnickou veselohrou Naši furianti, a posléze zejména bratři Mrštíkové svou Maryšou. Také Gabriela Preissová přinesla na česká jeviště silná témata (Gazdina Roba, Její pastorkyňa). Za tuto moderní dramatiku bojoval zejména režisér Jaroslav Kvapil, který se též prezentoval jako dramatik (Princezna Pampeliška, libreto k opeře Rusalka).

### Konec století: moderna, buřiči, dekadence

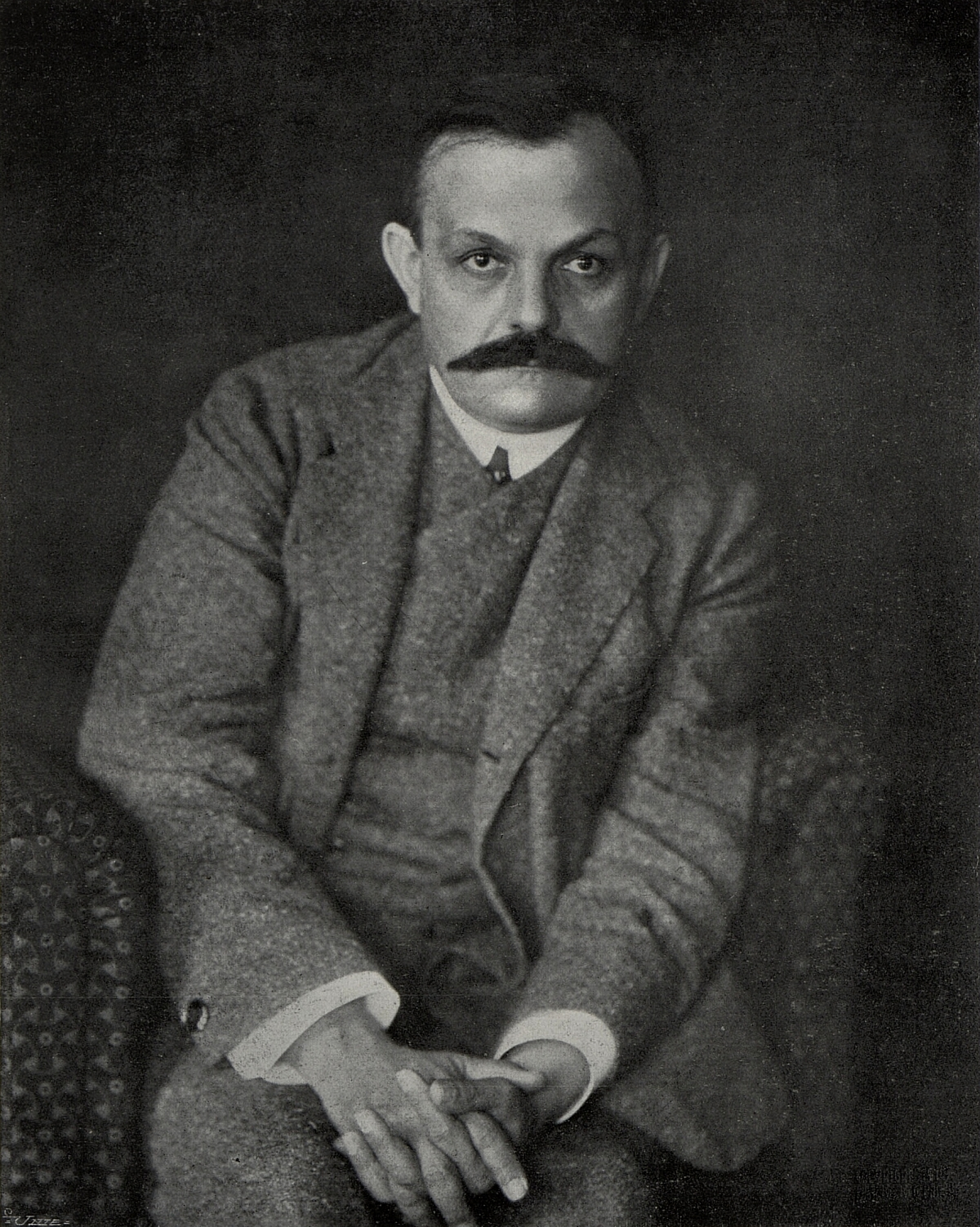
Josef Svatopluk Machar

Na samém konci 19. století se zjevně změnila společenská atmosféra a také česká společnost dozrála, už nebojovala o svou existenci, naopak kulturně, ekonomicky a stále více i politicky v českých zemích dominovala (až to německou menšinu frustrovalo a bičovalo k zapšklému nacionalismu). Nová generace autorů chtěla literaturu světovou, vysokou, avšak nestačila jí světovost, jak si ji představovali lumírovci – tu vnímali jako nabubřelou a artificiální. Žádali tvorbu vysoce individualistickou, autentickou a zároveň pokrokovou, angažovanou v reálných problémech světa. Tyto ideály vyjádřil Manifest české moderny, otištěný v roce 1895 v časopise Rozhledy. Manifest formuloval Josef Svatopluk Machar, který se také jeho tezí nejvíce držel ve svém díle. Představu o nové političnosti vyjádřil ve sbírce Tristium Vindobona, kde účtoval s manýry české politiky jeho doby. Zájem o téma feminismu a rovnosti pohlaví (které manifest výslovně zmiňoval) projevil ve sbírce Zde by měly kvést růže či v románu Magdalena. Své radikální pojetí dějin pak představil ve sbírkách V záři helénského slunce a Jed z Judey, v nichž formuloval názor, že největším neštěstím Evropy bylo, když život nenávidějící křesťanství udusilo antickou civilizaci svobody a štěstí.
Další signatář manifestu, Antonín Sova, nesdílel Macharův odpor ke křesťanství, hledal humanitu v tradici českobratrské, navíc se přiblížil k náboženské symboličnosti (básník jako prorok ohlašující příchod Božího království). V tom zašel ještě dál třetí ze slavných signatářů, Otokar Březina. Jeho poezie (Tajemné dálky, Svítání na západě, Větry od pólů, Stavitelé chrámu, Ruce) je označována jako vyloženě symbolistická, takřka mystická a Březina se dostal až do blízkosti Katolické moderny, která se v té době začala formovat. Z toho je vidět, že představitelé "české moderny" rozhodně nesdíleli žádný ideový, ba ani estetický program. Spojovala je spíše touha dělat poezii jinak, než jak se dosud v českých zemích dělala.

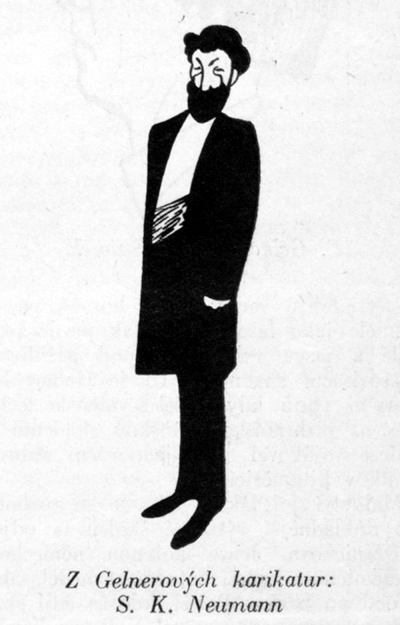
Stanislav Kostka Neumann na karikatuře Františka Gellnera

Podobně rozdílná byla tvorba dalších tří autorů, kteří se někdy rovněž shrnují pod společný pojem "buřiči z přelomu století". Ti ani nijak společně nevystoupili, ale zajímavé je, že všichni se v jisté chvíli objevili v anarchistickém hnutí. Z něho se ovšem každý vydal úplně jiným směrem. Viktor Dyk dal této volné skupině asi jméno svou sbírkou Buřiči z roku 1903 (i Šrámek ovšem připravoval generační román nazvaný Buřiči), byť buřičská anarchistická linie jeho tvorby vrcholí asi spíše ve sbírce Milá sedmi loupežníků, v novele Krysař a v dramatu Zmoudření dona Quijota. Zajímavé je, že se Dyk nakonec přiklonil ke konzervativnímu nacionalismu. To Stanislav Kostka Neumann šel nakonec úplně opačným směrem – ke komunismu. Anarchistická tvorba Neumannova vrcholí ve sbírce Sen o zástupu zoufajících, kde se utiskovaný lid vydá hledat Boha, a když neuspěje, obrátí se k Satanovi, symbolu vzpoury a svobody. Neumann pak prošel mnoha tvůrčími obdobími, přírodním (Kniha lesů vod a strání), civilistním (Nové zpěvy) či proletářským (Rudé zpěvy). Třetí z buřičů, Fráňa Šrámek, soustředil revoltující poezii ve sbírkách Života bído, přec tě mám rád a silně antimilitaristické Modrý a rudý. Později se však Šrámek přeorientoval na křehkou, silně lyrickou víru v záchranu v přírodě a ženě (sbírka Splav, román Stříbrný vítr, divadelní hra Léto). Jak vidno, cesty tří básníků, vycházejících ze společného, anarchistického stanoviska, ani nemohly končit různěji. Nemluvě o Františku Gellnerovi (Po nás ať přijde potopa), který se ztratil kdesi na haličském bojišti první světové války.

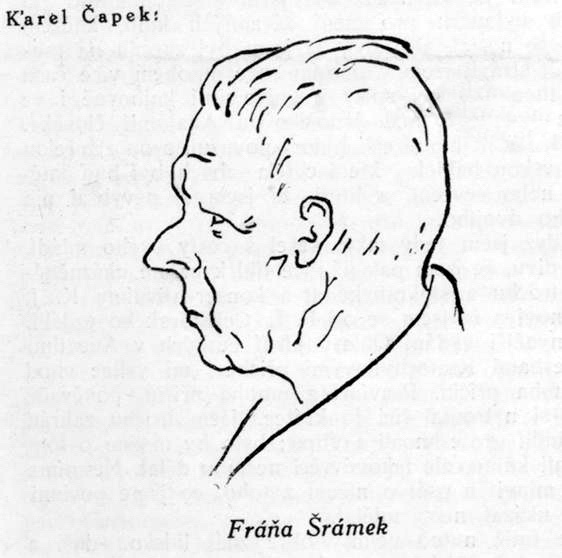
Fráňa Šrámek na karikatuře Karla Čapka

Atmosféru konce století krom modernistů a "buřičů" dobře ilustrovali též představitelé dekadence, kteří se soustředili kolem časopisu Moderní revue (Arnošt Procházka, Jiří Karásek ze Lvovic, Karel Hlaváček). Dekadenti jsou spolu s českou modernou, buřiči, katolickou modernou a okruhem realistů kolem Herbenova Času (který však nebyl aktivní na poli krásné literatury) někdy shrnováni pod pojem "česká secesní literatura", ten však není příliš vžit.

## Česká literatura v 1. polovině 20. století
Silná byla levicová avantgarda, která se ve 20. letech sdružila v organizaci zvané Devětsil. Ideově ho drželi kulturní teoretici Karel Teige a Bedřich Václavek. Z literátů zde byli Jaroslav Seifert, Vladislav Vančura, Vítězslav Nezval, Konstantin Biebl, František Halas, Jiří Wolker, Karel Konrád či Julius Fučík. Silná byla sekce divadelní, kam patřili Emil František Burian, Jiří Frejka, Jindřich Honzl či Adolf Hoffmeister, krom toho byli členy i zakladatelé avantgardního Osvobozeného divadla Jiří Voskovec a Jan Werich. Avantgardisté z Devětsilu se brzy zhusta přihlásili k surrealismu a vytvořili i jediný vlivný umělecký směr, který vznikl u nás - poetismus. K avantgardě nutno počítat i v Brně působícího divadelníka Jiřího Mahena a Emila Artura Longena, k levici pak i básníka Petra Bezruče, komunistické spisovatele Ivana Olbrachta, Josefa Horu, Marii Majerovou, Jiřího Weila, ale i Jaroslava Haška, autora legendárního Švejka.
Napravo od avantgardy stál "střed" blízký Hradu a prezidentu Masarykovi – spisovatelé Karel Čapek, Josef Čapek, Karel Poláček, František Langer a Eduard Bass, teoretik umění František Xaver Šalda, novinář Ferdinand Peroutka či filozof Emanuel Rádl.
K pravici lze počítat nacionálně orientovaného básníka Viktora Dyka, historika Josefa Pekaře odmítajícího masarykovské pojetí českých dějin, či katolické konzervativce Jaroslava Durycha, Jakuba Demla, Jana Zahradníčka, Bohuslava Reynka, Václava Renče a Jana Čepa.
Svébytnou skupinou byli autoři, kteří jsou někdy shrnováni pod pojem český expresionismus (Ladislav Klíma, Richard Weiner, Josef Váchal). K významným představitelům německy psané literatury patřili Franz Kafka, Rainer Maria Rilke, Franz Werfel, Max Brod či "zuřivý reportér" Egon Erwin Kisch.
Za války kulturu obohatili například romanopisci Karel Schulz a Jaroslav Havlíček, nebo básník Jiří Orten. Ač ve stínu zvrácené stránky moderního a technického světa, k jeho stránce světlé se v té době přihlásili umělci Skupiny 42 (teoretik Jindřich Chalupecký, básníci Jiří Kolář, Josef Kainar, Ivan Blatný), druhou vlnu surrealismu představovala Skupina Ra (Ludvík Kundera).

### Velká čtyřka
Kdyby se účastníci českého kulturního dění první poloviny 20. století mohli podívat do budoucnosti a zjistili by, že ve světě nejpřekládanějšími domácími autory jejich časů jsou Jaroslav Hašek a Franz Kafka, byli by jistě v šoku. Kafku by většina z nich neznala, Haška by možná znali jako druhořadého humoristu, o němž koluje jen spousta bohémských historek. A přece to byli tito dva outsideři, kteří vstoupili do světové literatury. Ani jeden se ovšem slávy svého díla nedožil, umřeli oba krátce po sobě v rozpětí let 1923–1924.

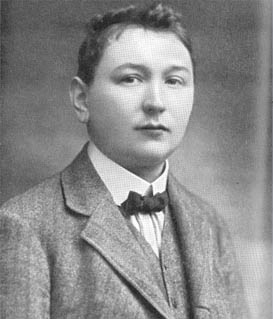
Jaroslav Hašek

Jaroslav Hašek svět uhranul především svou reakcí na první světovou válku v díle Osudy dobrého vojáka Švejka za světové války. Ta je ironická, ale přesto román není vnímán jako prostě humoristický, již celé generace filozofů a literárních teoretiků v něm tuší hlubší poselství. Prvním, kdo to prohlásil, byl zřejmě Ivan Olbracht v kulturní rubrice Rudého práva. Dalším velkým přímluvcem byl Max Brod, který sehrál významnou roli při průniku Švejka do německojazyčného prostoru. Pravidelně se nicméně objevují pochybnosti o umělecké hodnotě románu (ty artikuloval zejména Václav Černý), které vyvolávají zase další vlnu diskusí. Právě tato existence na pomezí vysokého a nízkého tak činí Švejka stále živým. Román je nejpřekládanější knihou české literatury. Haškova povídková tvorba (čítající asi 1200 povídek) proti tomu zůstává reflektovaná poměrně málo.

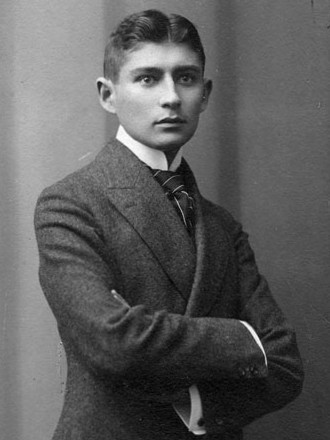
Franz Kafka roku 1906

Franz Kafka byl v mnoha ohledech Haškovým protipólem (byl asketou, psal německy, byl řádným úředníkem píšícím jen pro zábavu po nocích), přesto jsou dnes často zmiňováni jako souputníci (tuto spřízněnost jako první zřejmě vytušil Karel Kosík). Kafkova díla nebyla za jeho života až na drobné výjimky publikována a Kafka si jejich posmrtnou publikaci ani nepřál. Jeho nejbližší přítel Max Brod však texty nezničil, jak si Kafka přál, a naopak bojem za jeho dílo postupně vytvořil vpravdě kafkovský kult globálních rozměrů (zejména ve 2. polovině 20. století). Třemi klíčovými Kafkovými romány jsou Proces, Zámek a Amerika. Jeho texty jsou neprostupné, bizarní, někdy řazené k expresionismu, jindy dávané do souvislosti s existencialismem či magickým realismem. Podobně jako Švejk vyzývají ke stále nové interpretaci.

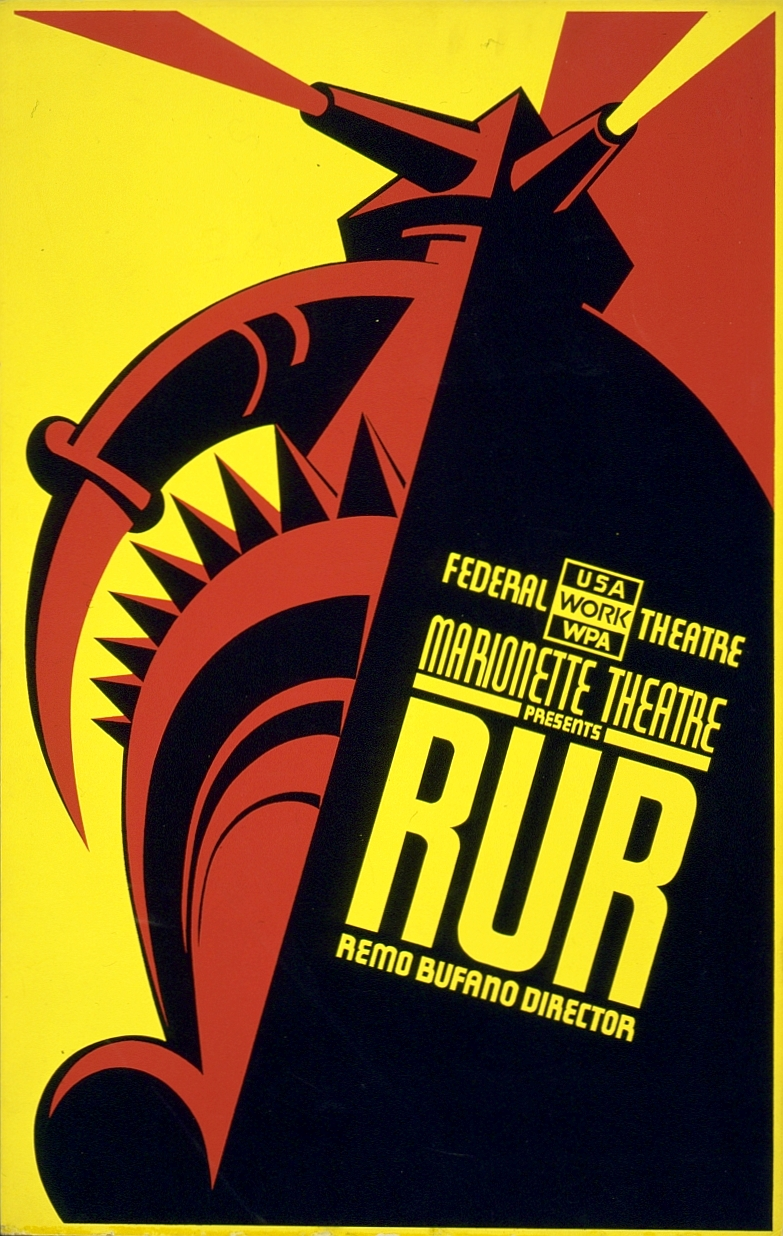
Jeden z divadelních plakátů hry R.U.R.

Třetím světovým autorem vzešlým z české literatury mezi dvěma světovými válkami je Karel Čapek. U něj se to očekávalo asi nejvíce, ostatně měl punc "oficiálního autora" tzv. první republiky, díky blízkosti k prezidentu Masarykovi (na základě jejich rozmluv vznikly známé Hovory s TGM). Svět nejvíce ocenil jeho díla na pomezí sci-fi: divadelní hry R.U.R. (která světu dala slovo robot) a Věc Makropulos, romány Krakatit, Továrna na absolutno a Válka s mloky. Méně jsou ve světě už vnímány jeho klasické romány (tzv. noetická trilogie): Hordubal, Povětroň a Obyčejný život, byť se do nich Čapek snažil zkoncentrovat jádro své filozofie (blízké pragmatismu). Agitační charakter v době ohrožení nacismem plnily divadelní hry Matka či Bílá nemoc. Zajímavé bylo, že se Čapek nikdy nedokázal odříct i "lehčích" zábavných žánrů, což mu kritika ráda otloukala o hlavu. Ale stejně jako v případě Haška se kritika spletla, jeho Povídky z jedné a druhé kapsy, Kniha apokryfů, cestopisné fejetony či dětské knihy Dášenka či Devatero pohádek jsou dnes pokládány za poklad české kultury.

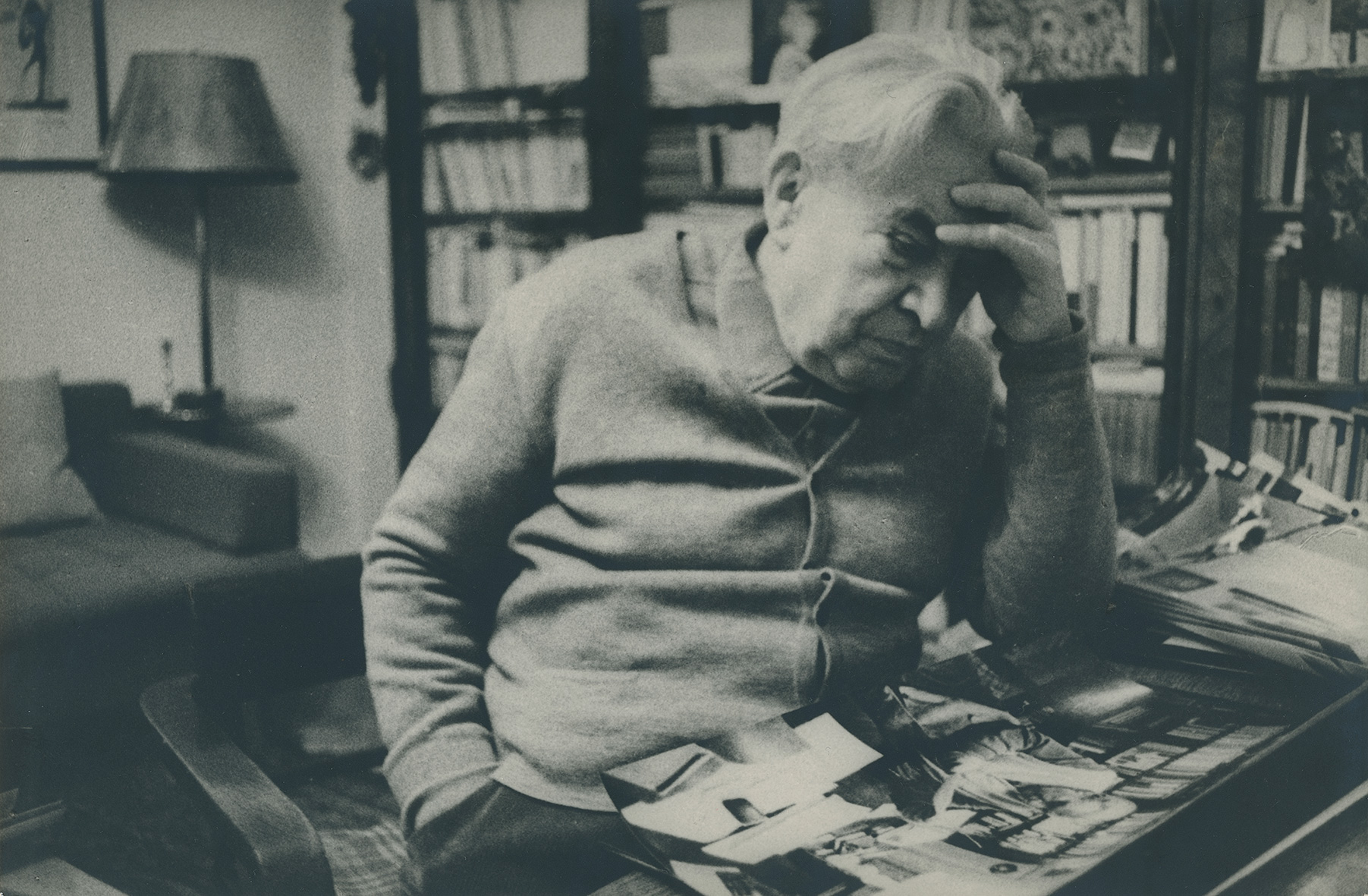
Jaroslav Seifert

Ve světě nejznámějším představitelem české avantgardy 20. a 30. let (pochopitelně díky udělení Nobelovy ceny) je Jaroslav Seifert. Silně ovlivněn S. K. Neumannem, začal poezií proletářskou (Město v slzách, Samá láska). Program poetismu naplňoval ve sbírkách Na vlnách T.S.F., Slavík zpívá špatně a Poštovní holub. Ve 30. letech se Seifert, tak jako řada jeho kolegů, rozloučil s komunistickou stranou. Na rozdíl od většiny kolegů se vrátil k sociální demokracii. Tím se vzdálil i avantgardnímu programu a obrátil se k poezii silně intimní (Jablko z klína, Ruce Venušiny, Jaro, sbohem). Za druhé světové války přicházejí vlastenecká témata a opěvování Prahy (Vějíř Boženy Němcové, Světlem oděná, Kamenný most). V 50. letech má období nostalgické (Píseň o Viktorce, Maminka), což dobová kritika žádající optimismus tvrdě odsuzuje a Seifert se na 10 let odmlčí. Vrací se v 60. letech poezií nečekaně prozaickou (Odlévání zvonů, Halleyova kometa) i jako předseda Svazu spisovatelů, který podporuje politické změny konce 60. let. Po sovětské okupaci nemůže deset let znovu publikovat. Vrací se roku 1981 poezií bilanční a knihou vzpomínek Všecky krásy světa.

### Avantgarda

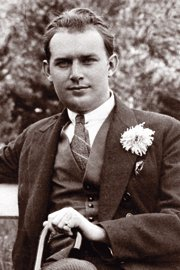
Jiří Wolker

Největší básnickou hvězdou Devětsilu byl ve své době Jiří Wolker. Během dvou let (1921–1922) vydal dvě sbírky, které vyjádřily poválečné pocity a staly se jakýmsi manifestem proletářské poezie: Host do domu a Těžká hodina. Roku 1924 Wolker zemřel na tuberkulózu a z jeho už tak populárního díla se stal doslova kult. Až takový, že rok poté vydala skupina autorů (mj. František Halas, Jaroslav Seifert, Bedřich Václavek) v časopisu Pásmo článek Dosti Wolkera, kde protestovali proti tendenci dělat z Wolkera "začátek i konec české poezie". Hádky o Wolkera pak vedli avantgardisté až do konce první republiky. Nutno však říci, že i svět na Wolkerovu jednoduchou poezii reagoval pozitivně.

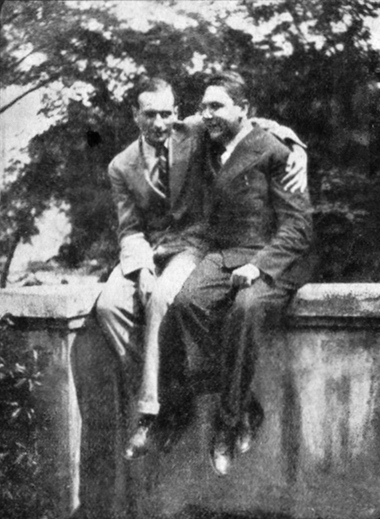
Vítězslav Nezval (vpravo) se zakladatelem surrealismu Philippem Soupaultem

Básník bezpříkladné imaginace a mimořádného talentu Vítězslav Nezval je také předmětem diskusí, velká část z nich se však věnuje jeho koketérii s poúnorovým mocenským aparátem. To dosti brání docenění jeho tvůrčí role. Jeho poezie byla barvitější než Seifertova, komplikovanější než Wolkerova, dokázal se také uchýlit k poezii až archaicky zpěvné (což nebylo v avantgardních kruzích zcela vítáno, ale jemu stálo za to se pro takový účel i skrýt za pseudonym). Byl (vedle Teigeho) také vůdčím duchem, který z velké části rozhodoval, za kterým -ismem parta levých avantgardistů půjde. Do literatury vlétl jako kometa svou sbírkou Podivuhodný kouzelník roku 1922. Jakmile si devětsiláci definovali poetismus, který Nezval prostě shrnoval do věty "žít všemi krásami světa" (již si později Seifert vypůjčil do titulu svých pamětí), Nezval jeho program naplnil asi patnácti sbírkami, mezi nimiž vyniká Edison, skladba, v níž nechá vířit poetistickou imaginaci, ač se zároveň spoutá klasickým jedenáctislabičným a dvanáctislabičným veršem. Stejně nadšeně se poté vrhl na surrealismus, zřejmě i kvůli své lásce k Francii. Věnoval mu sbírky Zpáteční lístek, Sbohem a šáteček, Žena v množném čísle, Praha s prsty deště a Absolutní hrobař. Surrealistickou skupinou však zmítaly spory osobní i politické (především zde byla ožehavá otázka vztahu k Sovětskému svazu), a tak Nezval skupinu roku 1938 rozpustil a vydal se jiným směrem. Válečné a poválečné verše však už sílu ztratily. Jako kdyby Nezvalův inspirační zdroj vyschl s neodvratným zánikem lehounké atmosféry kavárenských debat první republiky. Více mu v té době sedělo drama (Manon Lescaut, Dnes ještě zapadá slunce nad Atlantidou).

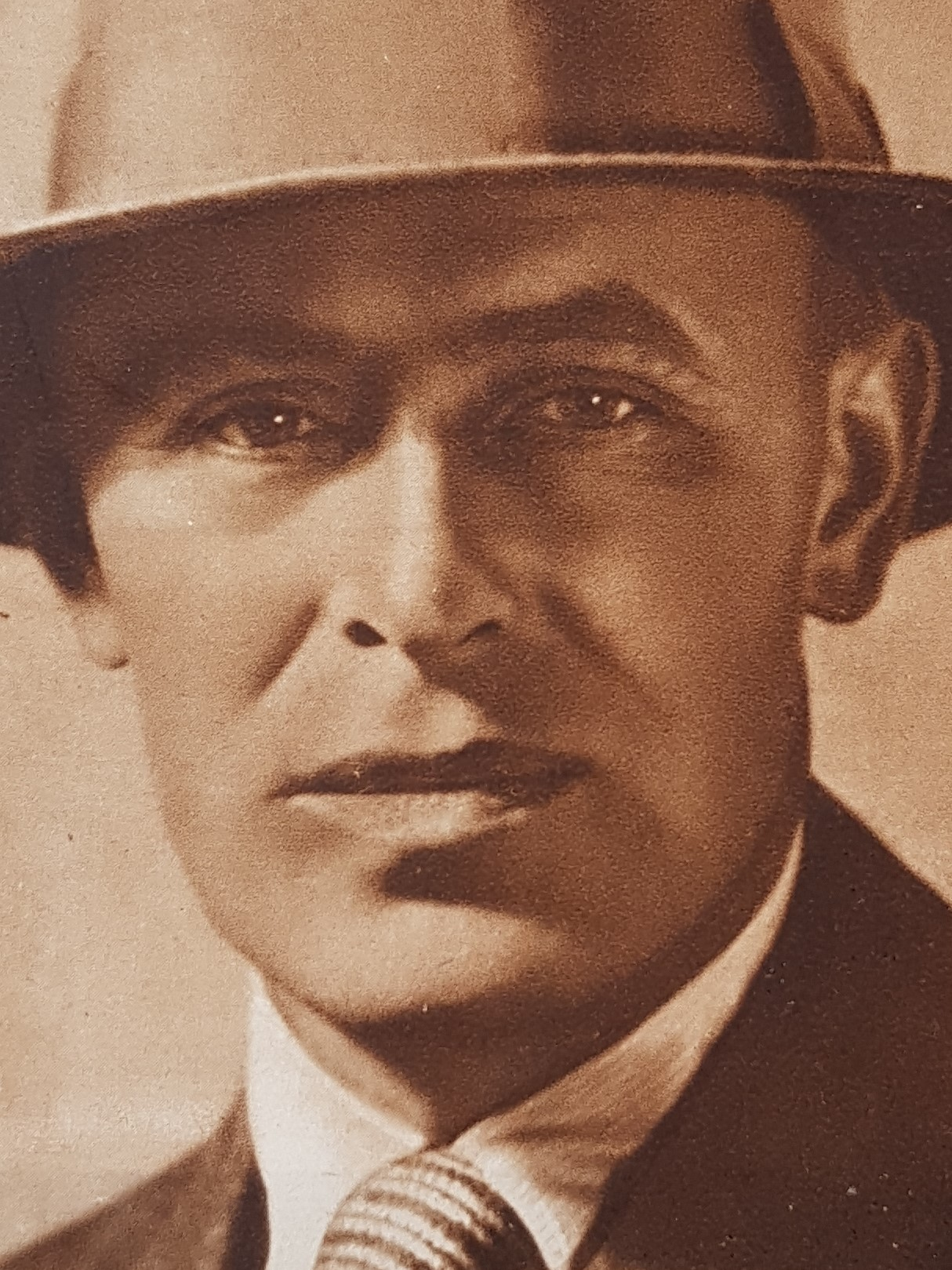
Vladislav Vančura

Avantgarda se zaměřovala na poezii, ale členem Devětsilu byl i jeden významný prozaik: jazykový experimentátor Vladislav Vančura. Jeho prozaickou odpovědí na program proletářské poezie byly romány Pekař Jan Marhoul a Pole orná a válečná. Jeho příspěvkem k poetismu byla novela Rozmarné léto. Ve 30. letech vydal romány Markéta Lazarová, Útěk do Budína a Konec starých časů, v nichž přivedl svou hru s jazykem k vrcholu. Ta spočívala v archaické větné stavbě, do níž však vstupuje i moderní řeč či lidová mluva. Dlouhodobou oblibu si získala jeho dětská kniha Kubula a Kuba Kubikula. Snažil se také prosadit na poli dramatu (mj. i spoluprací s Osvobozeným divadlem) a ve filmu, ovšem nebyl tak úspěšný jako v próze. Během okupace se pokusil, jako mnoho jiných, dodat Čechům naději a sebevědomí návratem ke slavné historii a začal psát své Obrazy z dějin národa českého. Zároveň se však zapojil do odbojové činnosti. Gestapo ho zatklo právě ve chvíli, kdy pracoval na svých Obrazech. Byl popraven na Kobyliské střelnici 1. června 1942.

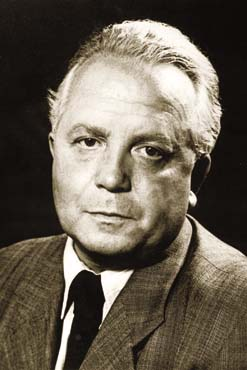
František Halas

Temnou a podvratnou linii v Devětsilu reprezentoval František Halas. Do literatury vstoupil sbírkou Sépie z roku 1927. Hlásí se k poetismu, avšak jde o poetismus nikoli hravý a radostný jako u Nezvala, ale posmutnělý, podzimní, poetismus, v němž programové přitakání životu je konfrontováno se samotou a smrtí. Ještě temněji působí sbírka Kohout plaší smrt. S koncem poetismu v ní přibylo až máchovské tragiky. Ve 30. letech se Halas s drásavou skepsí podíval i na oblíbené téma ostatních poetů: ženu. Zatímco jiní viděli v ženě spásu, mateřskou důvěru a zdroj inspirace, Halas básnil o ženském stáří, ošklivosti, úpadku, osamění. Jeho Staré ženy z roku 1935 vyvolaly prudkou reakci Stanislava Kostky Neumanna, který je označil za poezii "maloměšťáckou" a "kňouravě pesimistickou" a napsal dokonce "protisbírku" Staří dělníci. Pak však již byli umělci přinuceni řešit otázky národní a společenské, na ohrožení republiky Halas reagoval sbírkou Torzo naděje, po okupaci pak, podobně jako Seifert, hledal jiskry naděje u Němcové ve sbírce Naše paní Božena Němcová. Byl i členem odboje. Po válce oslavoval rodnou Vysočinu (Já se tam vrátím), snažil se zapojit do kulturní politiky nového režimu, nicméně již roku 1949 zemřel. V 50. letech hlavní režimní literární teoretik Ladislav Štoll jeho poezii odsoudil jako "morbidní", čímž jí však jen udělal reklamu pro dekádu následující, vyzval tím k Halasovu znovuobjevování.

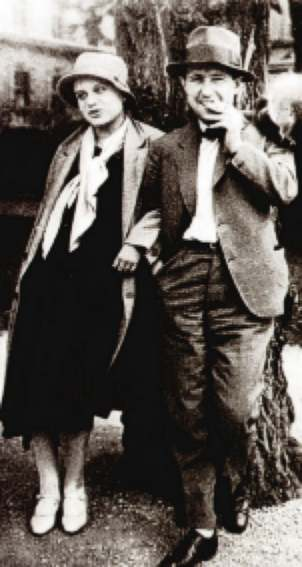
Karel Teige (vpravo) s malířkou Toyen

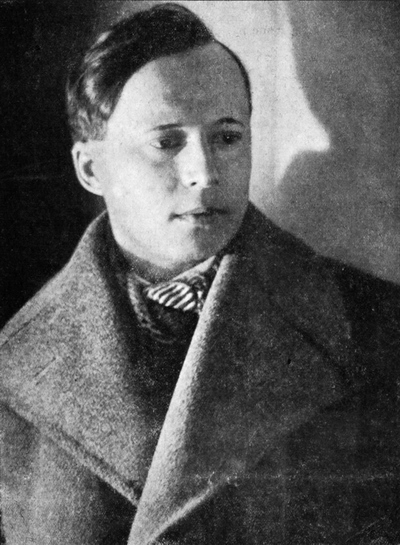
Konstantin Biebl

Konstantin Biebl přidal k poetismu barvy a vůně exotiky, především ve své nejslavnější sbírce S lodí, jež dováží čaj a kávu, do níž přetavil své zážitky z cesty na Cejlon, Sumatru, Jávu, Indonésii a do Alžíru. Poetistická je i druhá vrcholná sbírka Bieblova – Nový Ikaros. Jak už název napovídá, objevuje se v ní osudové téma vzletu a pádu, které se pak krutě zhmotnilo Bieblovou sebevraždou skokem z okna v 50. letech, na níž se asi podílelo i to, že navzdory snaze (sbírka Bez obav) nebyl schopen se napasovat do rigidních estetických požadavků doby.
Vůdčím duchem i ideovým teoretikem Devětsilu, poetismu a Skupiny surrealistů v ČSR byl Karel Teige. Programy těchto skupin a směrů formuloval v textech Svět, který se směje, Svět, který voní či Jarmark umění. Surrealistickou skupinu nakonec ochromily jeho osobní a ideové spory s Vítězslavem Nezvalem. Věnoval se hojně též teorii architektury a výtvarného umění (sám tvořil zejména koláže). Po Únoru proti němu byla zahájena kampaň obviňujícího ho z trockismu, avšak než stačila přerůst v mocenský úder, Teige zemřel na infarkt (i když se hojně spekulovalo též o sebevraždě).

### Komunisté

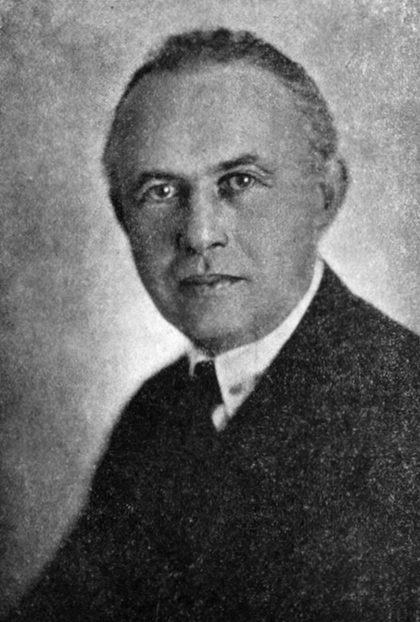
Ivan Olbracht roku 1929

Avantgardisté byli levicoví a měli (zejména do roku 1929) blízko ke komunistické straně. Avšak mezi komunistickými umělci byli i někteří, kteří avantgardní ideály nesdíleli. Nejvýraznějším z nich byl prozaik Ivan Olbracht. Do literatury vstoupil povídkami o lidech z okraje společnosti (O zlých samotářích). Ve 20. letech vyjádřil své komunistické přesvědčení v často zesměšňovaném románu Anna proletářka. Největší hodnotu uměleckou však měly jeho texty ovlivněné pobytem na Podkarpatské Rusi (která byla tehdy součástí Československa): Nikola Šuhaj loupežník a Golet v údolí.
Kulturní rubriku v Rudém právu vedl básník Josef Hora. Psal proletářskou poezii (Pracující den), která je často přirovnávána k Wolkerově, ovšem Hora volil lyriku, zatímco Wolker epické balady. Po rozchodu s KSČ v roce 1929 sociální témata v jeho poezii ustupují do pozadí, na konci 30. let pak píše sbírky vlastenecké a burcující národ (Máchovské variace, Domov, Jan houslista).
Marie Majerová, rovněž redaktorka Rudého práva, se uplatnila jako autorka realistických próz. Nejsilnější výpovědi se jí dařily tehdy, když se inspirovala Flaubertem a křížila svůj realismus se silným psychologickým rozměrem (Panenství, Náměstí Republiky, Siréna). Slabší texty plodila tehdy, když psychologii nahradila ideologií a agitací, což se týká zejména jejích prací po roce 1945. Psala i prózu pro mládež (Robinzonka).

### Hrad
Krom Karla Čapka patřil do okruhu "hradních" autorů, seskupených kolem redakce Lidových novin, také legionář František Langer, přední představitel tzv. legionářské literatury. Proslavil se hlavně jako dramatik. Především hrou Periférie, která zaznamenala ohlas i na evropských jevištích. Legionářské téma zpracovává Jízdní hlídka. Populární se staly jeho komedie (Velbloud uchem jehly, Obrácení Ferdyše Pištory, Grandhotel Nevada). Napsal i hodně loutkových her pro děti.

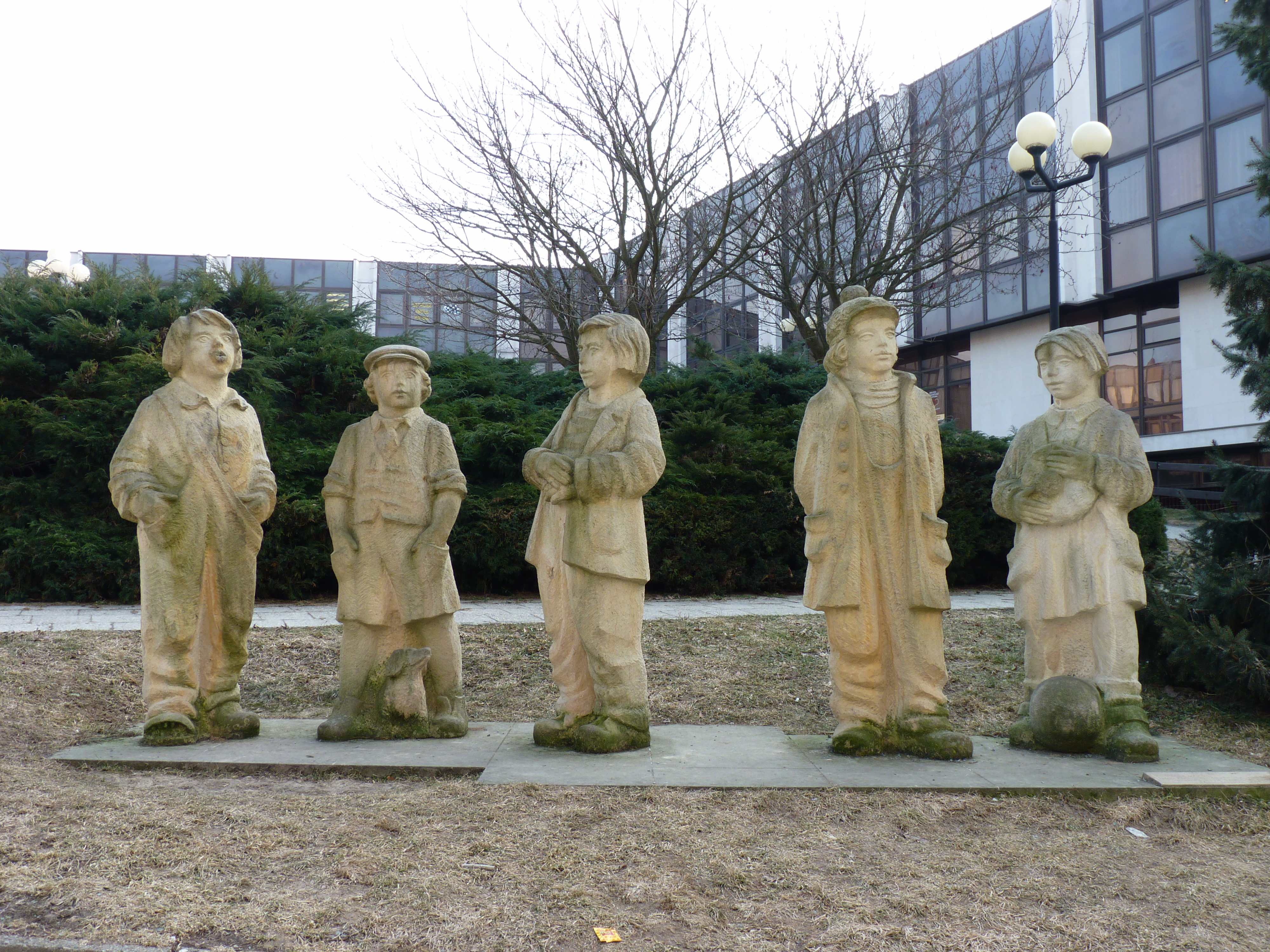
Pomník pěti kluků z Poláčkova románu Bylo nás pět v Rychnově nad Kněžnou

K okruhu Lidových novin patřil i Karel Poláček. Velkou energii vložil do svých vážných románů Dům na předměstí, Hlavní přelíčení, Okresní město, Hrdinové táhnou do boje, Podzemní město a Vyprodáno. Ovšem čtenáři si zamilovali zejména jeho humoristické prózy – Muži v ofsajdu, Michelup a motocykl, Hostinec u Kamenného stolu, Edudant a Francimor a především pak Bylo nás pět, nostalgické klukovské vyprávění, které psal těsně před svým transportem do Osvětimi, kde zahynul.

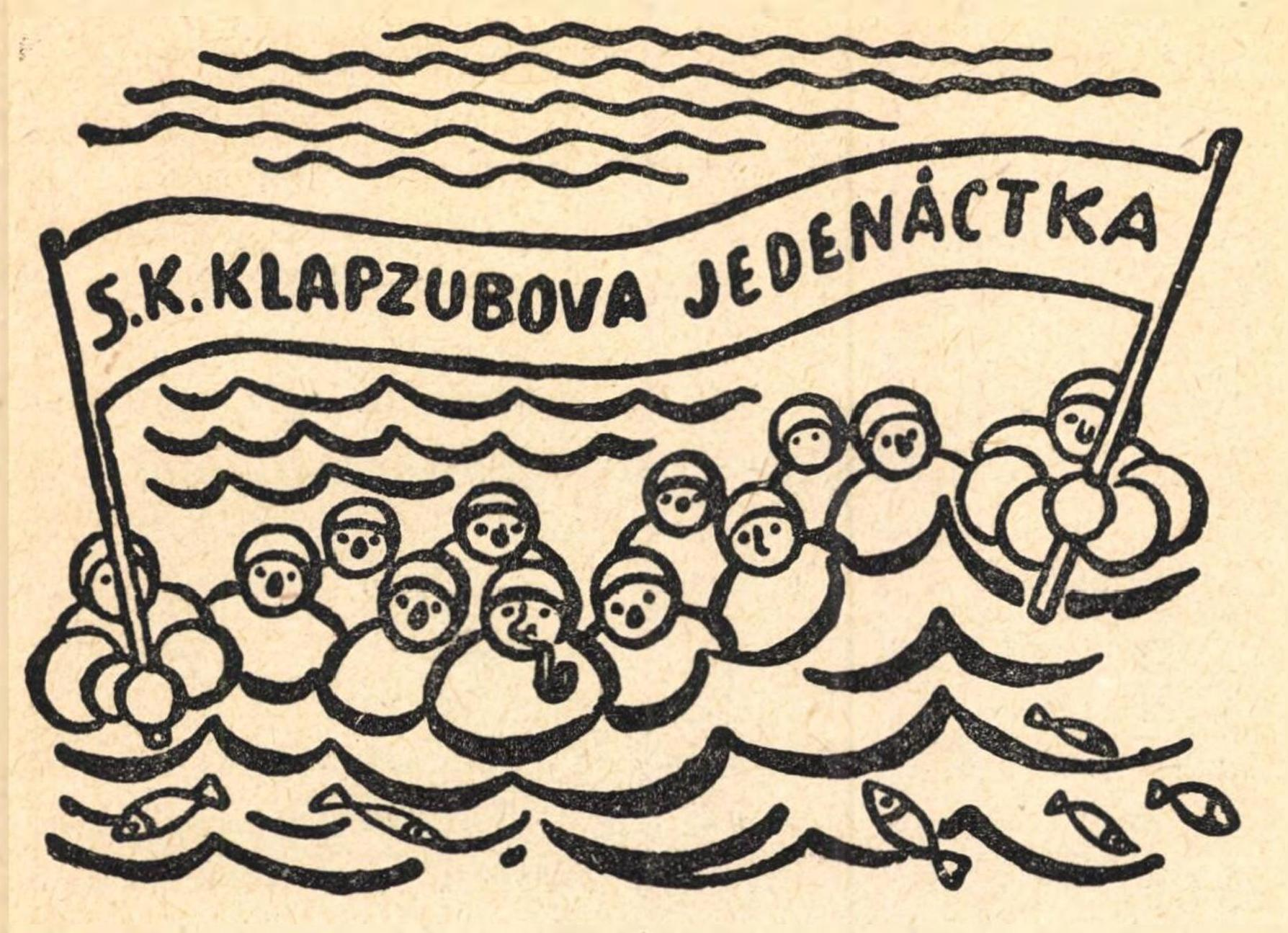
Ilustrace ke Klapzubově jedenáctce

Dokonce na šéfredaktora Lidových novin to dotáhl Eduard Bass. I on měl sklon k humoristické próze (jako všichni autoři tohoto okruhu), což je nejlépe znát na románu Klapzubova jedenáctka, kde vybájil neporazitelné fotbalové mužstvo jedenácti bratrů vedených tátou Klapzubou. Jeho nejslavnější dílo je ovšem vážnější a Bass ho napsal za okupace, k prokázání sveřeposti a vitality českého národa, a také kvůli své staré lásce k cirkusovému prostředí: román Cirkus Humberto. Ze stejného prostředí je i soubor povídek Lidé z maringotek.
Blízko Karlu Čapkovi a jeho okruhu stál samozřejmě i jeho bratr Josef Čapek. Proslavil se zejména jako výtvarník, ale věnoval se i literatuře. Krom textů, které napsal s Karlem (zejm. hra Ze života hmyzu), jsou jeho klíčovými pracemi Stín kapradiny a silně filozofující Kulhavý poutník.

### Katolická moderna

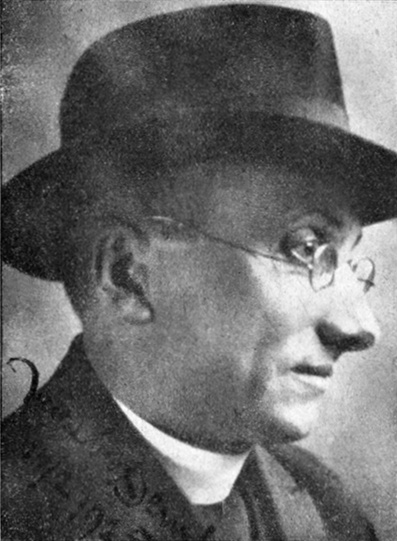
Jakub Deml

Již na přelomu 19. a 20. století začalo se rozvíjet hnutí Katolické moderny (zejm. Xaver Dvořák). Za první republiky vyvrcholilo dílo jeho klíčových představitelů, byť mnozí literární historikové váhají se zařazením některých autorů právě k tomuto hnutí. Největší pochybnosti panují u Jakuba Demla, jehož dílo bývá označováno za nezařaditelné, případně dáváno do souvislosti s expresionismem (Chalupecký) a jinými směry. Klíčovým dílem Demlovým jsou jeho rozsáhlé, víceméně deníkové záznamy z let 1917–1941 nazvané Šlépěje, z prózy pak Zapomenuté světlo, které ještě více artikuluje autorovy pocity beznaděje a zoufalství z moderního světa. Ty se bohužel spojily i s nenávistí vůči masarykovskému Československu, demokracii a s velmi vulgárním antisemitismem, což se projevilo nejen za tzv. Druhé republiky (útoky na Čapka), ale i za okupace (zejm. antisemitský XXV. svazek Šlépějí vydaný roku 1940), což po válce vedlo Demlovy spoluobčany z rodného Tasova k jistotě, že byl kolaborantem, což ale soud roku 1948 neprokázal.

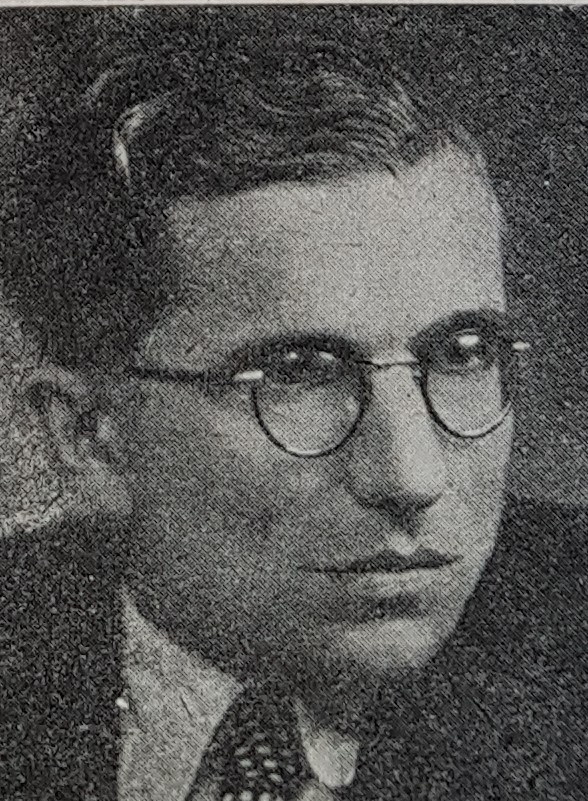
Jan Zahradníček

Podobné postoje (zejména obdiv k italskému fašismu a Francovu režimu ve Španělsku) na dlouho zatarasily cestu ke zhodnocení díla dalšího katolického autora, Jaroslava Durycha. Klíčové místo v něm sehrává historická trilogie Bloudění, která oponuje Jiráskovu pojetí českých dějin a protestantští stavové jsou v něm líčeni jako zbloudilci, které musí napravit rekatolizace.
V poezii byl nejvýraznější postavou katolického okruhu autorů Jan Zahradníček. Jeho básně byly intimnější a bolestnější než texty Demlovy a Durychovy asi i kvůli tělesnému postižení, s nímž od úrazu v dětství zápolil. Pocity hnusu, úzkosti a zoufalství přímo tryskají z jeho prvních sbírek Pokušení smrti a Návrat. V dalších pak dochází ke zklidnění, díky nalezení jistoty v katolické víře (Jeřáby, Žíznivé léto, Pozdravení slunci). Zahradníčkovy postoje byly vždy silně antikomunistické a antimoderní. Poněkud neopatrně na moderní svět útočil i po druhé světové válce (zejm. sbírka La Saletta z roku 1947), kdy se změnila společenská atmosféra. Roku 1951 byl zatčen a odsouzen za velezradu (amnestován roku 1960). Zemřel půl roku po propuštění. Jeho texty napsané těsně před zatčením (Znamení moci) a ve vězení (Čtyři léta, Dům Strach) vyšly až v roce 1991.

### Německy psaná literatura

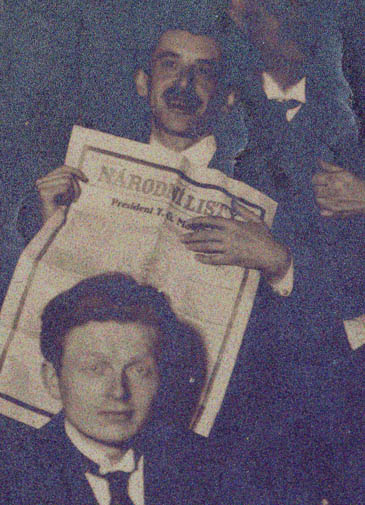
Rilke roku 1918 v Praze, s výtiskem Národních listů oznamujících zvolení T. G. Masaryka prezidentem

Krom Kafky působili v českém prostředí i jiní autoři píšící převážně německy, ať se národnostně definovali jakkoli. Ke světově nejproslulejším patří Rainer Maria Rilke, který se narodil v Praze, z níž odešel roku 1896, po skončení studií na pražské univerzitě. Již v Praze psal, mimo jiné právě i texty o Praze a české krajině. Ovšem literární vrchol a sláva na něj teprve čekaly, zejména díky románu Zápisky Malta Lauridse Brigga či básnickým sbírkám Rekviem a Elegie z Duina.

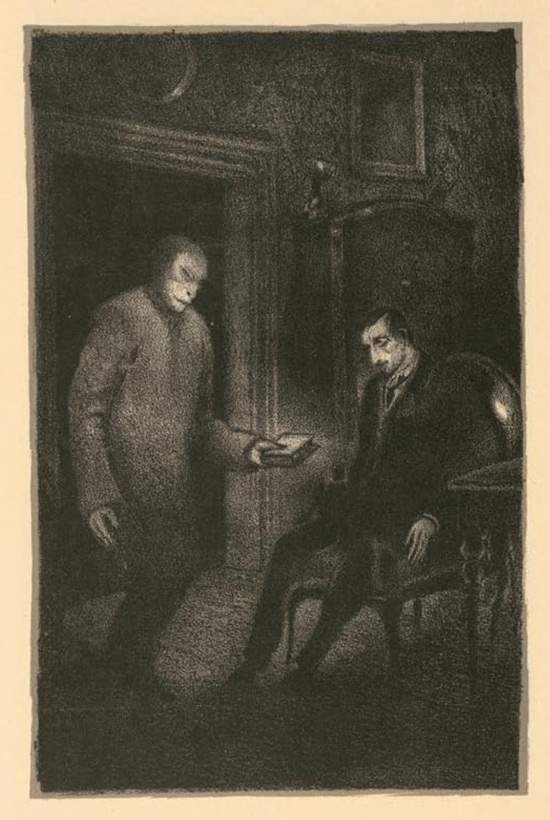
Ilustrace Hugo Steinera-Praga k Meyrinkově knize Golem

V Praze se narodil i Franz Werfel, Kafkův přítel, člen vesměs expresionistického okruhu kolem kavárny Arco (Brod jim říkal Arconauti). Ještě v Praze napsal svou první významnou sbírku Přítel světa. Z Prahy ho odvedla první světová válka, po ní zůstal ve Vídni. Tam (a později v USA) se prosadil zejména romány (Verdi, Sjezd abiturientů, Čtyřicet dnů, Píseň o Bernadettě, Hvězda nenarozených).

Max Brod, který v Praze žil až do roku 1939, je znám především jako objevitel Franze Kafky (a pro svět do značné míry i Jaroslava Haška). Pro českou kulturu udělal i mnohé jiné (zejm. jeho monografie o Leoši Janáčkovi). Jeho zapomenutý, pozdní román o Karlu Sabinovi napsaný již v Izraeli roku 1962 dokazuje, že české kořeny nikdy nepřeťal. Méně známé je Brodovo vlastní literární dílo, v něm nejvýznamnější je historická trilogie Boj o pravdu.

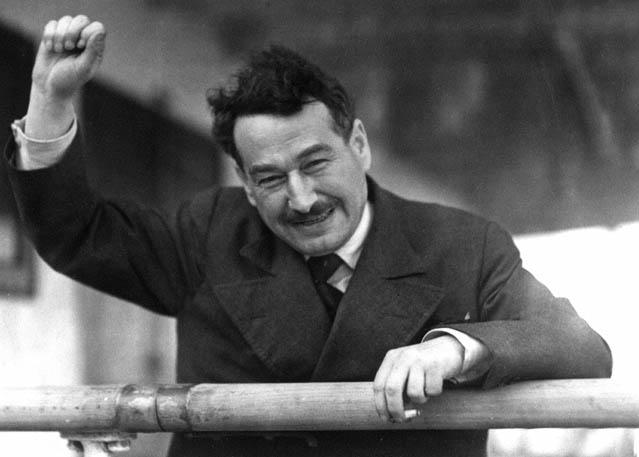
Egon Erwin Kisch, vždy levicový

V Praze dvacet let působil i Gustav Meyrink. Složil jí hold v mnoha tajuplných románech, z nichž nejznámější je Golem. Ale i další jeho texty se inspirovaly Prahou (Zelená tvář, Anděl západního okna).
Egon Erwin Kisch měl k českým autorům nejblíže, známé je jeho přátelství s Jaroslavem Haškem, úzce spolupracoval s Revoluční scénou Emila Artura Longena, byl i člen KSČ. Jako jediný z německy píšících autorů se také vrátil po válce do Prahy, zemřel zde roku 1948. Proslul jako novinář, vysloužil si i přezdívku "zuřivý reportér", což je také název jedné z jeho nejznámějších sbírek reportáží. Ale psal i divadelní hry (Nanebevstoupení Tonky Šibenice).

### Solitéři
Meziválečná éra byla dobou skupin, manifestů a diskusí o kolektivních programech. Přesto byli autoři, kteří stáli víceméně mimo tento skupinový život a někdy jsou i obtížně zařaditelní.

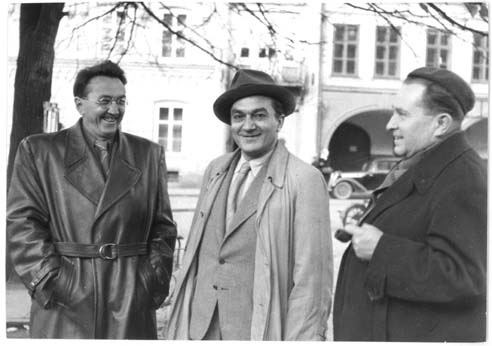
Vladimír Holan (uprostřed)

Je to i případ básníka Vladimíra Holana. Básníka oscilujícího mezi levicovou avantgardou a katolickou modernou, katolíka, který v jisté chvíli vystoupil z církve a přihlásil se ke komunismu, aby se nakonec k původní víře zase vrátil, básníka spirituálního, avšak nikoli hlásajícího víru, básníka filozofického a programově enigmatického, uzavřeného do samoty. Svou první sbírkou, vydanou ještě na gymnáziu, se přihlásil k poetismu, ale posléze se od této juvenilie distancoval. Ve 30. letech pak přišel se svou osobitou poezií, o níž Šalda říkal, že je to "abstrakce umocněná abstrakcí", poezií precizně zašifrovanou (dokonce za pomoci klasických šifrantských metod jako jsou kryptogramy apod.). K dokonalosti dovedl tuto linii tvorby ve sbírce Kameni, přicházíš... z roku 1937. Mnichov ho přinutil k poezii politické, ale také nečekaně objevil i epiku (zejm. Terezka Planetová). Po válce se nadchl pro komunismus (s bohem si to "vyříkává" v konvertitivní sbírce Panychida). Jeho Rudoarmějci z roku 1947 patří k asi nejdůstojnějším podobám básnických oslav osvobození a sovětské armády, jichž bylo v té době přehršel. Z komunistické strany byl však brzy vyhozen a byl přinucen se publikačně odmlčet. Za pomoci pečlivého editora svého díla Vladimíra Justla se pak vrátil v 60. letech, a to především sbírkami Na sotnách a Asklépiovy kohouta (jež reprezentovaly klasicky reflexivní linii) a Noc s Hamletem (jež reprezentuje linii příběhovou, srozumitelnější).

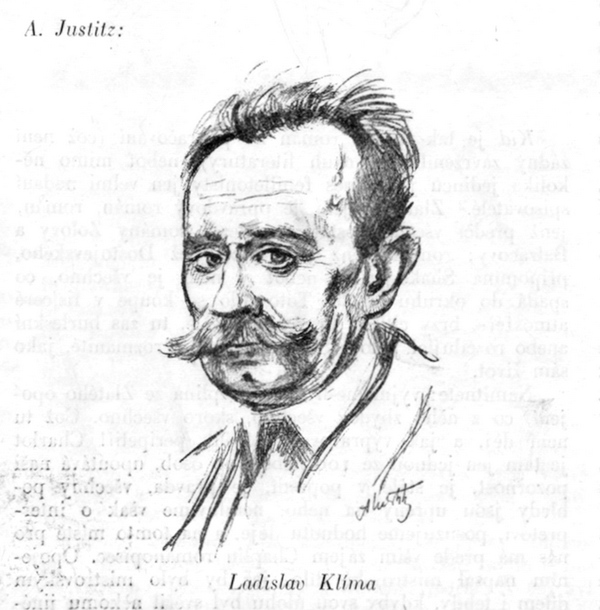
Ladislav Klíma na kresbě Alfréda Justitze

Zcela zvláštním literárním úkazem bylo dílo nietzscheánského filozofa Ladislava Klímy, dnes někdy řazené k expresionismu. Jeho životní styl byl více než bohémský: celou první republiku prožil v pokoji hotelu Krása v pražských Vysočanech, zmítán alkoholismem a v závěru dvacátých let i tuberkulózou. Chrlil texty, ale málokdy některý dokončil. K výjimkám patří gotický sadomasochistický horor Utrpení knížete Sternenhocha (1928) a novela Slavná Nemesis (1932). Jeho filozofie je shrnuta v různých souborech, které z fragmentů a roztroušených textů povětšinou poskládali jeho nadšení znovuobjevovatelé: Svět jako vědomí a nic, Jsem Absolutní Vůle, Vteřina a Věčnost ad.
Ač je většinou řazen k proletářské poezii, zcela zvláštní postavení měl také Petr Bezruč. Autor, který vydal jen dvě básnické sbírky, a o jehož identitě se spekulovalo od přelomu 19. a 20. století (první texty poslal anonymně Janu Herbenovi do Času) a diskutuje dodnes. Ač byl po čase identifikován jako Vladimír Vašek, i dnes se vášnivě spekuluje, zda to je skutečný autor sbírek Slezské písně a Stužkonoska modrá. Provokuje zejména různá úroveň a hloubka Bezručových textů (od prostých popěvků ke složitým skladbám), takže mnozí soudí, že autorů muselo být několik. Bezručova poezie je konkrétní, regionálně ukotvená, baladická, nacionálně i sociálně laděná, ale i písňová až pseudofolklórní. "Proletářská" není programově jako u avantgardistů, ale jaksi "samo sebou", autorovým zakotvením v rodném hornickém kraji.

## Česká literatura v 2. polovině 20. století
V poezii k oficiálně vydávaným autorům patřili Vladimír Holan, František Hrubín, Miroslav Holub, Oldřich Mikulášek, Jan Skácel, nebo Jiří Žáček. V exilu tvořil kupříkladu Ivan Diviš, Jan Křesadlo, Ludvík Aškenazy nebo Karel Kryl. Samizdat a underground reprezentovali filozof, prozaik a básník Egon Bondy, básník Ivan Magor Jirous či Ivan Wernisch. Jaroslav Seifert, který se pohyboval na pomezí oficiální literatury a disentu (podepsal Chartu 77), získal roku 1984 Nobelovu cenu za literaturu. Symbol beatnické revolty Václav Hrabě publikoval až posmrtně. K významným prozaikům, kteří publikovali po většinu života v domácích oficiálních nakladatelstvích, patřili Bohumil Hrabal, Ladislav Fuks, Jan Drda, Vladimír Páral, Vladimír Neff, Jiří Mucha, Jan Otčenášek, Josef Nesvadba, Eduard Petiška, Jaroslav Čejka, Vladimír Körner či Ota Pavel. V exilu prožili vrchol své tvůrčí dráhy Milan Kundera, Arnošt Lustig, Josef Škvorecký, Jiří Gruša, Viktor Fischl či Egon Hostovský. V disentu Ludvík Vaculík či Ivan Klíma. Z dramatiků reprezentoval oficiální tvorbu kupříkladu Josef Topol, exilovou (v jisté chvíli) Pavel Kohout, disidentskou Václav Havel. Od 60. let však krom klasické dramatiky vstoupil na scénu též fenomén tzv. malých divadel, často s kolektivním autorstvím: Semafor (Jiří Suchý a Jiří Šlitr), Divadlo Na zábradlí (Ladislav Fialka, Jan Grossman, Václav Havel, Evald Schorm, Ivan Vyskočil), Divadlo Járy Cimrmana (Zdeněk Svěrák, Ladislav Smoljak), Ypsilonka (Jan Schmid), Činoherní klub (Ladislav Smoček), Divadlo Sklep či brněnské divadlo Husa na provázku, které objevilo například komický talent Bolka Polívky.

### Skepse a pábení

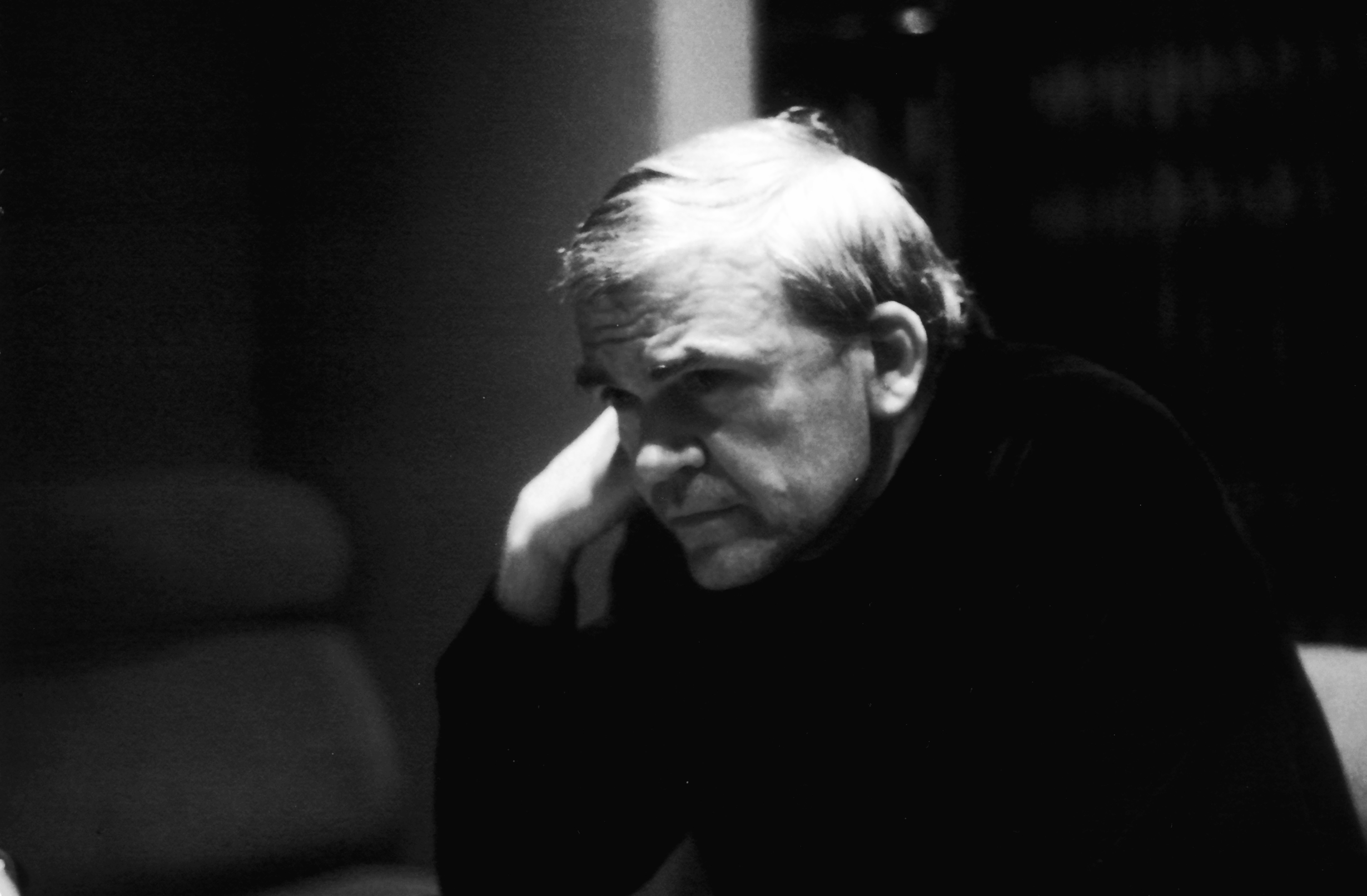
Milan Kundera roku 1980

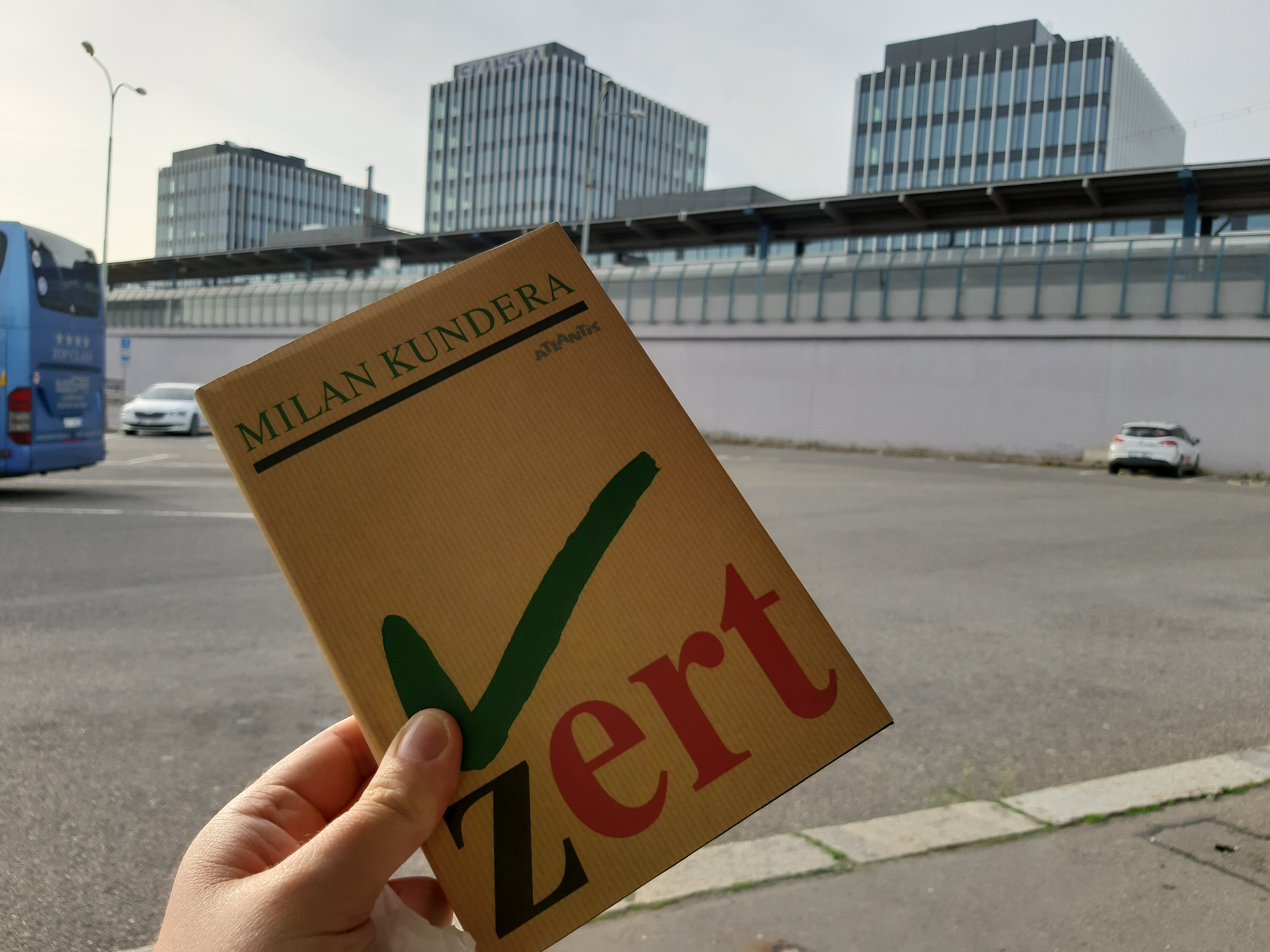
Žert

Milan Kundera začínal v 50. letech jako stalinistický básník (Člověk zahrada širá, Monology). Z dobového schematismu se vymanil v 60. letech tvorbou dramatickou (Majitelé klíčů, Ptákovina). Avšak nakonec se proslavil nejvíce (a to celosvětově) jako prozaik. Do prózy vstoupil souborem lehoučkých povídek o vztazích mužů a žen Směšné lásky, u nichž dle vlastních slov odpočíval při psaní Majitelů klíčů. Na konci 60. let však vydal román, který z něj okamžitě učinil hvězdu české literatury: Žert. Ten se jednak vyrovnával s traumatem zločinů 50. let, ale zároveň s trpkou ironií zobrazoval i kulturní lídry let šedesátých, vesměs bývalé stalinistické veršotepce, kteří náhle konvertovali k existencialismu a jiným intelektuálním módám (hlavní negativní postava Žertu Pavel Zemánek podle většiny interpretů odkazuje k Pavlu Kohoutovi, ale může jít docela dobře i o Kunderu samotného, zobrazeného se zničující sebeironií). Krom politické roviny byla však zajímavá i forma, kterou Kundera zvolil. Krom hlavního příběhu do románu vpravil i rozsáhlý esej o folklóru. Tuto metodu již nikdy neopustil a vede k tomu, že je Kundera zařazován povětšinou do kategorie literární postmoderny, po bok Umberta Eca. I on do každého svého románu integruje nějakou "encyklopedii" či filozofický esej. Žert vyšel roku 1968, po sovětské invazi Kundera ztratil možnost publikovat. Než se rozhodl pro exil ve Francii, napsal však doma ještě dva romány. Život je jinde znovu účtuje s 50. lety, ale v mnohem obecnější rovině. Kundera zde analyzuje téma lyrismu a jeho vztah k násilí a totalitě. Valčík na rozloučenou nese rysy grotesky s tragickými aspekty. Autor v ní dává též hořké poslední sbohem své vlasti a její malosti (hlavní hrdina se v knize rozhodne pro emigraci a sám Kundera text dopisoval již ve Francii). Další dva romány píše ještě česky a teprve pak jsou překládány do francouzštiny. Kniha smíchu a zapomnění opět účtuje s domovinou dosti krutě, za pomoci postav Gustáva Husáka ("prezidenta zapomnění") a Karla Gotta ("idiota hudby"), ale je také plná filozofických úvah, například dělí smích na andělský (všeobjímající, přitakávající světu, který dokáží využívat totality všeho druhu) a ďábelský (ironický, zpochybňující, který vždy podvrací a oživuje) – jde o variaci na základní téma lyrismu otevřené již v Život je jinde. Esencí ďábelského smíchu v kultuře je Kunderovi román. Schéma znovu variuje v Nesnesitelné lehkosti bytí. Polaritu realismus-lyrismus, respektive andělský-ďábelský smích zastupuje polarita lehkosti a idealismu, který je dle Kundery vždy jen zastřenou touhou po smrti. Zajímavé je, že knihu vášnivě odmítla i disidentská kritika v Československu (zejm. Milan Jungmann), která v ní viděla i útok na sebe, neboť i disidenti věřili v ideály a nasazovali se pro ně. Nesnesitelná lehkost bytí vyšla roku 1985 a z Kundery udělala hvězdu světové literatury. Právě když se otevírala možnost jeho návratu do české kultury i vlasti (perestrojka, Sametová revoluce), Kundera se rozhodl, že musí češtinu (i českou tematiku) definitivně opustit. Román Nesmrtelnost byl v tomto smyslu mezníkem. A byl to triumf, neboť Kundera vzal svou příslušnost k západu vážně a začal analyzovat jeho stinné stránky (dosud se západní čtenář mohl domnívat, že koneckonců mluví hlavně o totalitě za železnou oponou). Za pomoci pojmů jako "imagologie" (moc obrazů, která na západě nahradila moc ideologií, je však stejně manipulující a ničivá) Kundera vystoupal na svůj románový i filozofický vrchol. V dalších románech znovu varioval některá svá základní témata. Ke skepsi, ďábelskému smíchu, lehkosti a románu přidal nového spolubojovníka – pomalost – ve stejnojmenném románu. V Totožnosti se vrací ke svému starému tématu křehkosti identity, jehož naléhavost zesílily nové komunikační technologie (např. anonymita na internetu). Jeho posledními texty jsou Nevědění a Slavnost bezvýznamnosti z roku 2013. Krom románů vydal i několik knih esejů, nejslavnější z nich je Umění románu z roku 1986.

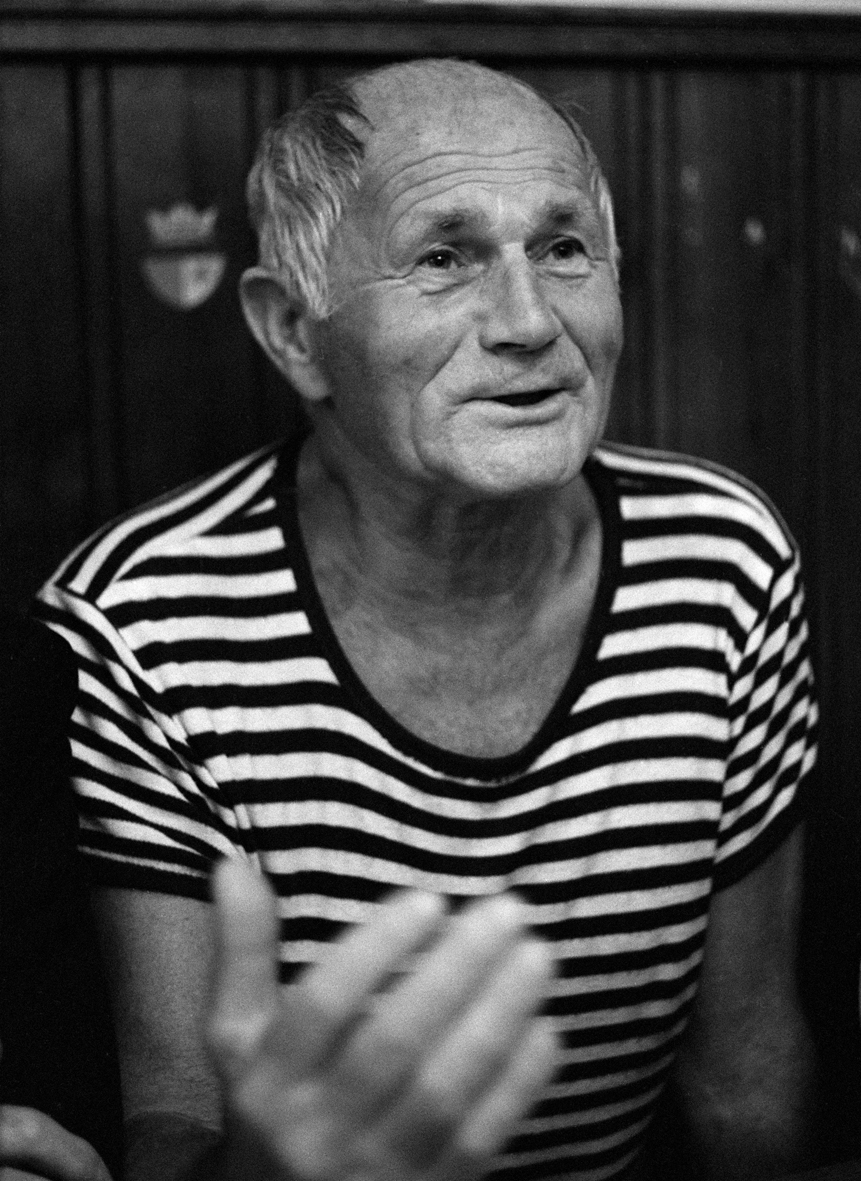
Bohumil Hrabal v restauračním zařízení, rok 1985

Bohumil Hrabal byl v mnohém Kunderovým protipólem. V době, kdy Kundera sbíral státní ceny za stalinskou lyriku, Hrabal vegetoval na okraji společnosti a věřil v avantgardní literaturu. Zatímco Kundera pak celý život poté oloupával slupku lyrismu a propracovával se ke sžíravé ironii a skepsi, Hrabal ze sebe sloupával slupku surrealistickou a propracovával se k prostému poetizujícímu pohledu na svět, kdy se mnohdy dotkl až lyrizující idylizace. Ve skutečnosti však šli oba možná ke stejnému jádru, jen z opačné strany: zatímco Hrabal v posledních textech oslavoval prázdnotu (v odkazu na Lao-c’), Kundera bezvýznamnost a ztrácení se (jak vzpomenuto výše). Tato zvláštní jednota/polarita připomíná vztah díla Haškova a Kafkova a tvoří tak jádro české literatury 2. poloviny 20. století (což stvrdil i mezinárodní ohlas u obou). Oba měli též vazbu na tzv. československou filmovou novou vlnu 60. let. Do literatury Hrabal vstoupil povídkovými soubory Perlička na dně a Pábitelé. Již zde stvořil svou klíčovou postavu prostého člověka "posedlého řečí", tedy "pábitele" (mnohokrát bylo přitom upozorněno na souvislost se Švejkovým "žvaněním"). Ostře sledované vlaky byly novelou z časů Protektorátu. Byly zfilmovány, film dostal dokonce Oscara. Hrabal tak získal proslulost a také režiséra, který bude jeho dílo systematicky propagovat na plátně – Jiřího Menzela. Taneční hodiny pro starší a pokročilé jsou klasickým pábitelským textem, jsou napsány jedinou, nekončící větou, která je nezastavitelným, překotným monologem vypravěče. Podobný princip monologu využil autor ve slavném románu Obsluhoval jsem anglického krále, kde však je text už rozčleněn a zklidněn. Významný byl též povídkový soubor Inzerát na dům, ve kterém už nechci bydlet, kde se Hrabal věnoval svým oblíbeným "lidem na okraji". Stejným člověkem na okraji je pracovník sběrných surovin v románu Příliš hlučná samota, který mnozí považují za jeho vrcholný. Hrabal sledoval to, co velké dějiny vyvezly na skládku, a jak v tomto odpadu tepe nezničitelná lidskost a rodí se něco nového, přesahujícího. Stejné téma se objevuje v Něžném barbarovi, kde je Hrabal ovšem osobnější, neboť jedním z lidí na okraji je on sám (dalšími dvěma hrdiny jsou jeho souputníci z 50. let filozof Egon Bondy a výtvarník Vladimír Boudník). V 70. letech se poněkud nostalgicky vrátil do dětství (Postřižiny, Krasosmutnění, Městečko, kde se zastavil čas), ve Slavnostech sněženek pak hledal poetiku doby 70. a 80. let.

### Exil

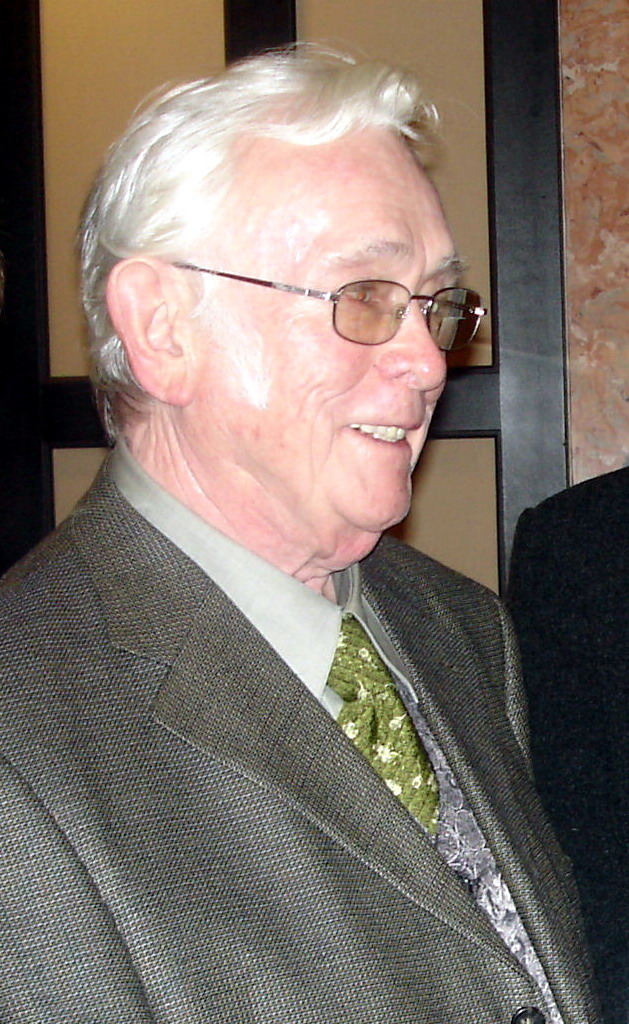
Josef Škvorecký

Ze spisovatelů, kteří v nějaké chvíli emigrovali ze socialistického Československa, se krom Kundery nejvíce prosadili dramatik Pavel Kohout a prozaici Josef Škvorecký a Arnošt Lustig.
Josef Škvorecký zaujal hned svou prozaickou prvotinou z roku 1958 Zbabělci, kde uvádí na scénu své alter ego Dannyho Smiřického a také proslulou "jazzovou atmosféru". Kniha byla zle zkritizována za dehonestaci českého povstání, nicméně Legenda Emöke se roku 1963 již setkala s velmi příznivým ohlasem a stala se typicky "šedesátnickou" kulturní událostí. Roku 1969 Škvorecký odjel přednášet do USA a vzhledem ke zostřujícím se poměrům doma v zámoří už zůstal. Usadil se v kanadském Torontu, kde mu bylo nabídnuto místo na univerzitě. Se svou ženou zde založil nakladatelství '68 Publishers. Jeho prvním počinem bylo vydání Škvoreckého románu Tankový prapor, kde s až haškovskou rozkoší líčí absurditu vojenské služby v 50. letech. Román, kolující v normalizačním Československu v opisech, doslova zlidověl. Již v Kanadě napsal Škvorecký soubor lehkých, trochu nostalgických povídek Prima sezóna, ale především dva klíčové politické romány: Mirákl a Příběh inženýra lidských duší. Mirákl zpracovává téma tzv. číhošťského zázraku, druhý text, autorův patrně vrcholný, je komplexní analýzou vztahu tvorby a minulosti.

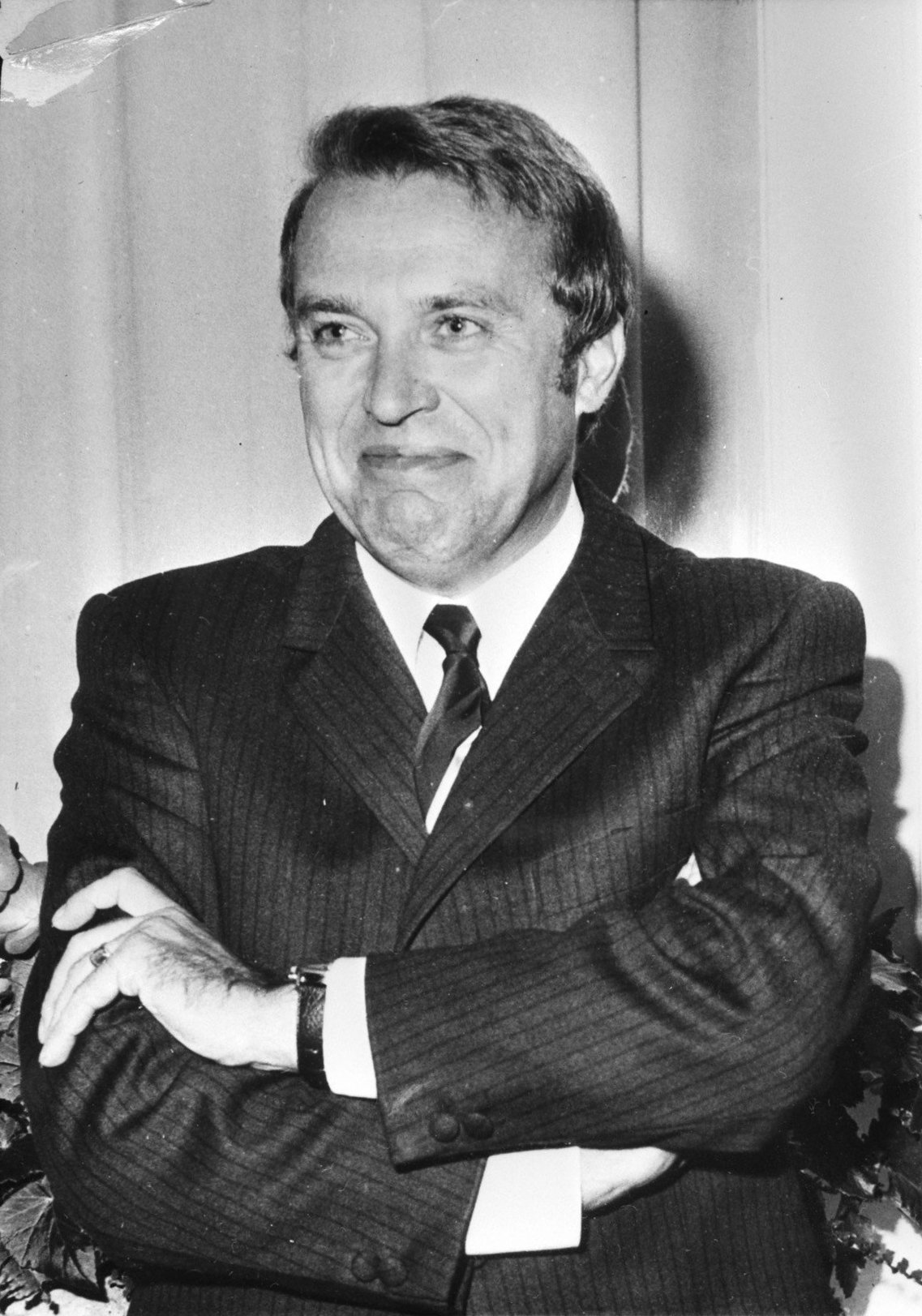
Pavel Kohout

Pavel Kohout začínal jako mnoho jeho generačních druhů budovatelskými básněmi, přičemž ovšem jeho texty se zařadily k tomu nejschematičtějšímu, co v 50. letech v literatuře vůbec vzniklo, ba nechtěně komickému. Střízlivění se u Kohouta spojilo i s výměnou žánru – opustil básně ve prospěch dramatu. Od hry Taková láska z roku 1958, kde autor inscenuje "nebeský soudní proces" se zasebevražděnou studentkou, jeho dramatika složitěla a stávala se jedním ze symbolů kulturních změn 60. let. Tento proces vyvrcholil roku 1967 hrou August, August, august, která se stala jedním z intelektuálních vrcholů éry uvolňování. Po okupaci měl problémy publikovat, které vyvrcholily po jeho podpisu prohlášení Charta 77. Roku 1979 ho režim donutil k emigraci. V zahraničí začala Kohoutova kariéra prozaická. V autobiografické knize Z deníku kontrarevolucionáře popisuje dění kolem roku 1968, v románu Kde je zakopán pes kolem Charty 77. Jeho prozaickým vrcholem je patrně román Katyně popisující morbidní a přitom chladné mechanismy moci. V oblasti dramatu se v té době uchýlil k variaci dramatu absurdního, se silnými politickými prvky.

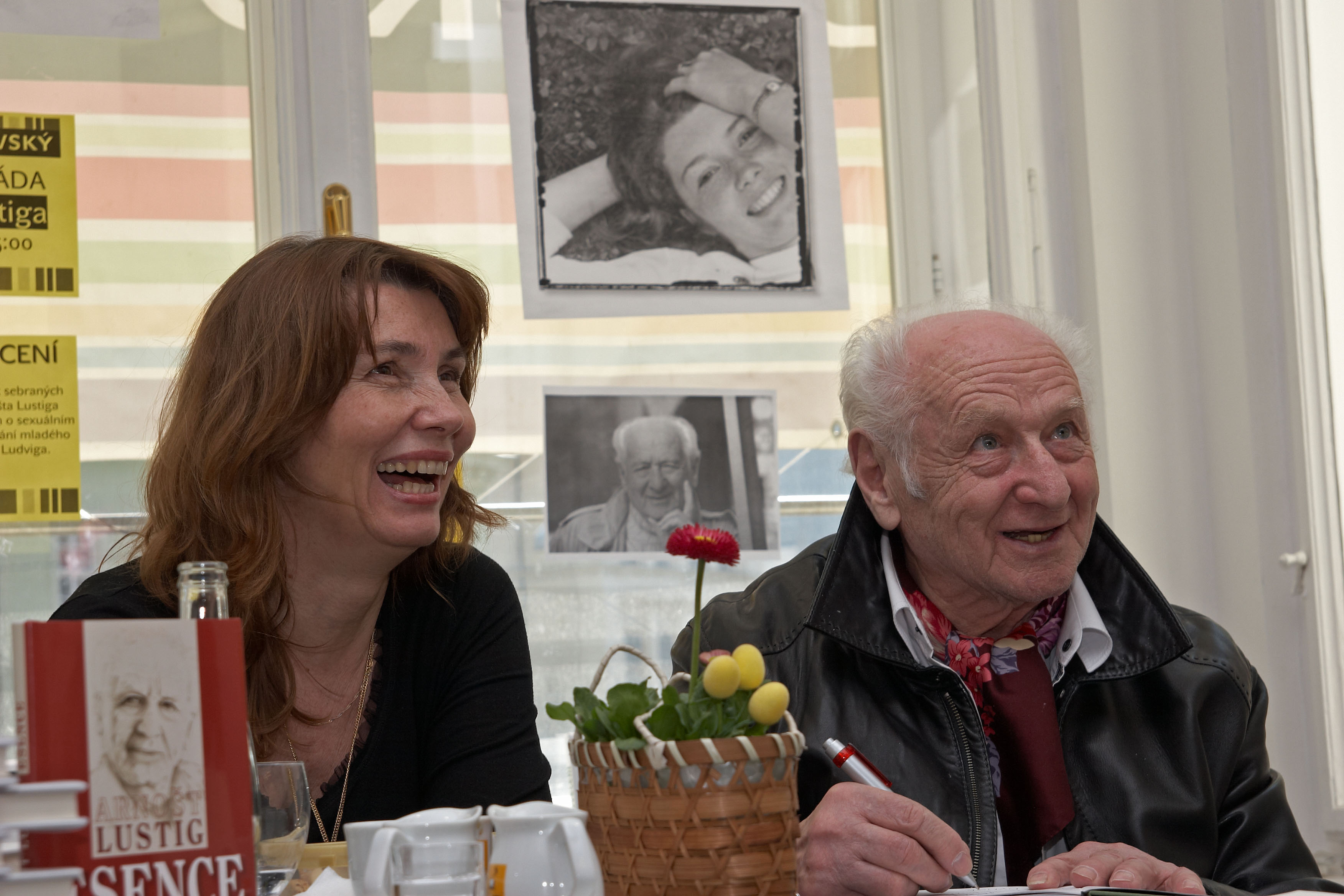
Arnošt Lustig na autogramiádě, vlevo Markéta Mališová, autorova poslední láska

Arnošt Lustig se ve většině svých próz vracel ke zkušenosti vězně koncentračního tábora. Svými prvními povídkovými soubory Noc a naděje a Démanty noci z konce 50. let přinesl do české literatury úplně nové zpracování tohoto tématu, což vyvolalo mimořádný ohlas. V novele Dita Saxová téma uchopil ještě jinak, zabýval se pocity lidí, kteří se z koncentráku vrátili a jejich obtížným zařazováním do společnosti. Vrcholným textem se stala novela Modlitba pro Kateřinu Horowitzovou, velká oslava vzpoury. V exilu, do něhož odešel po roce 1968, se k tématu vrátil ještě například v próze Nemilovaná: Z deníku sedmnáctileté Perly Sch. Občas zpracovával i jiná témata, například v románu Miláček svou zkušenost z první izraelsko-arabské války, kterou zažil jako válečný zpravodaj.

### Disent a underground
K samizdatové tvorbě, která začala sehrávat důležitou roli v 70. a 80. letech, byli okolnostmi dotlačeni především dvě skupiny autorů. Tzv. disent (zejména signatáři Charty 77) a tzv. underground, v němž díla literární byla úzce spjata s alternativní hudbou.
Ke spisovatelům-chartistům, kteří nezvolili emigraci, patřil Ivan Klíma. Začínal texty budovatelskými, pak našel inspiraci čapkovskou (Hodina ticha), ještě později kafkovskou (Loď jménem naděje). V 70. a 80. letech svůj styl změnil ve prospěch realističnosti a do textů pronikla disidentská tematika (Má veselá jitra, Moje první lásky, Moje zlatá řemesla, Láska & smetí). Pokus o velký generační román představuje Soudce z milosti.

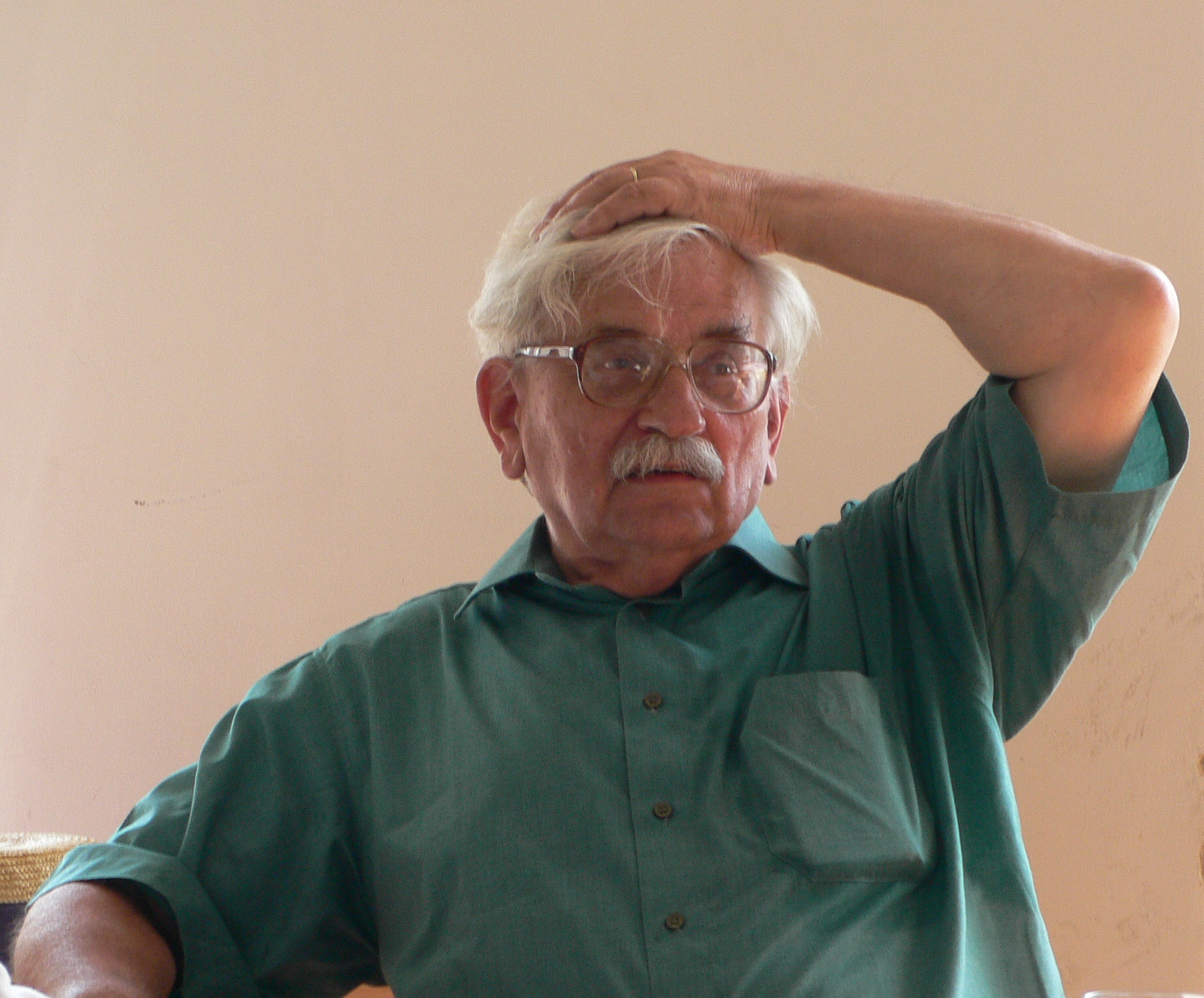
Ludvík Vaculík

Ludvík Vaculík si získal v 60. letech velké uznání za román Sekyra, kde účtoval s iluzemi a omyly 50. let (i vlastními). Dobové nadšení pro literární experiment ho také zcela neminulo, jak dokazuje román Morčata. V roce 1968 se stal jedním ze symbolů obrodného procesu, když zformuloval známé prohlášení Dva tisíce slov. S nástupem normalizace tudíž ztratil možnost oficiálně publikovat. Reagoval na to založením samizdatového "nakladatelství" Edice Petlice. I on ztvárnil disidentský svět, a to dosti otevřeně a neheroicky, v románu Český snář. Silně eroticky otevřený byl text Jak se dělá chlapec, jakási maskulinní odpověď na Smolnou knihu Vaculíkovy tehdejší partnerky, Lenky Procházkové.

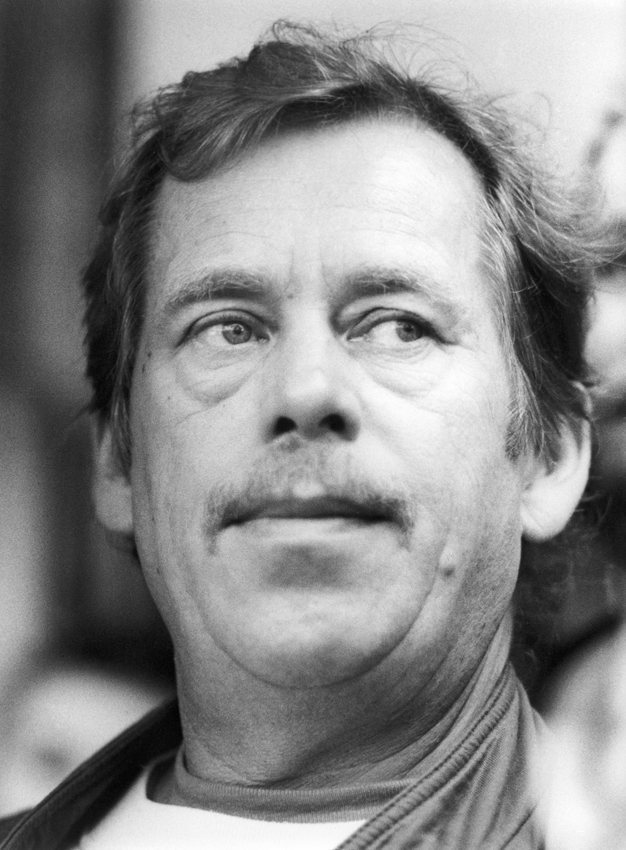
Václav Havel

Ač se později proslavil především jako politik, jako spisovatel začínal i Václav Havel. V 60. letech se stal Havel v Československu hlavním představitelem tehdy módního absurdního dramatu (Zahradní slavnost, Vyrozumění, Ztížená možnost soustředění). V 70. letech, již v disentu, se základního mustru žánru stále držel, ale přibylo konkrétních politických narážek (Audience, Vernisáž, Largo desolato). Ceněn byl tehdy i jeho esej Moc bezmocných, o síle jazyka. Jako politik pak Havel psal zejména projevy a úvahy, až v závěru života se vrátil i k divadlu (Odcházení).
Guruem undergroundu 70. a 80. let se stal Egon Bondy. S životem "pod čarou ponoru dějin" měl již zkušenosti z 50. let. Tehdy se soustředil na poezii a napojen volně na surrealismus (zejm. jeho paranoickou dalíovskou linii) vymyslel pro ni koncepci tzv. totálního realismu (pojmenoval tak i hlavní sbírku této etapy). Značilo to poezii nemetaforickou, vulgární, banální, papouškující dobové plakátové banality, veršující po vzoru dětských říkanek. (Bondyho přítel Ivo Vodseďálek razil tehdy velmi příbuzný koncept tzv. trapné poezie, spolu založili i samizdatovou edici Půlnoc). V 60. letech zesílily v jeho poezii autobiografické rysy (Kádrový dotazník), v 70. letech přibyly pornografické prvky (zejm. Příběh dívky, která hledá Egona Bondyho). Tehdy také uhranul komunitu alternativní, často protirežimní "máničkovské" mládeže (kolem skupiny Plastic People of the Universe, která začala zhudebňovat jeho texty), přestože jí nabízel program dosti překvapivý: maoistickou verzi marxismu. Ale větší roli v jeho vlivu asi sehrál román Invalidní sourozenci, který má až charakter undergroundového manifestu (popisuje dystopickou formou degenerovaný konzumně-militaristický svět, kde lze autentický život nalézt jen na jeho okrajích). V próze se Bondy zjevně našel (zmiňme ještě texty Afghánistán, Nepovídka, Šaman či polistopadový Cybercomics), sám si ale zdaleka nejvíce cenil svého filozofického díla Útěcha z ontologie, kde prý definoval "nesubstanční ontologický model", čemuž přikládal revoluční význam. Tento text (a dva jiné, podobné) dokonce vydal kolem roku 1968 oficiálně, pod vlastním jménem Zbyněk Fišer (pseudonym Bondy si kdysi zvolil na protest proti antisemitským procesům 50. let). Po roce 1989 se připojil k radikální levici. Posléze odjel na Slovensko, kde i zemřel.
Podobný mýtus jako Bondy kolem sebe vytvořil i Ivan Martin Jirous zvaný Magor, umělecký vedoucí, manažer a posléze hlavní textař Plastic peoples. S Bondym sdílel lásku k vulgaritě, alkoholu a primitivismu, na rozdíl od něj však inklinoval ke katolicismu a větší agresivitě. Undergroundovou ideologii shrnul v textu Zpráva o třetím českém hudebním obrození. Své básnické sbírky nazýval s pomoci své přezdívky (kterou kdysi vymyslel Eugen Brikcius): Magorova krabička, Magorovy labutí písně apod.

### Oficiální tvorba

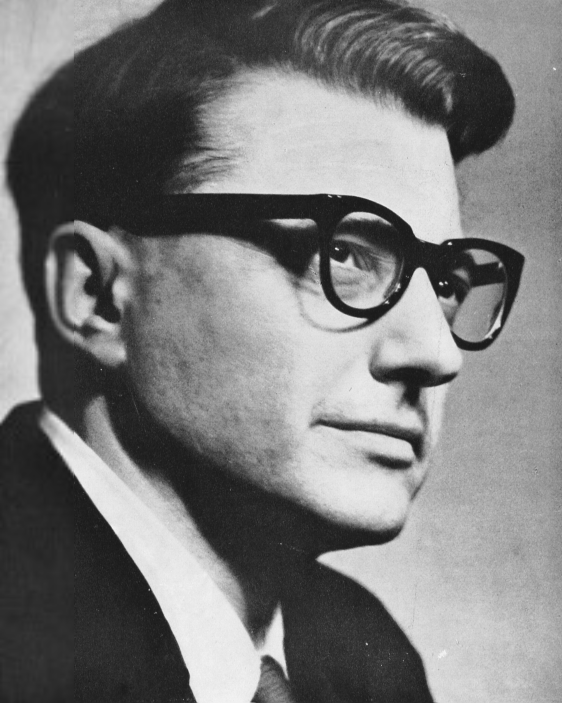
Ladislav Fuks

Z autorů po většinu života oficiálně vydávajících má mimořádné postavení zejména Ladislav Fuks, rafinovaný prozaik brnkající na kafkovské struny, v jehož dílech je realita vychýlena ve prospěch paranoických obav, které však mohou také nastavovat zrcadlo paranoické totalitní realitě oděné v hávu všednosti. Zpočátku užíval tuto metodu k rozvíjení tématu židovského údělu a nacismu, a to především v románech Pan Theodor Mundstock a Variace pro temnou strunu a v novele Spalovač mrtvol (slavně zfilmované Jurajem Herzem v jedné z hvězdných chvil filmové Nové vlny). Kritika tuto kombinaci přijala s nadšením, méně již chápala, když temný, bizarní styl vyňal z kontextu konkrétní historické reality a umístil do jakéhosi bezčasí. Texty působily méně srozumitelně, ale také i univerzálněji, jako kdyby obžalovávaly celou moderní civilizaci (zejména Myši Natalie Mooshabrové). To také normalizační vládcové kultury dlouho netrpěli a přiměli Fukse ke změně stylu. Fuks, na rozdíl od některých jiných, kompromis s mocí přijal. Díky tomu mohl v 70. letech hojně navštěvovat Vídeň, kde sebral materiál pro své poslední významné dílo Vévodkyně a kuchařka, které zachycuje atmosféru Vídně v tzv. belle epoque a v posledním tažení habsburské říše.

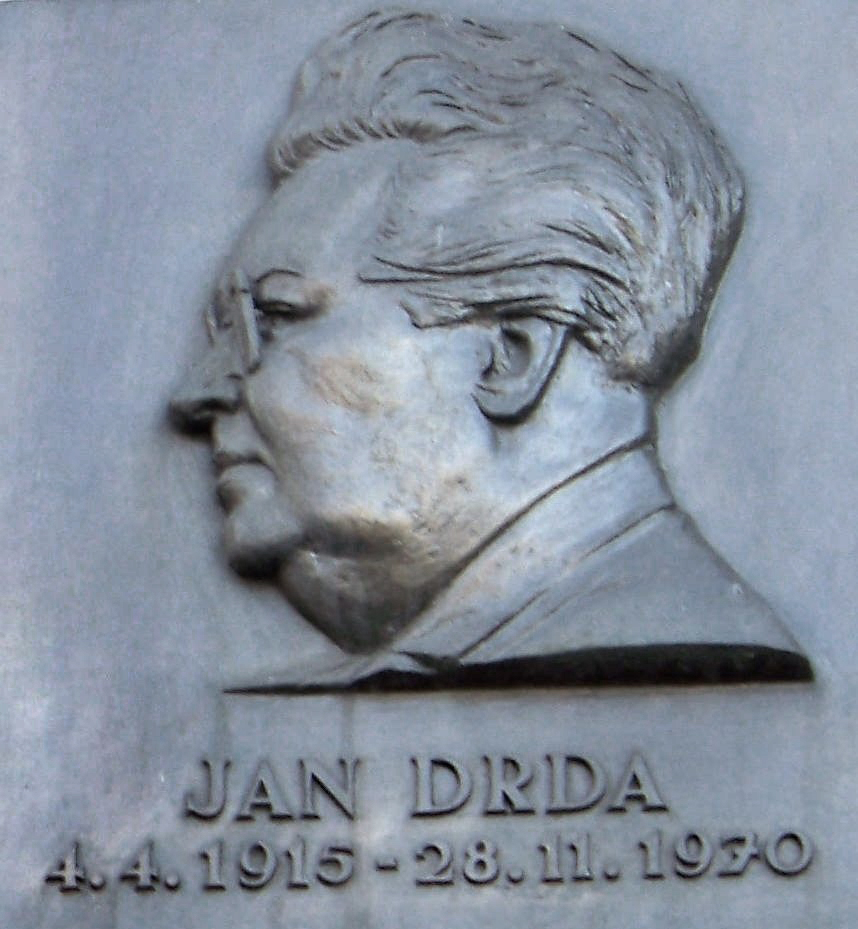
Jan Drda

K výkladním skříním režimu patřilo i dílo Jana Drdy. Čtenáři milovali jeho laskavé a humorné prózy jako Městečko na dlani či divadelní komedie Hrátky s čertem a Dalskabáty, hříšná ves. Za vzor socialistického realismu, oficiálního poúnorového literárního směru, byl dáván soubor povídek Němá barikáda, který zachytil české povstání a osvobození Rudou armádou. Ten, na rozdíl od mnoha jiných pokusů naplnit socialistickorealistický program, byl skutečně sugestivním dílem.
Z prostředí sportovních novinářů vyšel Ota Pavel. Zpočátku také sport tvořil hlavní syžet jeho próz ovlivněných žánrem reportáže (Dukla mezi mrakodrapy, Plná bedna šampaňského, Syn celerového krále, Pohádka o Raškovi). Postupně však otevřel i pokladnici vzpomínek na Protektorát a osud své židovské rodiny v něm. Velice jemný a poetizující způsob, jakým to učinil, vyvolal u čtenářů nadšení. Tyto texty shrnul v povídkových souborech Smrt krásných srnců a Jak jsem potkal ryby. Vzdal zde hold také svým dvěma celoživotním láskám: rybaření a kraji kolem řeky Berounky. Úsměvný tón těchto próz získává nový význam ve světle skutečnosti, že Pavel při psaní nesl břemeno maniodepresivní psychózy.

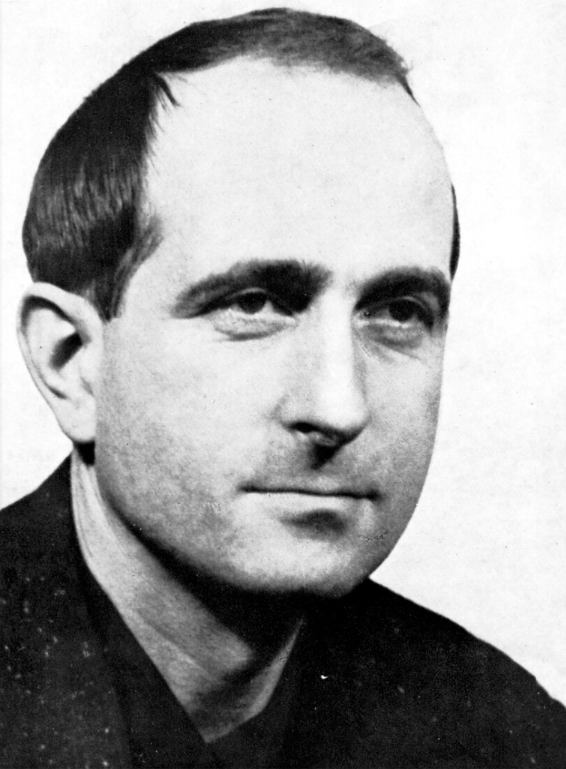
Miroslav Holub

Vladimír Neff vsadil na historickou prózu. Největšího ohlasu se dostalo rozsáhlé sáze o dvou pražských podnikatelských rodech Bornů a Nedobylů (Sňatky z rozumu, Císařské fialky, Zlá krev, Veselá vdova, Královský vozataj). Neff však do osudů rodin vpletl i dějiny české inteligence a kultury, takže vytvořil plastickou kroniku národního vzmachu ve 2. polovině 19. století. Ceněn byl i jeho román Srpnovští páni o střetu šlechty a měšťanstva na přelomu 13. a 14. století. Výjimečnou roli v Neffově díle tvoří krutá analýza udavačství a konformismu nazvaná Trampoty pana Humbla.
Z oficiálně vydávaných básníků připadla zcela mimořádná role Miroslavu Holubovi, který proslul jako "básnící vědec" (byl významným imunologem, pracoval mimo jiné v pražském IKEMu). Byl klíčovou postavou skupiny kolem časopisu Květen, která si dala za cíl vytvářet tzv. poezii všedního dne (zjevná zde byla návaznost na Skupinu 42 a civilismus), což deklarovala v programovém článku Náš všední den je pevnina, jejž zformuloval právě Holub. Tvořil pak poezii silně prozaizovanou, intelektuální, záměrně užívající vědeckou terminologii, aby provokoval čtenáře čekajícího v básni jiný jazyk. Jeho snažení v 60. letech vyvrcholilo ve sbírce Ačkoli. Psal však i prózu, zejména cestopisnou (Anděl na kolečkách) a eseje (Maxwellův démon čili O tvořivosti).

## Česká literatura po roce 1989

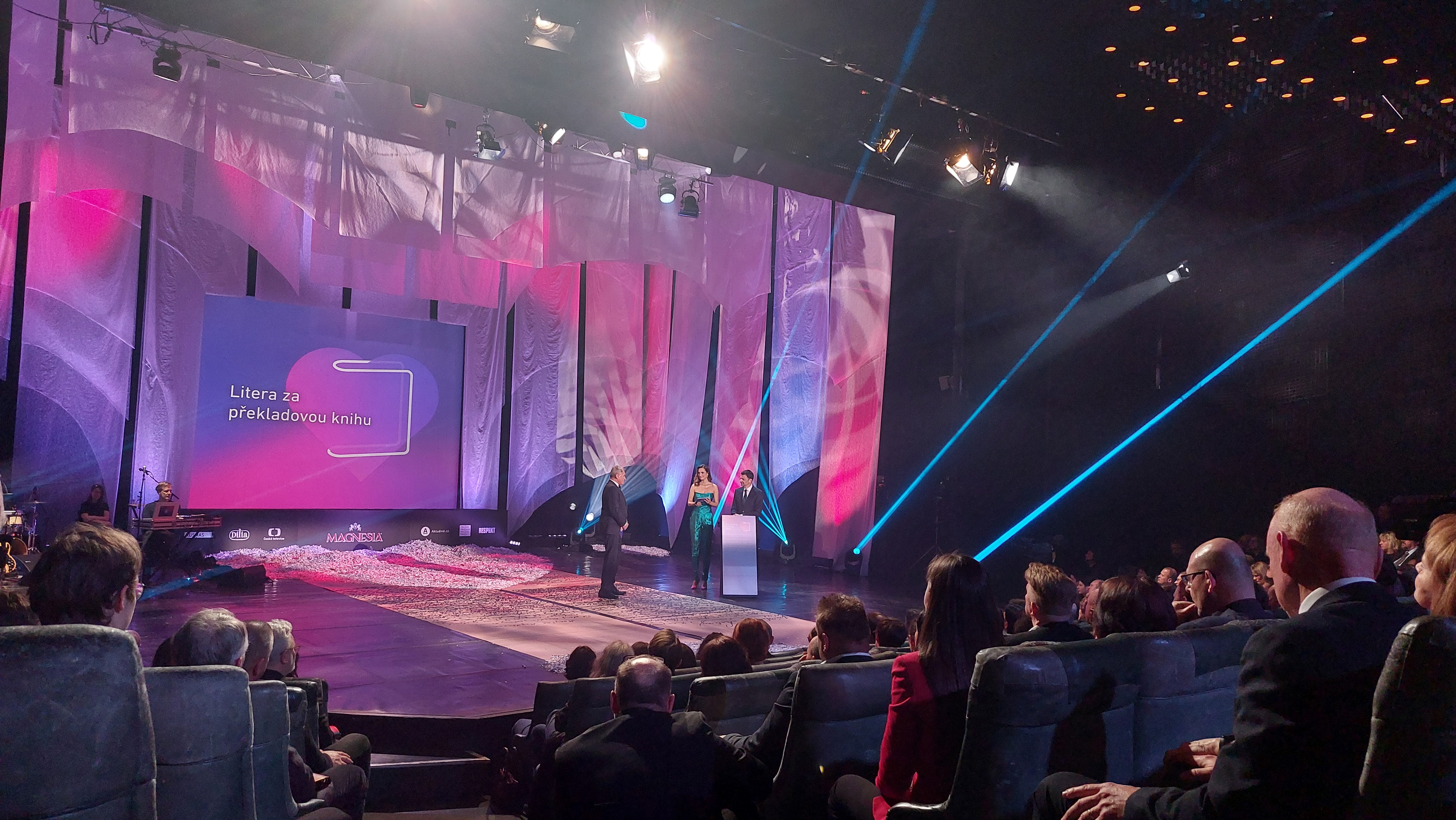
Udílení cen Magnesia Litera

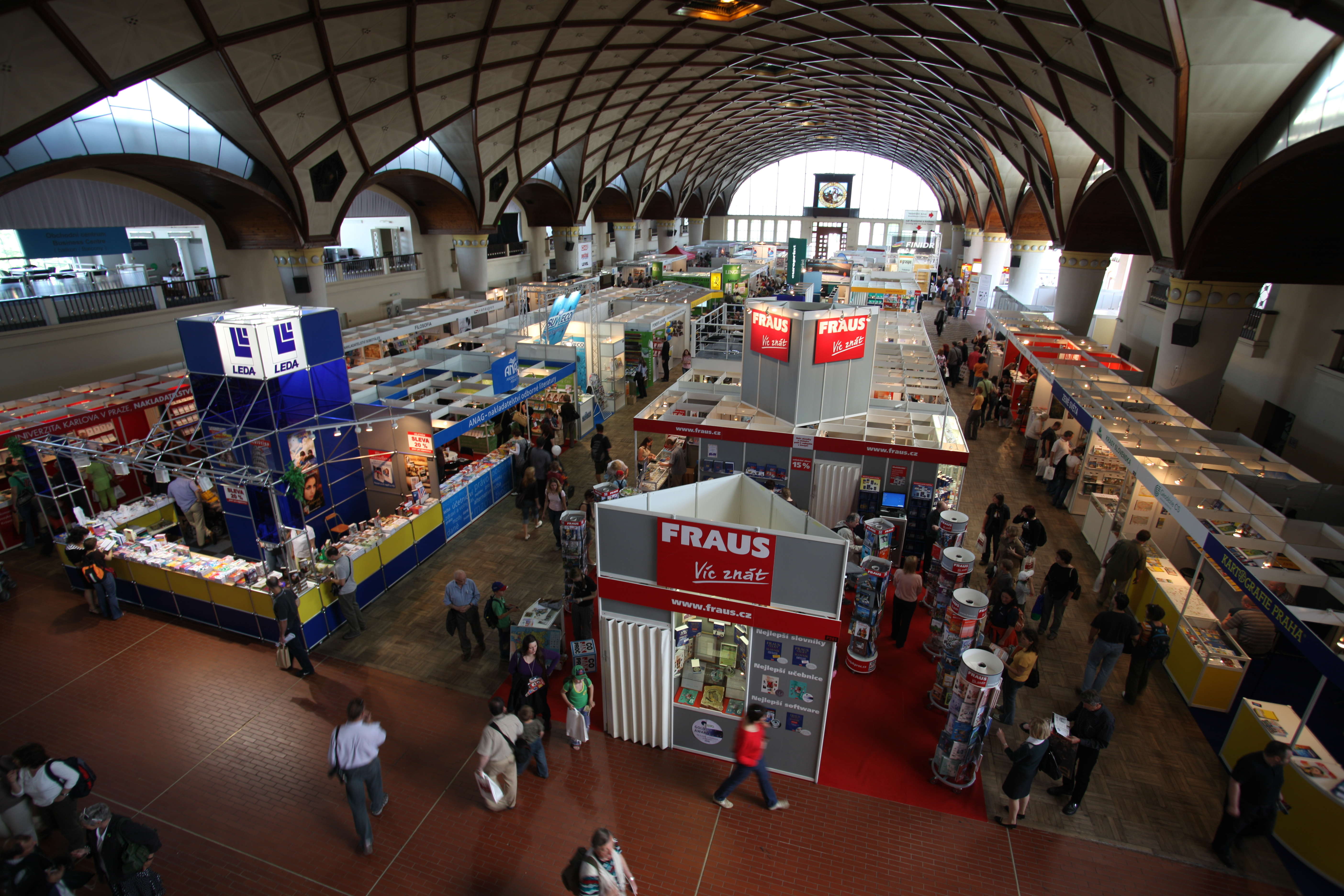
Svět knihy

Po revoluci v listopadu 1989 byla zrušena cenzura, někteří autoři se vrátili z emigrace, zakázaní spisovatelé mohli vydávat své knížky. Bylo rozbito rozdělení literatury do tří proudů (exil, disent, oficiální). Došlo k publikační explozi, ale i prudkému poklesu prodaných nákladů knih a snížení společenské role literatury. Skupinový život se spíš vytratil, tato tradice se udržela jen u některých básníků, především křesťansky orientovaných (Skupina XXVI, skupina Portál) a surrealistů. Také se udržela skupinovost zakořeněná regionálně – slezská skupina Weles či brněnský Vítrholc a tzv. královopolský okruh kolem Víta Slívy. Programové manifesty se staly dosti ojedinělé a obvykle zůstaly manifestací osobního názoru autora (např. manifest Neoklasicismus Martina Rainera z roku 1998). Próza se proměnila v prostor solitérů téměř zcela, byť zůstaly patrné jisté skupinové linie pocházející ze starých časů, například ze skupiny Moderní Analfabet (Václav Kahuda, Emil Hakl), semknutě se jevil i okruh kolem kdysi undergroundové Revolver revue. Váha literárních časopisů ovšem znatelně poklesla, jejich náklady se dostaly pod úroveň samizdatů 80. let, mnohé zcela zanikly nebo se přesunuly jen na internet. K přežívajícím patří Tvar, A2 či brněnský Host. Část role literárních časopisů převzaly literární přílohy velkých deníků (Salon v Právu, Kavárna v Mladé frontě Dnes, Orientace v Lidových novinách). Z mnoha literárních cen si největší mediální pozornost vydobyla Magnesia Litera. Největším knižním festivalem se stal Svět knihy.

### Poezie

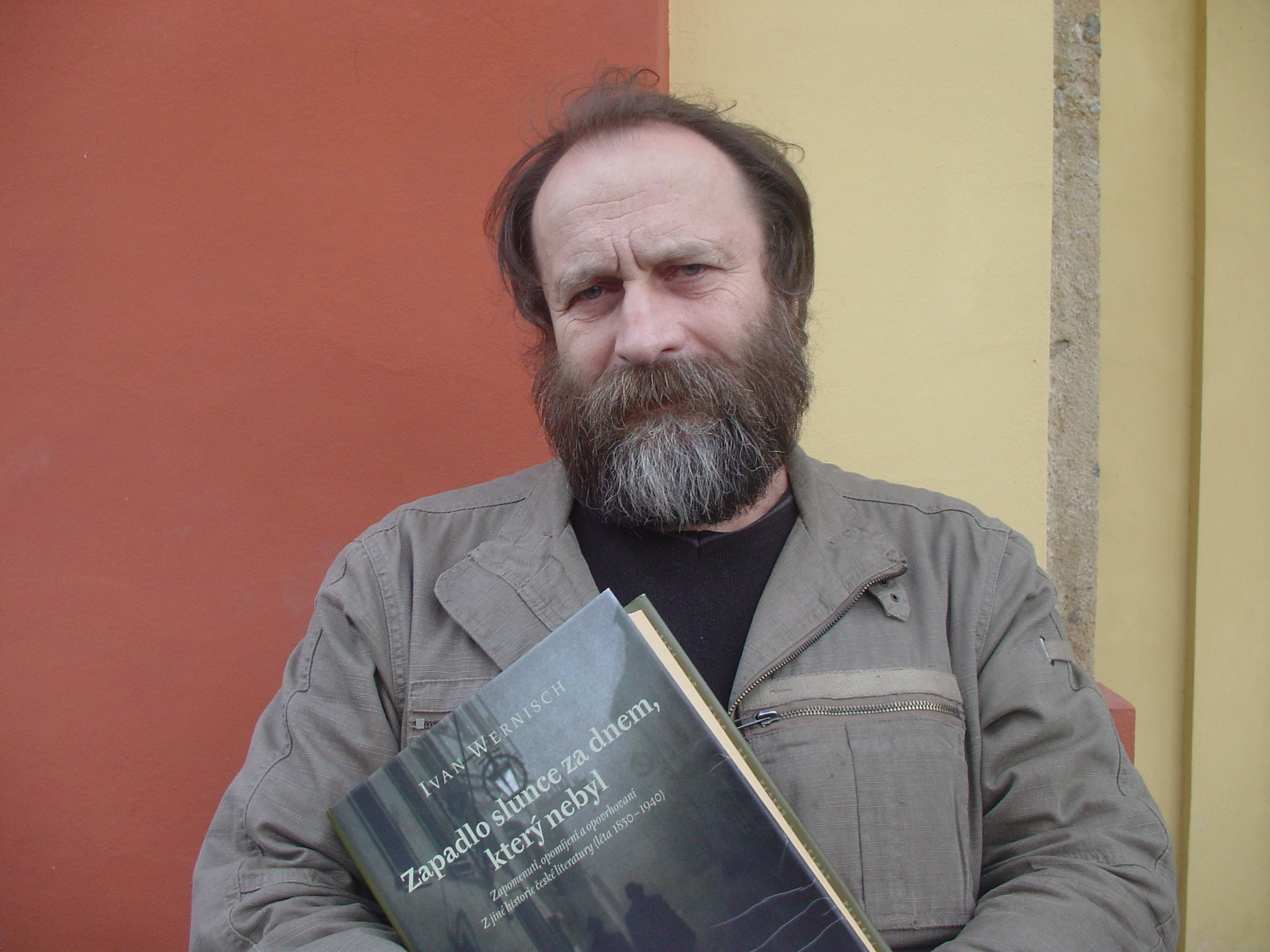
Ivan Wernisch

K nejvýznamnějším polistopadovým básnickým osobnostem patřil Ivan Wernisch. Jeho tvorba je velmi různorodá, nevyhýbá se anekdotám, aforismům, hříčkám, je také značně úvahová (Doupě latinářů, Proslýchá se, Hlava na stole, S brokovnicí pod kabátem). Jednu sbírku Wernisch napsal spolu s mladšími kolegy Milanem Ohniskem a Michalem Šandou, nazvali ji Býkárna (2006). Wernisch je též tvůrcem mnoha antologií.
Zbyněk Hejda v 60. letech patřil k autorskému okruhu časopisu Tvář, někdy je také řazen k expresionismu. Souborné vydání jeho básní z doby normalizace i prvních porevolučních let v roce 1996 se stalo literární událostí. Jeho nové verše byly často variacemi na díla básníků, které obdivoval (Blatného, Gellnera aj.).
Petr Král se vrátil z francouzského exilu, v Praze se natrvalo usadil roku 2005. Jeho poezie je označována za demytizující, skeptický pohled vrhá na vlastní vzpomínky i české dějiny. Zvláštní metodou, představenou například v oceňované knize Svědek stmívání (2007) je, že báseň je doprovozena prozaickou pasáží, v níž se vysvětluje, za jakých okolností vznikla, co ji motivovalo apod. Autor tak krom řady iluzí osobních či kolektivních demytizuje nakonec i poezii samotnou, z níž strhává závoj zázračného a nabízí čtenáři pohled "přímo do kuchyně". 

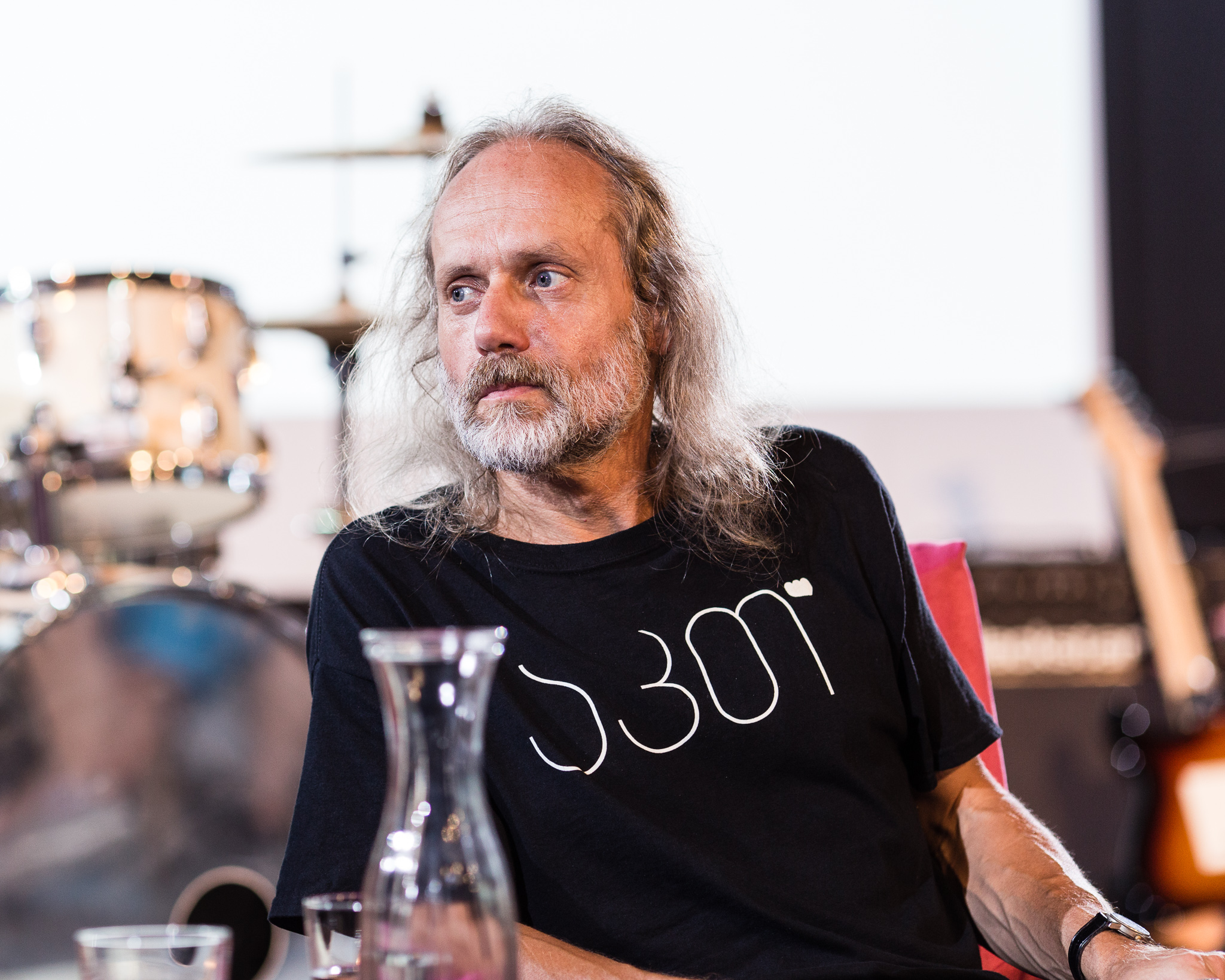
Petr Hruška

K nejúspěšnějším básníkům z těch, kdo debutovali až po roce 1989, patří Petr Hruška. Bývá označován za "básníka každodennosti". Zatímco v raných sbírkách (Obývací nepokoje, Měsíce) v této každodennosti objevoval mnoho kouzla, v pozdějších přibývá pocitů bezútěšnosti a skepse (zejm. Darmata).
Petr Borkovec se stal hlavním porevolučním reprezentantem poezie katolické a spirituální, hlásící se k odkazu Zahradníčka, Reynka či Renče. V prvních fázích jeho tvorby byla také většinou zakořeněna ve venkovském prostředí (Prostírání do tichého, Polní práce). V pozdějších letech se stala ale více "městskou" (inspirovanou mj. autorovým pobytem v Berlíně a Saint-Nazaire) a také hravou.
Bohumila Grögerová vystoupila po roce 1989 ze stínu svého partnera Josefa Hiršala a opustila také experimentální formy, které s ním kdysi rozvíjela. Především její sbírka Rukopis (2009) se dočkala ocenění za to, jakým způsobem poeticky zpracovala téma stáří, bolesti, nemoci, osamění a smrti.
Pavel Šrut se věnoval povětšinou tvorbě pro děti, ať už básnické (Veliký tůdle) nebo prozaické (Lichožrouti). Avšak přidal i několik sbírek pro dospělé, které se vyznačují podobnými znaky jako tvorba pro děti – hravostí, písňovostí, láskou k nonsensu. Sbírka Papírové polobotky (2001) ovšem zahrála i na temnější, skeptičtější struny. 

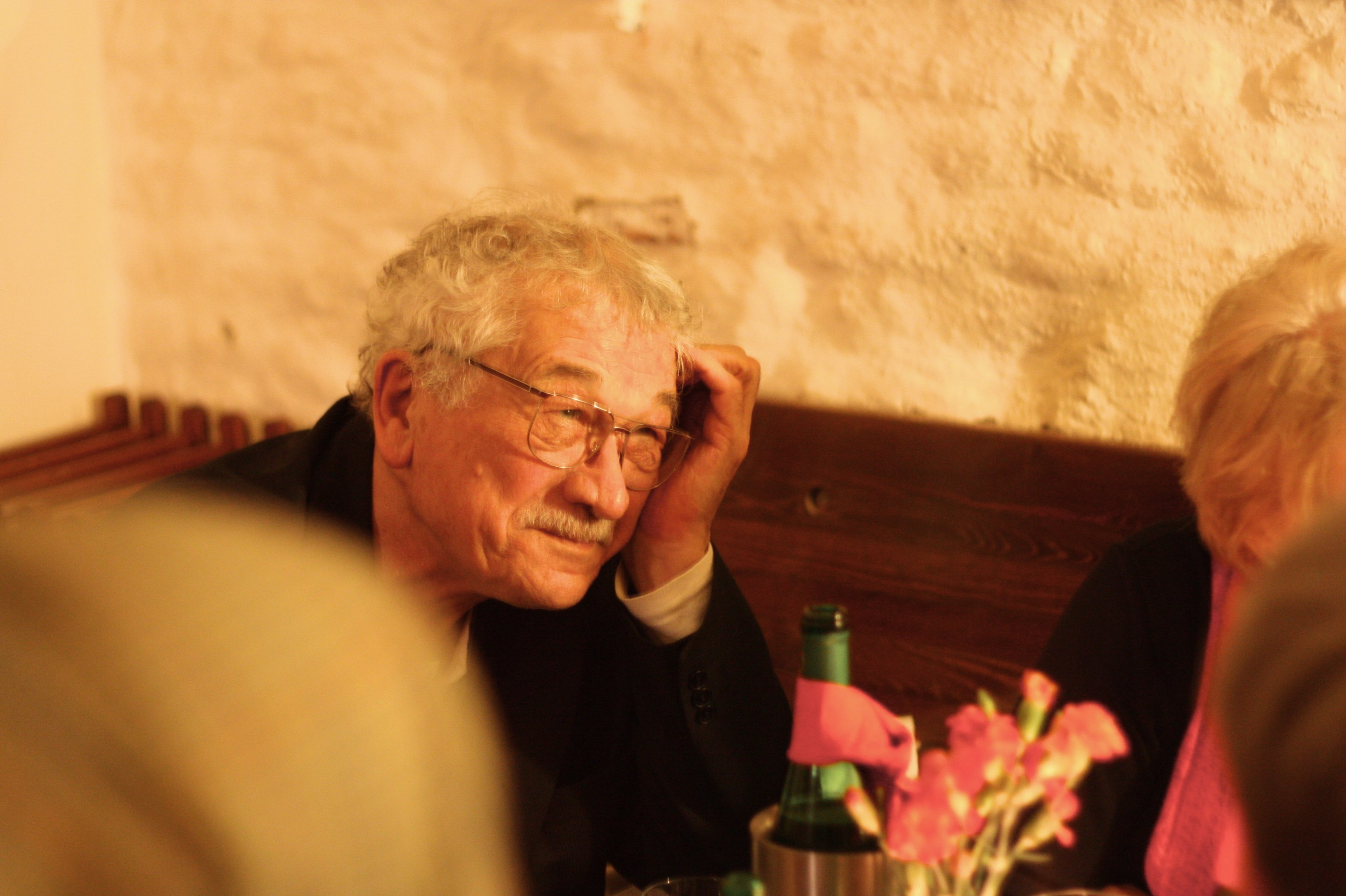
Karel Šiktanc

Nejoceňovanějším polistopadovým básníkem se stal Karel Šiktanc, který hned dvakrát obdržel prestižní Cenu Jaroslava Seiferta, cenu Magnesia Litera za poezii i Státní cenu za literaturu, což je bilance, kterou se může pochlubit jen on. Kořeny měl v generaci shromážděné kdysi kolem časopisu Květen, ale jádro jeho díla je polistopadové, byť v něčem zakořeněné v minulosti – láskou k tradičnímu rýmu, oblíbenými archaismy a biblismy, folklórními a venkovskými tématy. Tato východiska nicméně dokázal originálně variovat, čímž si udržel obdiv nových generací kolegů i kritiků. Přibyla i nové témata: odpor ke konzumu, tematizace tvůrčího procesu (zejm. Běseň), smrt a stáří (Vážná známost), město (Na Knížecí).
Poezie Miloslava Topinky bývá označována za obraznou a silně spjatou s obrazovým doprovodem, kterým své sbírky vybavuje. V jeho polistopadovém díle vyniká sbírka Trhlina (2002).

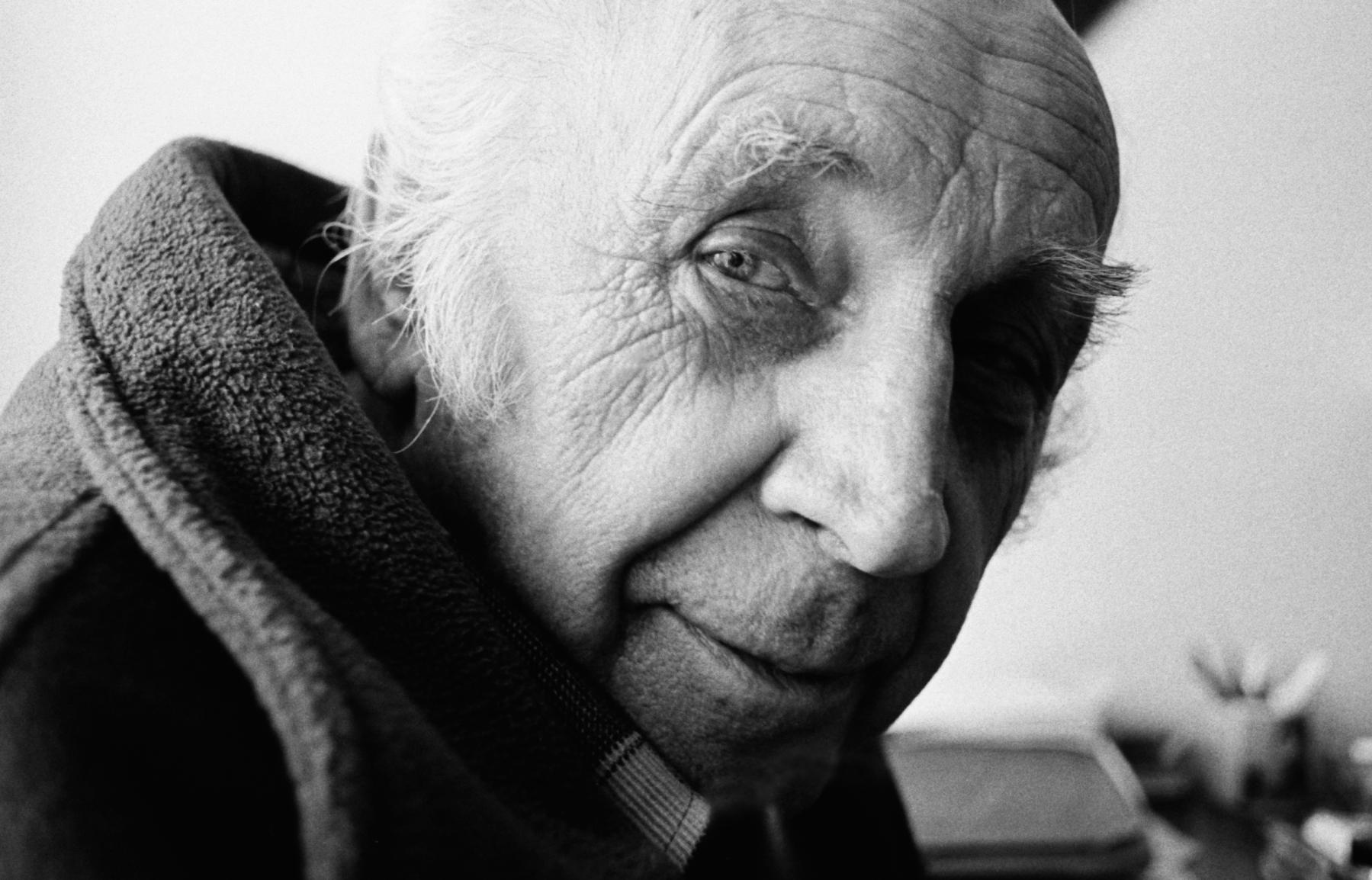
Emil Juliš

Emil Juliš před listopadem proslul experimentální poezií. Ale podobně jako jeho generační souputnice Grögerová se po revoluci vydal novým směrem. Jeho poezie je městskou, obzvláštním předmětem inspirace pro něj bylo město Most – ačkoli se narodil v Praze. V Mostě ovšem dlouho žil a jeho narušenost a "černá poezie" Juliše uhranuly, zejména ve sbírce Svět proměn (2004). Později se vrátil k básnickému experimentu.
Petr Kabeš býval řazen k expresionismu a jeho dílo mnozí považovali za neprostupné. Avšak po revoluci formu trochu zjednodušil a otevřel se i novým tématům, například jeho sbírka Cash (2001) otevřeně reaguje na proměnu doby a nástup nových komunikačních technologií. 

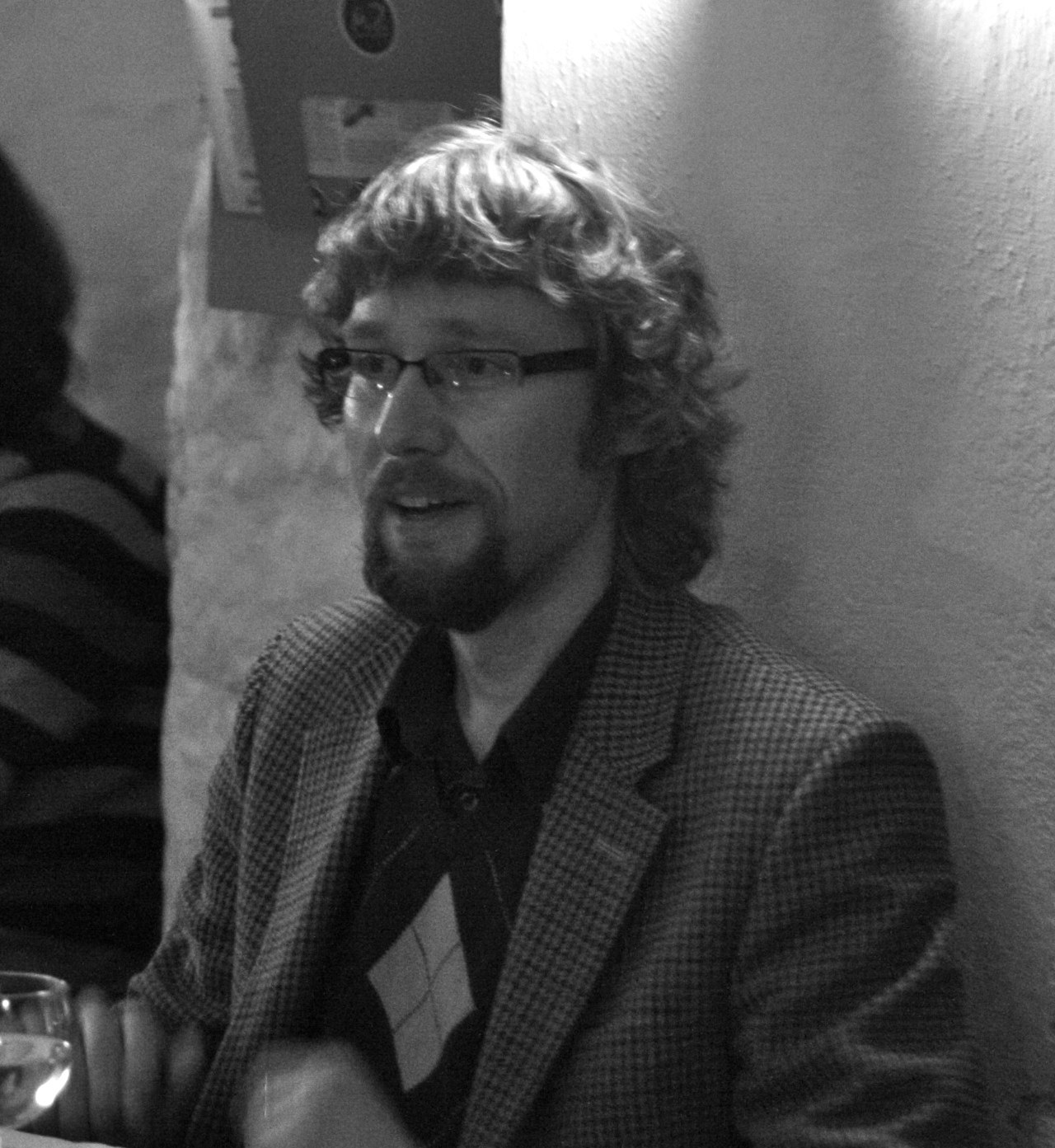
Bogdan Trojak

Bogdan Trojak patří k autorům pevně zakotveným ve svém regionu, jímž je u něj Slezsko, s jeho prolínáním českých a polských vlivů. Velmi typickým znakem jeho poezie je také pohádkovost a mytologičnost. K ceněným patří především jeho sbírka Pan Twardowski (1998). Pozoruhodná je také životnost časopisu Weles, který spolu s dalšími slezskými tvůrci ze stejnojmenné umělecké skupiny založil.
Ke stejné generaci "Husákových dětí" patří Radek Malý, který se otevřeně hlásí k expresionismu (německé expresionisty také často překládá), ale povětšinou se drží rýmu, takže působí ukázněněji než většina expresionistů. Jeho expresivnost je spíše v obsahu než formě – v pocitu marnosti, vykořeněnosti, odcizení, který někdy ústí v ironii a škleb. Ukázkové jsou v tomto směru sbírky Vraní zpěvy (2002) a Větrní (2005).
Viola Fischerová se vrátila do Prahy z exilu roku 1994. Rok předtím literárně debutovala. Její "deníková" poezie se dočkala značného uznání. Časem přešla ke spirituálnějším tématům, které si vynutilo stáří, aby se náhle prolomila k pozdním homoerotickým pocitům ve sbírce Písečné dítě (2007). Nová energie v její tvorbě jí roku 2009 vynesla i cenu Magnesia Litera, za sbírku Domek na vinici. Ta však byla poslední vydanou za jejího života.
K dalším oceňovaným polistopadovým básníkům patřili Antonín Brousek, Václav Jamek, Marie Šťastná, J. H. Krchovský, Jaromír Typlt, Jaroslav Pížl, Kateřina Rudčenková, Jan Těsnohlídek, Ewald Murrer, Božena Správcová, Vít Slíva či Jonáš Hájek.

### Próza

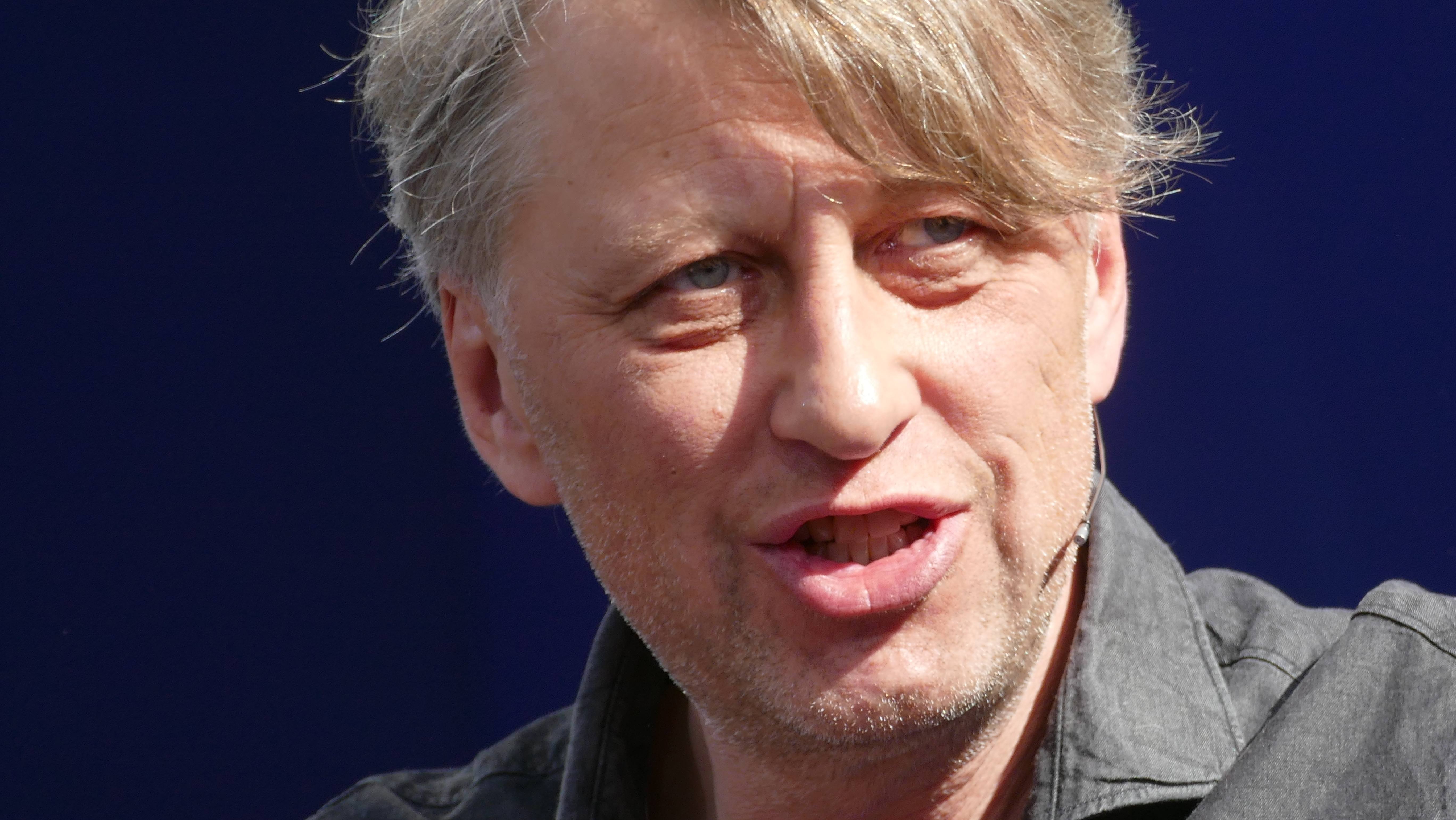
Jáchym Topol

K nejoceňovanějším autorům polistopadové prózy patří Jáchym Topol. Kořeny měl v předlistopadovém undergroundu, kde se prezentoval především jako básník. V 90. letech však přešel k próze. Literární kritiky přímo uhranul svým textem Sestra (1994), jenž byl mnohokrát označen za klíčový román 90. let, mapující velmi svébytným způsobem čas pádu komunismu a chaotickou éru, která následovala. Postavení hlavního autora "vážné literatury" Topol potvrdil románem Anděl (1995), zfilmovaným Vladimírem Michálkem pod názvem Anděl Exit. V další tvorbě se Topol ve dvou knihách vyrovnával s traumatem roku 1968 (Noční práce, Kloktat dehet). Tématem minulosti a traumat z ní je prodchnut i román Chladnou zemí (2009). Slovník Panorama české literatury po roce 1989 Topolův prozaický styl definuje "intenzivním zakoušením nesoudržnosti světa" , které se projevuje "typickým mísením různých vrstev jazyka". Dále je to prý "stírání hranic mezi snem a skutečností, mezi vzpomínkou a přítomností" a "věčný boj člověka se zlem". Zlem, které je vnitřní a pudové, "jakési temné víry, jež si každý jedinec nese v hloubi své duše".

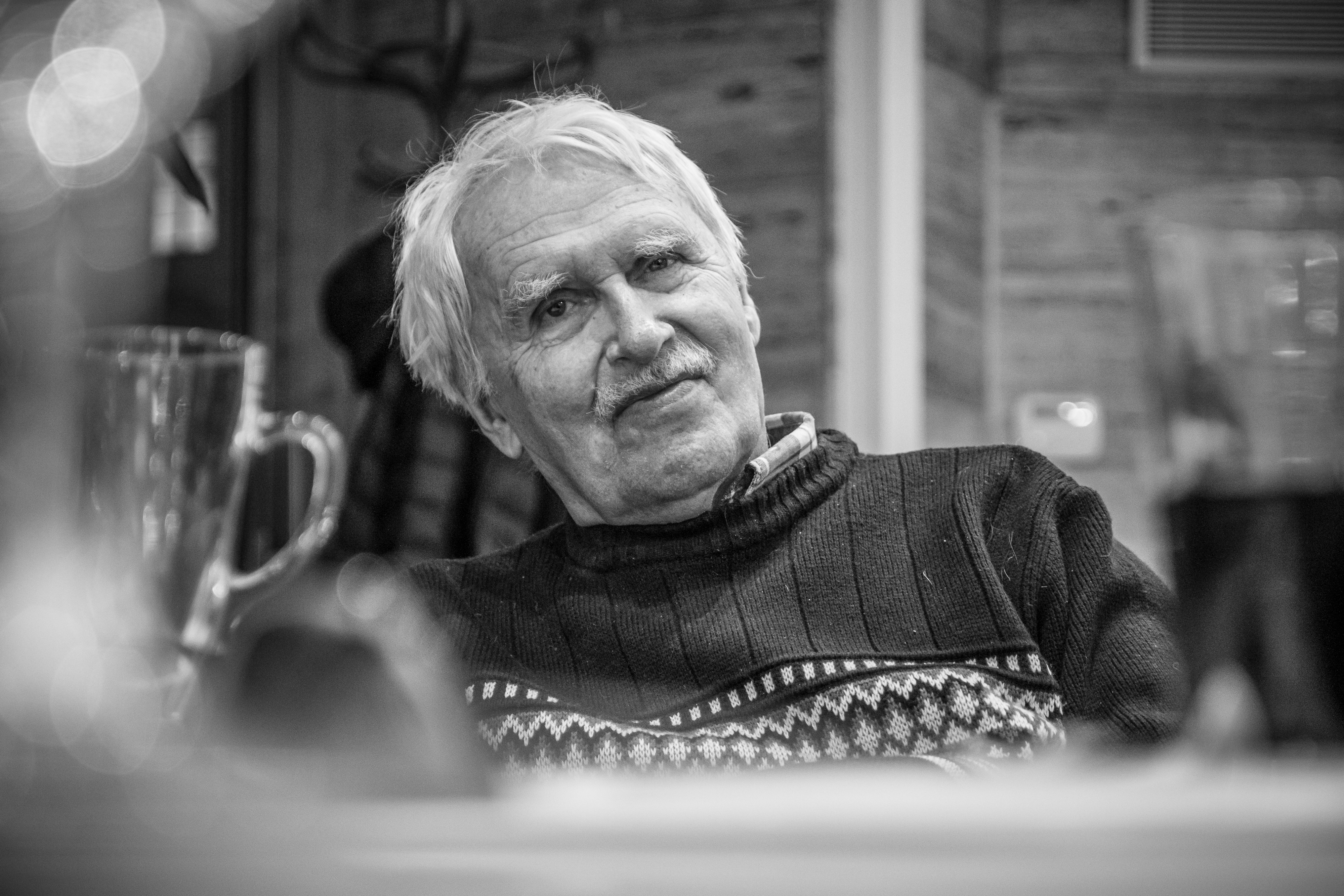
Jiří Kratochvil

Jiří Kratochvil v české literatuře představoval nejčistším způsobem postmoderní trendy. Jako jeden z mála autorů k tomuto směru řazených se k postmodernismu otevřeně, ba manifestačně přihlásil. A to jak manifestem Šťastný Sisyfos, tak kupříkladu názvem jedné své knihy povídek: Má lásko, Postmoderno (1994). Olomoučtí literární vědci o jeho díle napsali, že v něm "varuje před jakoukoli totalizací života, která se snaží celou společnost usměrňovat podle jediného mustru a okrádá člověka o možnost svobodného rozvíjení autentického příběhu". Tak jako pro Topola byla v jeho (prvních) prózách důležitá Praha, pro Kratochvila je to jeho rodné Brno – například v próze Avion (1995), inspirované osudy slavného brněnského hotelu. Kratochvil se také otevřeně hlásil k dědictví jiného slavného Brňana Milana Kundery, například v prózách Truchlivý Bůh (2000), Lady Carneval (2004) či Herec (2006). V Avionu je také znát blízkost k jinému známému postmodernistovi Umbertu Ecovi, hrdina románu se zaplete do pátrání po tajném spolku podobně jako hrdinové Ecova Foucaultova kyvadla. Kratochvilovy rané texty mají rozbitou strukturu vyprávění, jež zdůrazňuje pluralitu realit života, k takovým patří zejména Medvěd (1990) a jeho ještě rozbitější původní verze vydaná pod názvem Urmedvěd (1999) – tuto verzi mimochodem odmítl vydat pro její komplikovanou strukturu Milan Uhde ještě před listopadem v samizdatu. Pozdější Kratochvilova díla užívají již ke čtenáři vstřícnější linearizovanější vyprávění (např. Lehni, bestie!). 

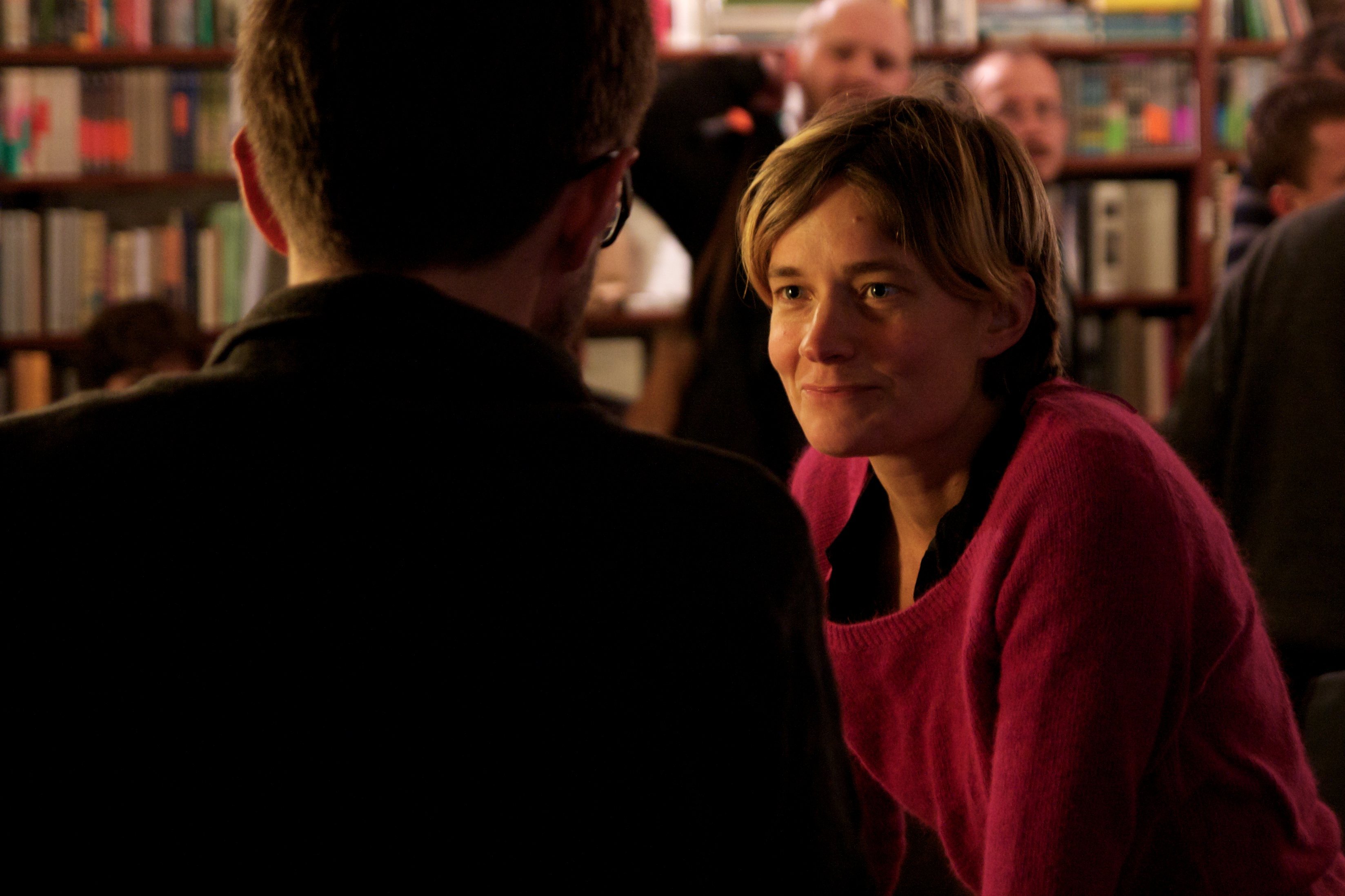
Petra Hůlová

Petra Hůlová v české literatuře reprezentovala v polistopadové éře poměrně typickou inspiraci málo známými kouty světa. V jejím debutu Paměť mojí babičce (2002) to bylo Mongolsko, v knize Stanice Tajga (2008) ruská Sibiř (podobně jako u Martina Ryšavého; u Jany Šrámkové to byl třeba Island). U Hůlové jde vždy o konfrontaci různých pohledů na realitu: a tak například v Paměti mojí babičce na sebe narážejí pohledy tří generací žen v jedné rodině. V knize Přes matný sklo (2004) jsou to světy matky a syna. V románu Strážci občanského dobra (2010) autorka provokativně konfrontuje všeobecně sdílené hodnoty demokratického světa pohledem přesvědčené komunistky. V próze Čechy, země zaslíbená (2012) se zase na Česko dívá očima ukrajinské imigrantky. Poměrně dosti diskusí vyvolal její román Stručné dějiny Hnutí, který na velkou část kritiků působil jako "varování před feministickou ideologií". Že však progresivistické trendy autorku asi až tolik netrápí, dokazuje například její kandidatura za Stranu zelených. 

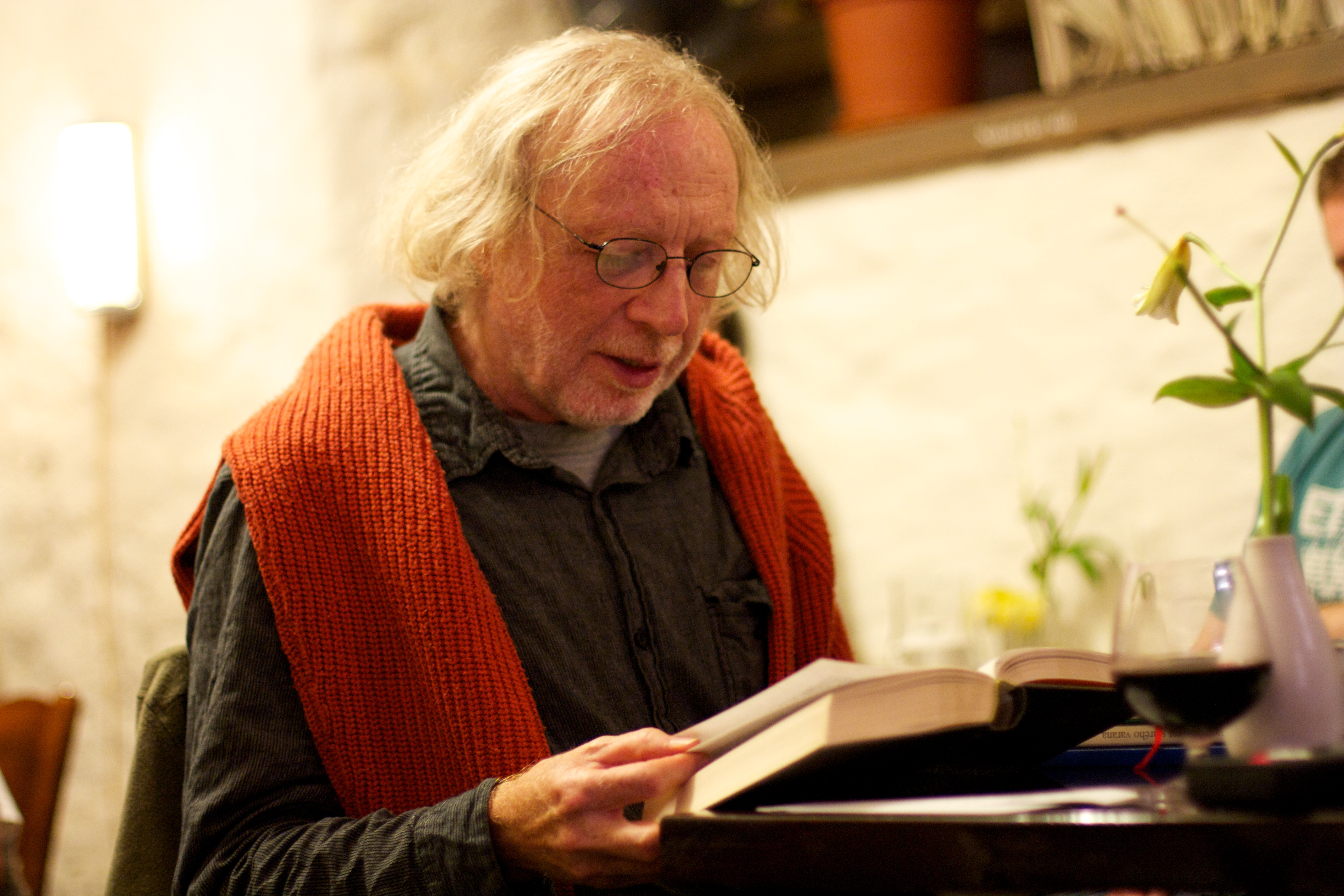
Michal Ajvaz

Michal Ajvaz opřel své prózy o filozofii fenomenologie. Nezříkal se zdánlivě povrchní tajuplnosti a někdy až detektivních zápletek (po vzoru Jakuba Arbese či své literární lásky Jorge Louise Borgese), brzy však jeho čtenář pokaždé zjistil, že byl konvenčním tajemnem či "detektivnem" nalákán do světa složitého filozofického tázání. Ještě více než u Topola a Kratochvila hraje v Ajvazových textech velkou roli město (povětšinou rodná Praha). Tajemný labyrint města je někdy až mysticizován (v tom má dosti blízko také k Daniele Hodrové). Takřka programovým se v tomto stal Ajvazův první román Druhé město (1993), kde hrdina nalezne v antikvariátu knihu v neznámém písmu, kterou pak luští a získává indicie k hledání tajného, jiného města, jež existuje paralelně s městem reálným. Podobné motivy lze nalézt v románu Prázdné ulice (2004) či Lucemburská zahrada (2011), kde však autor již opouští Prahu a pátrá po jakémsi velikém tajemství v ulicích mnoha světových metropolí, stejně jako měst zcela smyšlených. Někdy autor opustí motivy městské labyrintu a jeho tajemství, když přizná, že ústředním tématem, které ho zajímá, je vlastně jazyk a znakovost jako taková. Tak je tomu například v románu Zlatý věk (2001), v němž se hrdina vydá na ostrov v Atlantiku, kde vládnou jiná jazyková, znaková a logická pravidla než v euroatlantické civilizaci. Dle všeho je tato jinakost Ajvazovi sympatičtější než evropský logos a v tomto smyslu ho lze řadit do blízkosti poststrukturalistických filozofů. 

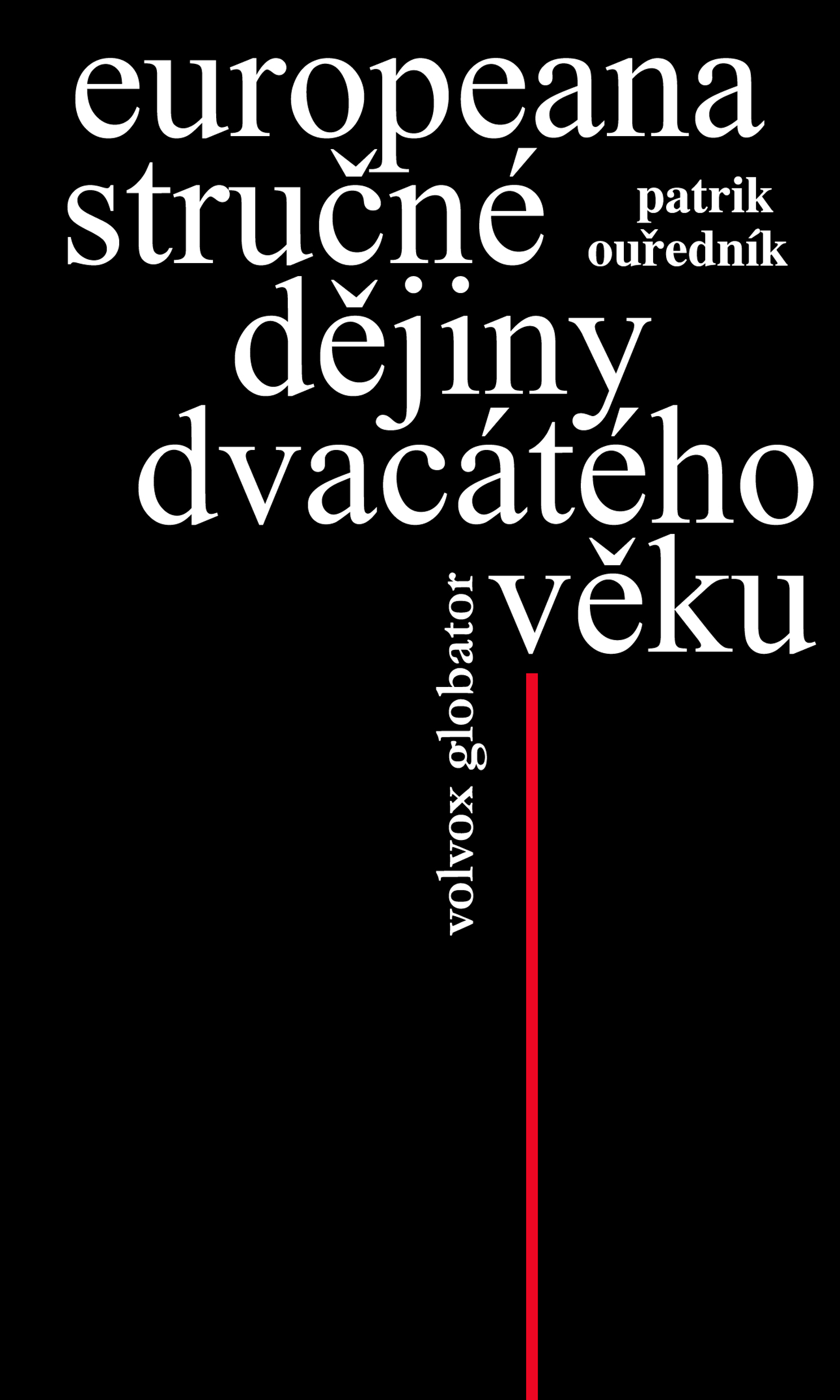

Patrik Ouředník měl své myšlenkové zázemí v jazykovědě. Jazykem se zabýval v řadě esejů (např. Utopus to byl, kdo učinil mě ostrovem), jako překladatel a proslul též svým Šmírbuchem jazyka českého, který slovníkovým způsobem mapuje argot, vulgarismy, slang a lidovou mluvu. Sám autor byl bilingvní, v jeho rodině se vždy mluvilo česky i francouzsky. Jazyk byl pro Ouředníka však nejen předmětem teoretického zájmu, vnímal ho také jako zbraň, zásadní až jedinou, proti totalitarismům všeho druhu. Toto své přesvědčení vtělil zejména do prózy Europeana (2001), která se stala jednou z nejpřekládanějších českých polistopadových knih. Hrůzné dějiny 20. století plné masového vraždění a ideologických manipulací jsou převyprávěny jazykem, jehož subjektivnost a lidová svobodomyslnost všechny ideologie a manipulace poráží a paralyzuje (podobný motiv je ostatně často připisován Haškovi či Hrabalovi). Jazyk a jeho moc tematizoval autor i v prózách Příhodná chvíle 1855 (2005) či Ad Acta (2006).
Daniela Hodrová byla jakousi syntézou jazykového zájmu Ouředníkova a fascinace městem Ajvazovy. Sama byla literární vědkyní (ovlivněnou zejména Michailem Bachtinem a Jurijem Lotmanem) a literaturou se zabývala v mnoha studiích a esejích (Hledání románu, Román zasvěcení). Také poetiku místa uchopovala i analyticky (studie Citlivé město). Ve svých beletristických dílech se zaměřila na místo jediné, poměrně malý prostor mezi pražskými čtvrtěmi Vinohrady a Žižkov, kde se narodila. Postavila mu románový pomník v trilogii, kterou se přihlásila na začátku 90. let o výsostné postavení v české literatuře (zhruba ve stejné době a s podobnými tématy jako Ajvaz). Trilogii nazvala Trýznivé město a tvořily ji romány Podobojí (1991), Kukly (1991) a Théta (1992). Město je u Hodrové mysticizováno, jeho zákoutí či běžné interiéry jako koupelna jsou odhaleny jako sakrální, ba magické prostory, kde lze sestoupit do podsvětí či zásvětí a zažít zasvěcení. Toto zasvěcení však není jen osvobozující a povznášející, u Hodrové je též vždy bolestné, zraňující či natrvalo znetvořující.

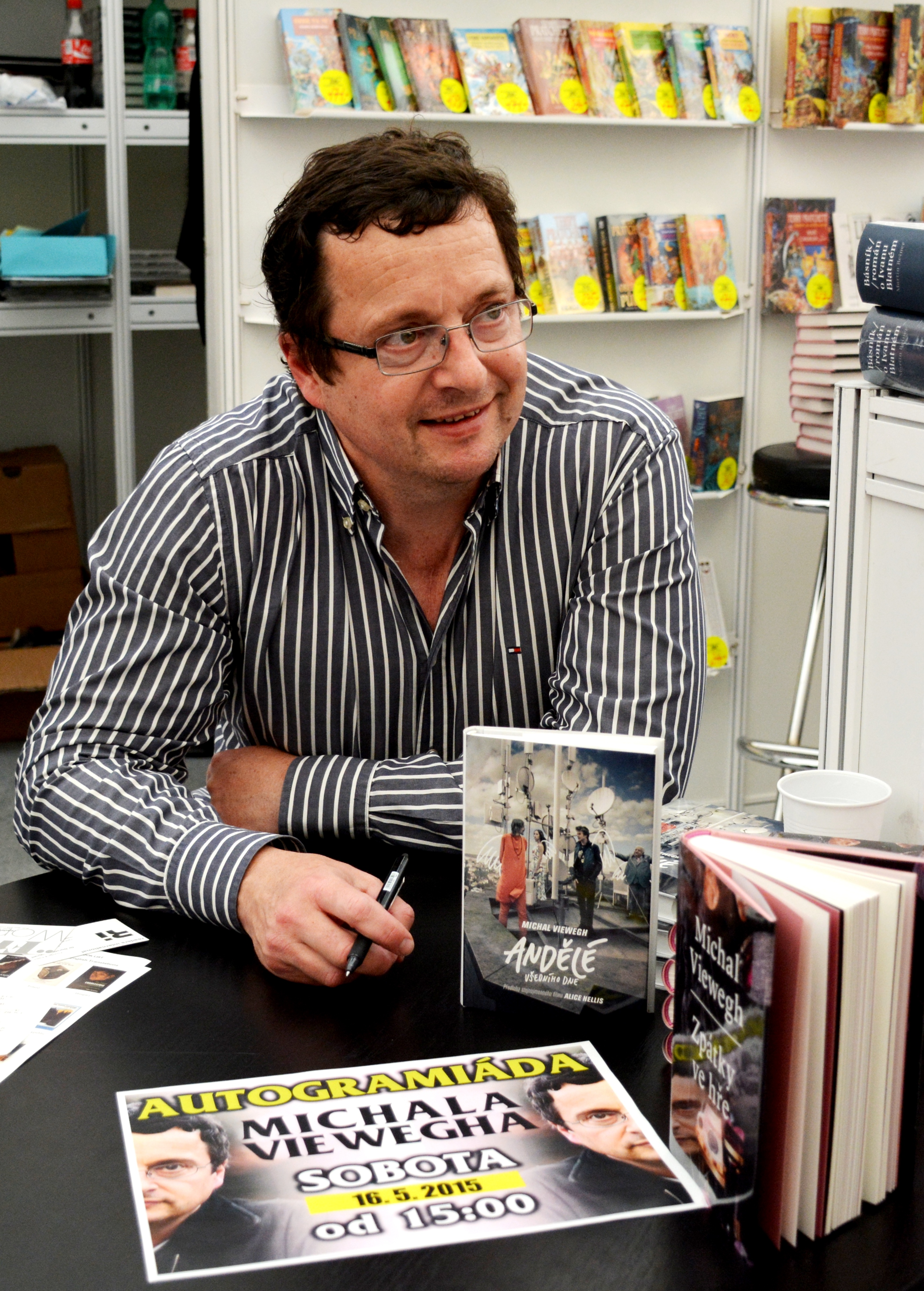
Michal Viewegh

Michal Viewegh byl na začátku 90. let uvítán literární kritikou v české literatuře jako velký talent a hlavní adept na splnění úkolu vytvořit román společenský, postmoderně intertextuální i hravý a zároveň přístupný nejširším čtenářským vrstvám. Nadšení vzbudil především jeho první román Báječná léta pod psa (roku 1997 zfilmovaný Petrem Nikolaevem). Autorovy další romány Výchova dívek v Čechách (1994) či Účastníci zájezdu (1996) si udržely přízeň čtenářů, avšak již nikoli kritiků, což vedlo k autorově nepříliš produktivní válce s literární kritikou, s níž si vyřizoval účty často přímo na stránkách svých knih. Viewegh si udržel pozici nejprodávanějšího autora i nadále, zejména svým zábavným čtením pro střední třídu a o ní (Povídky o manželství a sexu, Román pro ženy, Biomanželka, Andělé všedního dne). Časem také neodolal tomu angažovat se v literatuře i politicky a vedle kritiků začal ve svých románech pronásledovat zvláště Václava Klause (Báječná léta s Klausem, Mafie v Praze, Mráz přichází z Hradu). Novou tematiku do jeho textů přinesla až závažná nemoc (Můj život po životě).

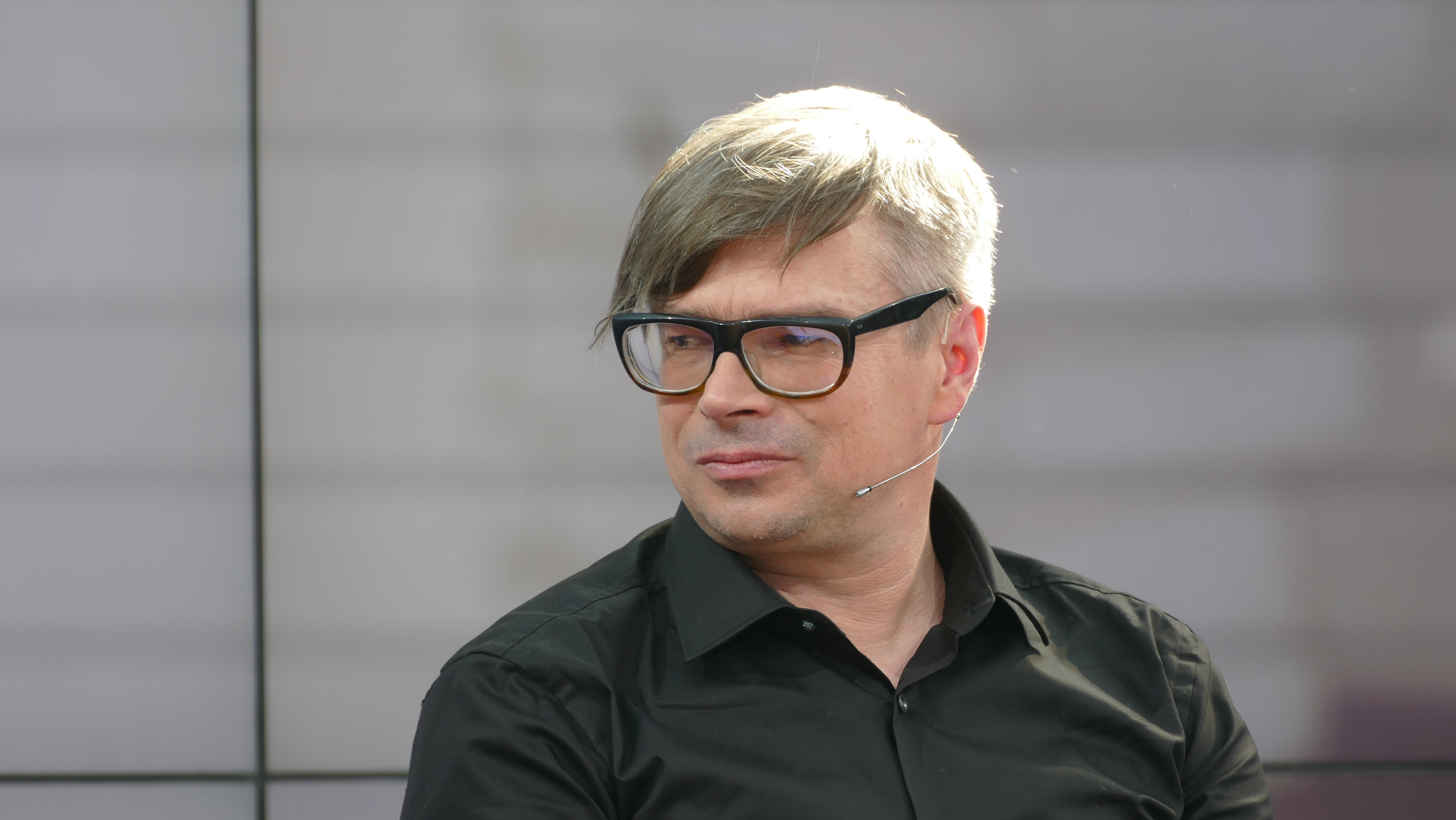
Jaroslav Rudiš

Ani Jaroslav Rudiš si nemohl stěžovat na čtenářskou nepřízeň. Patřil ke generaci, která strávila mládí na stážích či kavalírských cestách různě po Evropě, proto se i jeho prózy často odehrávají v zahraničí, zejména v Německu, kde takřka zakořenil. Přímo v Berlíně se odehrává jeho úspěšná prvotina Nebe pod Berlínem (2002). Děj této i většiny ostatních Rudišových próz je autobiografický, jazyk je hovorový, tempo vyprávění svižné – podobně jako punková hudba, která je nejen formálním vzorem, ale často i tématem děje. Jako v románu Konec punku v Helsinkách (2010), taktéž se odehrávajícím v Německu, byť v nekonkrétním "městě trubek". Přímočarým punkerem, byť poněkud nahnědlým, je i hrdina novely Národní třída (2013), zfilmované roku 2019 Štěpánem Altrichterem. V Grandhotelu (2006) Rudiš uctil své rodné severní Čechy. I tento román byl zfilmován, Davidem Ondříčkem roku 2006. 

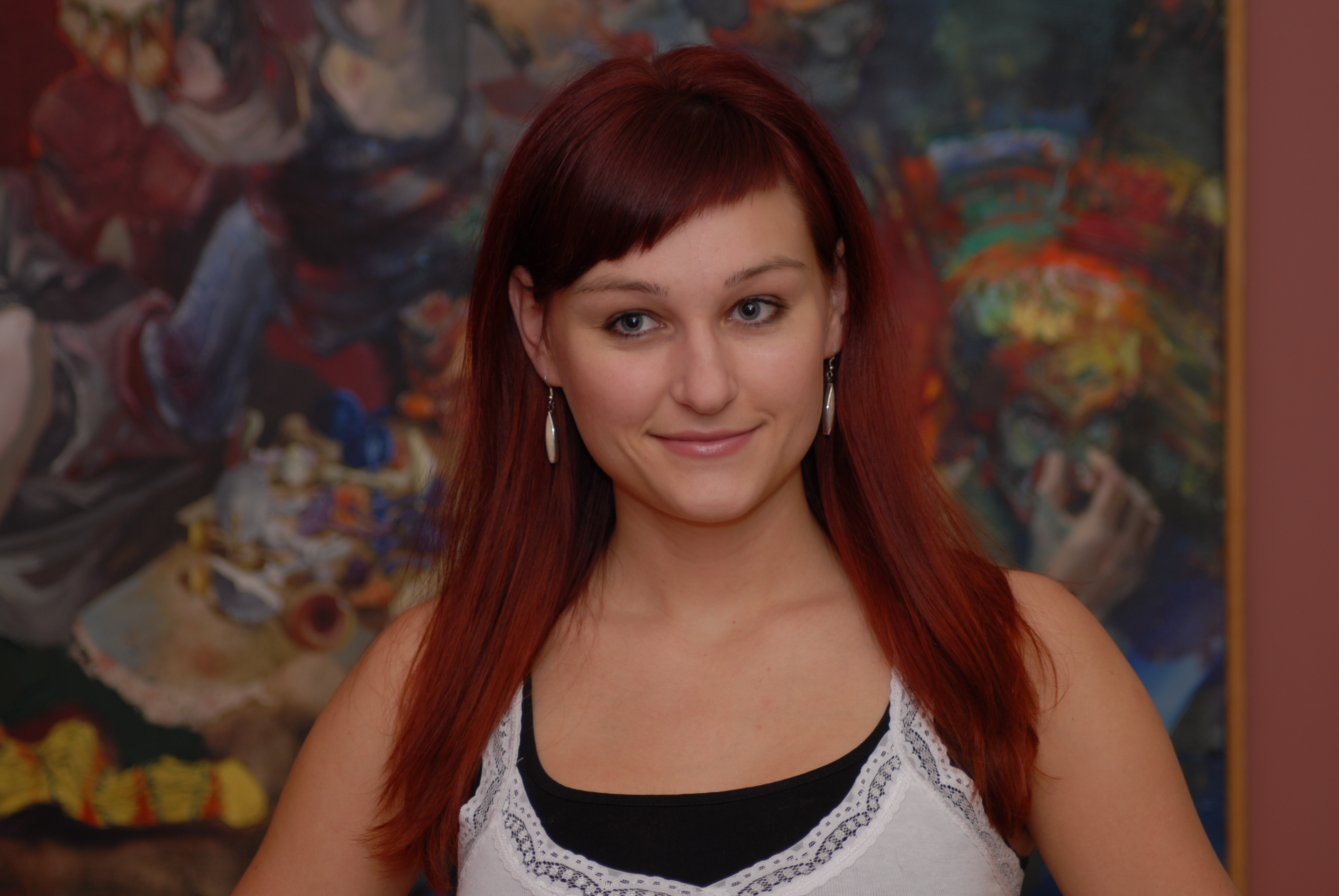
Kateřina Tučková

Radka Denemarková byla typickou představitelkou "vyrovnávání se s minulostí", které se stalo dosti častým syžetem polistopadové prózy - kupodivu se mnohem spíše než minulost komunistická předmětem tohoto vyrovnávání stalo sudetoněmecké téma a odsun Němců v roce 1945. U Denemarkové v románu Peníze od Hitlera (2006). Velmi podobný přístup zvolila Kateřina Tučková v románu Vyhnání Gerty Schnirch (2009). Autoři Paranomatu české literatury po roce 1989 k těmto jejich pokusům poznamenali: "U Denemarkové a Tučkové nakonec snaha o neschematické a neobvyklé ztvárnění válečných a těsně poválečných událostí vyústila ve schémata nová, založená na takřka flagelantském odhalování českých provinění a zločinů za současného upozaďování až přehlížení těch německých". Poněkud obecněji se k tématu lidského zla Denemarková vztáhla v diptychu Kobold (2011). Tučková se u širokých čtenářských vrstev později etablovala především bestsellerem Žítkovské bohyně (2012), kde zpracovala originální téma vesnických léčitelek moravských Kopanic, jejichž archaický svět byl ve 20. století konfrontován s velkými dějinami a ideologiemi moderního světa.
Prózy Jana Balabána jsou povětšinou zakořeněny v Ostravě, kde autor žil, ačkoli se narodil v Šumperku. Ta ale není nahlížena poeticky či patrioticky, ale její bezútěšné industriální dědictví většinou jen přispívá k rozkladu autorových hrdinů – rozervaných, nespokojených, trpících, vyprázdněných, zmatených, nenacházejících řád a naději, a to ani ve víře. Takovými postavami přetékají Balabánovy povětšinou povídkové knihy Boží lano (1998), Prázdniny (1998) nebo Možná že odcházíme (2004). S řadou jiných autorů polistopadové literatury Balabána pojil vypjatý antikomunismus (Topol, Kratochvil, Dousková, Novák, Stránský), který je cítit zvláště v prózách Kudy šel anděl (2013) a Zeptej se táty (2010), kde je rozbitost hrdinů připisována komunistické minulosti či estetice panelových sídlišť asi nejvíce.
Také Hana Andronikova se hodně vztahovala k minulosti, zvláště ve své úspěšné prvotině Zvuk slunečních hodin (2001), kde se inspirovala rodným Zlínem a jeho baťovskou historií. Těžká nemoc, která nakonec předčasně ukončila Andronikové život, se stala námětem jejího románu Nebe nemá dno (2010), v němž se vydává na zasvěcovací cestu do peruánského pralesa a Nevadské pouště. Cestu, která má opravit vypravěččinu duši, a tím i nemocné tělo.

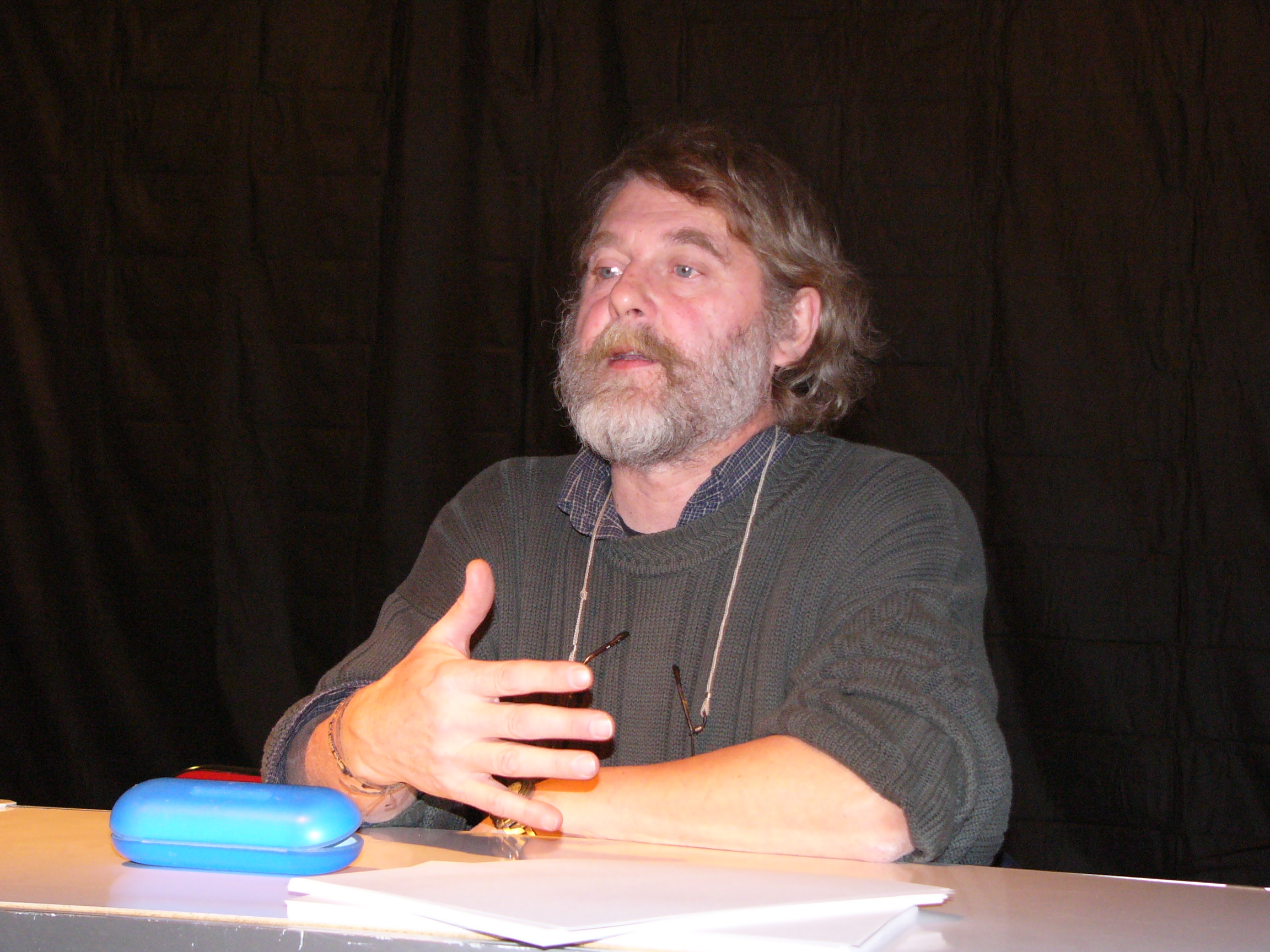
Petr Šabach

Petr Šabach se stal jedním z nejprodávanějších českých autorů pokomunistické éry a zásobárnou námětů českých filmařů. Některé z těchto filmů se staly klasikou (zejm. Hřebejkovy Pelíšky), což ještě znásobilo autorovu popularitu. Šabachova próza je psána obvykle v lehkém tónu, proto bývá někdy řazena k literatuře humoristické. Velmi často se námětem úsměvného pohledu stala komunistická minulost (Jak potopit Austrálii, Šakalí léta, Hovno hoří, Babičky, Opilé banány, Občanský průkaz). Směšnou personifikací starého režimu byla u Šabacha obvykle uniformovaná otcovská postava, zjevně inspirovaná autorovým otcem. Toto opakování stylu a tématu začalo některé kritiky po čase obtěžovat, avšak čtenářům zjevně nevadilo. Občas ale Šabach styl a témata měnil, zejména v románu Zvláštní problém Františka S. z prostředí psychiatrické léčebny.
Zuzana Brabcová se také nevyhnula tématu dospívání v normalizaci, její pohled v románu Daleko od stromu (1991) je ale o dost depresivnější než u Šabacha. Nejoceňovanějším byl její druhý román Zlodějina (1995). Oba poslední Brabcové romány –  Rok perel (2000) a Stropy (2012) – jsou z prostředí psychiatrické léčebny. Témata jako homosexualita, drogová závislost či traumatizující minulost jsou branou k obecnějšímu, až mytologickému tématu sestupu do podsvětí, kde hrdinka hledá sebe i pravdu o světě. 

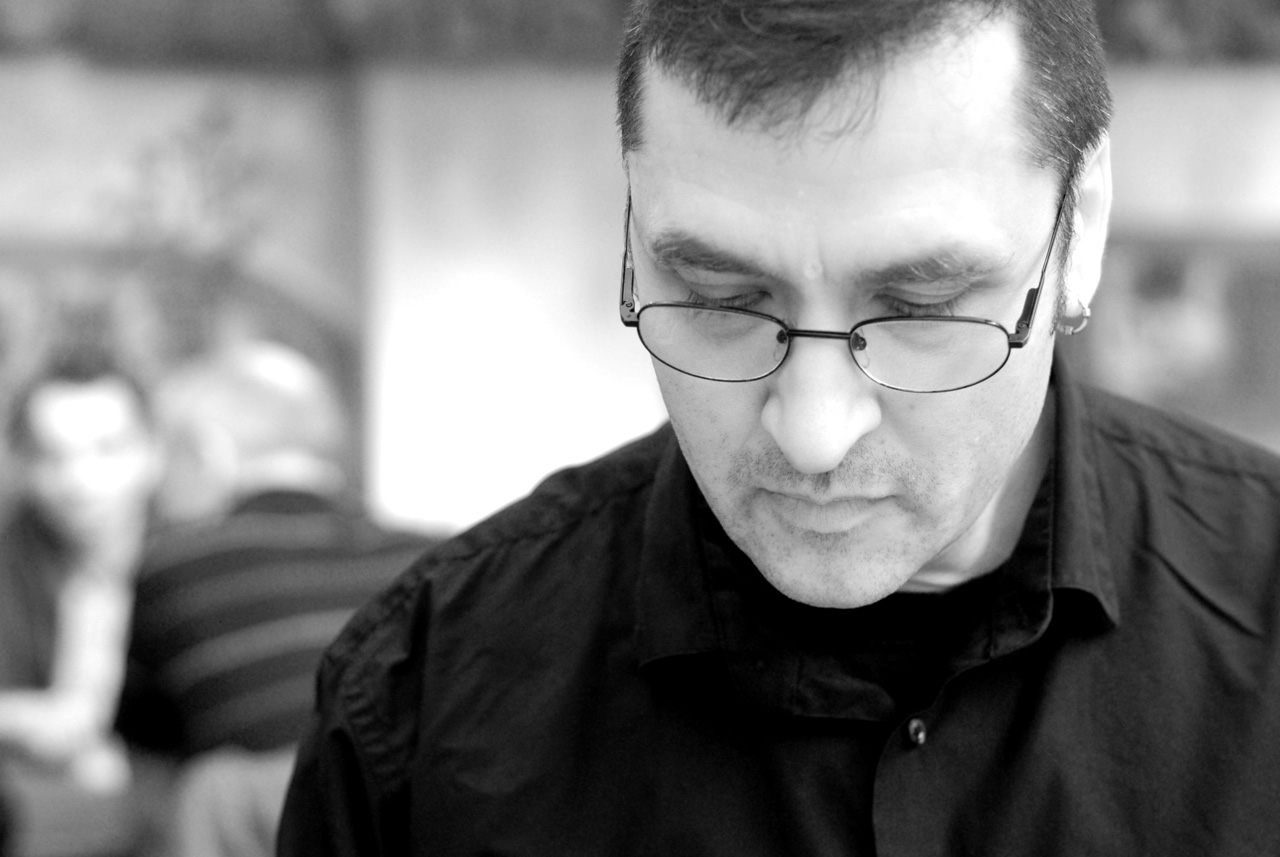
Emil Hakl

Jen tři autoři získali v polistopadové historii dvakrát cenu Magnesia Litera za prózu. Patří k nim Emil Hakl. Začínal jako básník, ale v roce 2001 se plně oddal próze, nejprve povídkovou knihou Konec světa (2001), v níž jsou ještě hodně cítit Haklovy kořeny v undergroundu. Román Intimní schránka Sabriny Black (2002) je jakousi analýzou 90. let a obnovování českého kapitalismu. Dosti hořce je ohledán svět novodobých snobů v reklamní agentuře, kde se značná část románu odehrává, naivních iluzí prvních podnikatelů a počínajícího konzumerismu, z čehož všeho hrdina hledá únik. Mnohem intimnější jsou prózy O rodičích a dětech (2002) a Pravidla směšného chování (2010), v nichž klíčovou postavou je hrdinův otec – byť ve druhém případě dění a hrdinovo hledání iniciuje jen svou smrtí. V románu Skutečná událost Hakl potvrdil, že nepatří k opakovačům jednoho schématu či jedné poetiky, když otevřel nové téma – protisystémového násilí a terorismu. V knize Umina verze autor dokonce nahlédl do světa sci-fi.
Také Martin Ryšavý, původně filmový dokumentarista, zaujal porotu Magnesie Litery v kategorii próza hned dvakrát. Obě jeho oceňované prózy Cesty na Sibiř (2008) a Vrač (2010) jsou z ruského východu, který poznal právě při natáčení dokumentů. Kritiky zaujala kombinace pečlivé faktografie – etnografické, sociologické či historiografické – a neotřelého nakládání s jazykem.
Antonín Bajaja a Jiří Hájíček patřili k těm polistopadovým spisovatelům, které neuhranulo ani město, ani divočina, ale těžili příběhy a náměty z české vesnice. Bajaja především v románech Zvlčení (2003) a Na krásné modré dřevnici (2009), Hájíček zejména v Selským baroku (2005) a Rybí krvi (2012). Zatímco pro Bajaju je venkov důležitý především blízkostí k přírodě a jejímu přirozenému řádu (symbolizovanému vlčí smečkou v románu Zvlčení), Hájíčkovy romány patří k linii "vyrovnávání se s minulostí" a řeší kolektivizaci 50. let a devastaci krajiny v 80. letech (kvůli stavbě jaderné elektrárny Temelín). Zajímavé je, že oba autoři se narodili v poměrně velkých městech – Bajaja ve Zlíně, Hájíček v Českých Budějovicích.
Především román Patriarchátu dávno zašlá sláva (2003) udělal z Pavla Brycze zástupce magického realismu márquezovského typu v české literatuře. I Brycz se inspiroval východem, konkrétně Ukrajinou, a to i v další své próze Svatý démon (2009). Ovšem magický realismus nebyl jediný styl, který autor rozvíjel. Jeho dvoudílná Tátologie je kupříkladu přiřaditelná k humoristické literatuře. Silným tématem je pro autora rovněž rodný Most (Jsem město, Mé ztracené město).
Z dalších jmen polistopadové prózy lze vzpomenout Tomáše Zmeškala (zejm. Milostný dopis klínovým písmem), Miloše Urbana (Hastrman, Sedmikostelí, Santiniho jazyk), Petru Soukupovou (K moři, Zmizet) nebo Jana Nováka (Zatím dobrý).

### Literatura pro děti a mládež

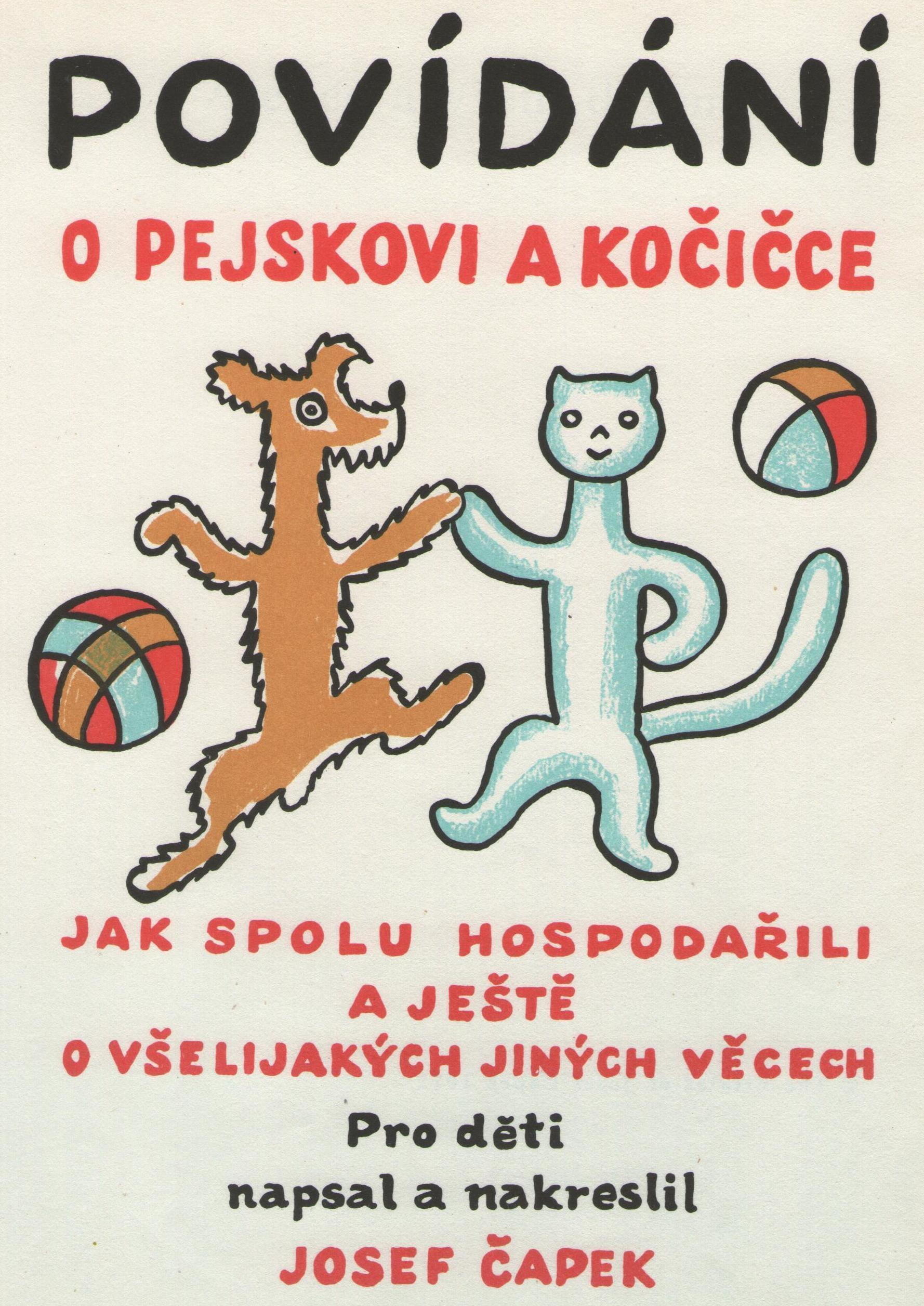
Kniha Josefa Čapka

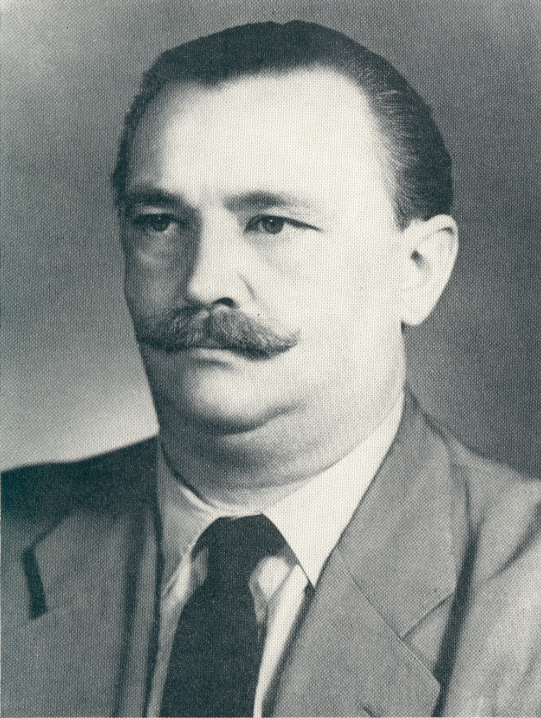
Jiří Trnka

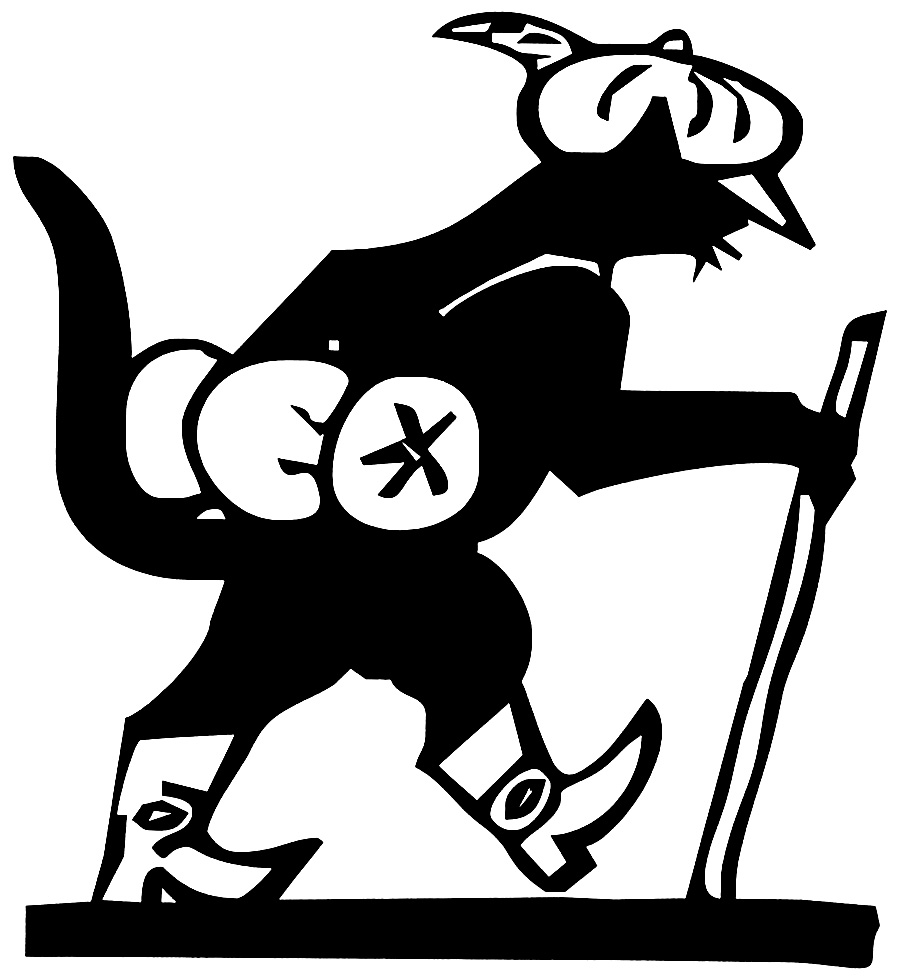
Kocour Mikeš

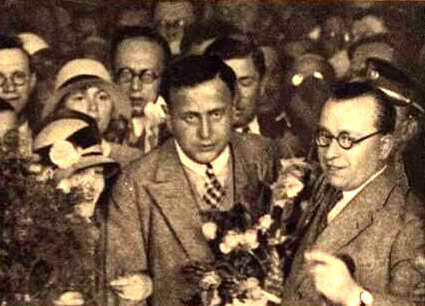
František Běhounek

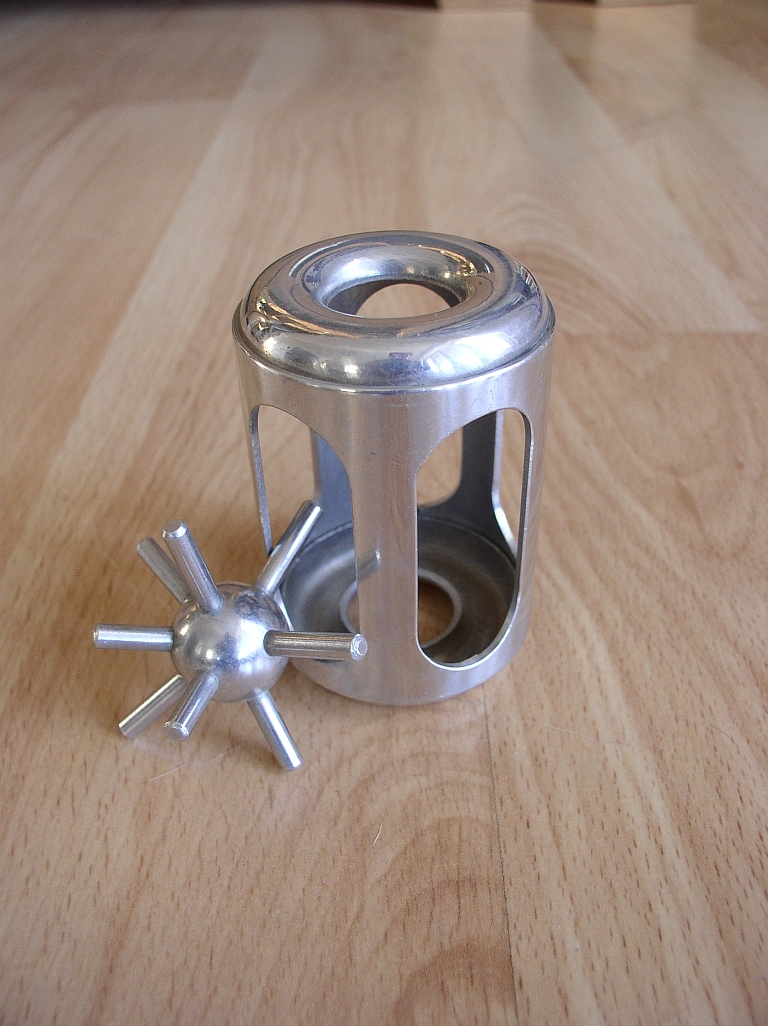
Ježek v kleci, hlavolam z knih o Rychlých šípech

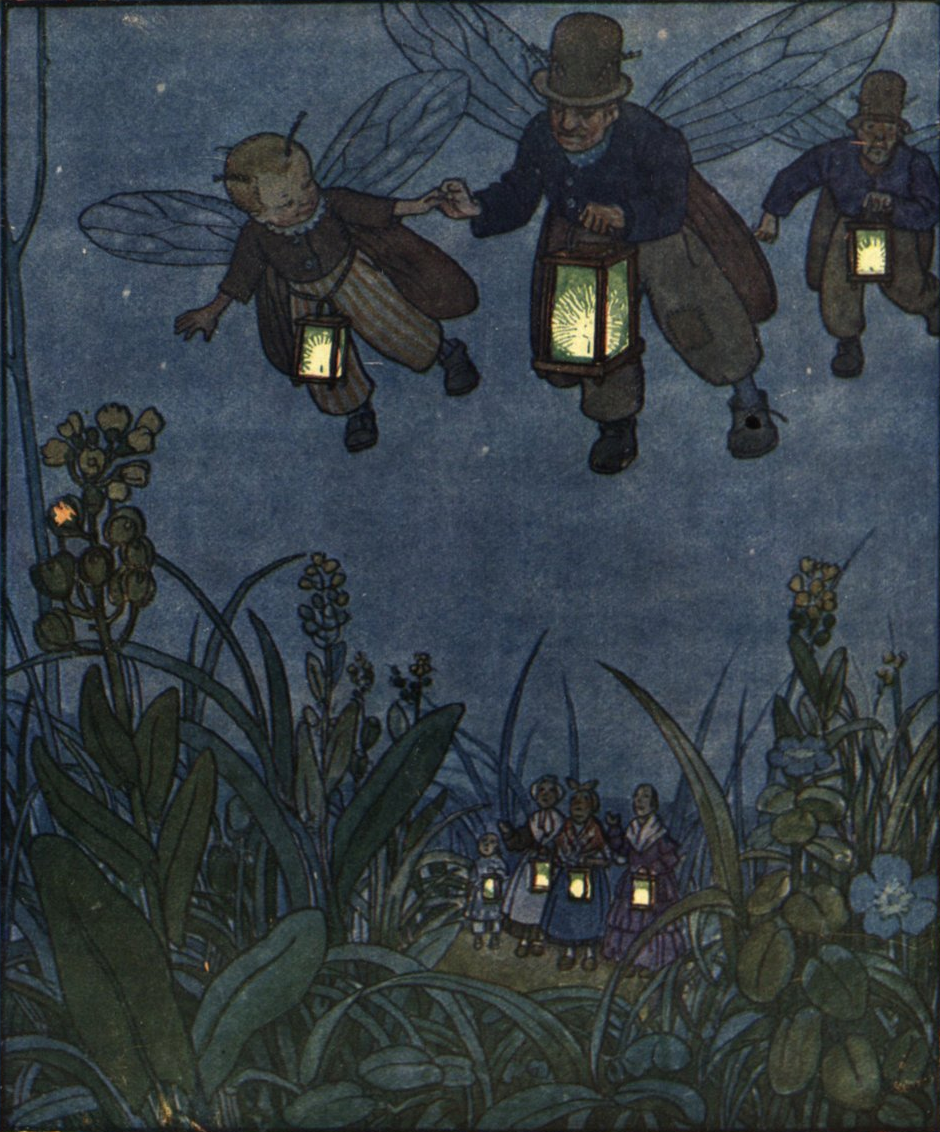
Ilustrace Josefa Weniga ke Karafiátovým Broučkům

### Humoristická literatura

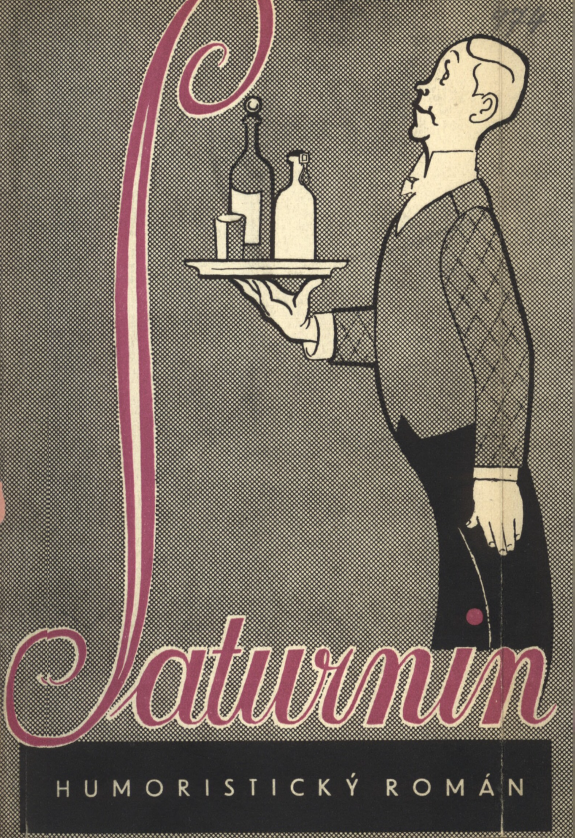
První vydání Saturnina

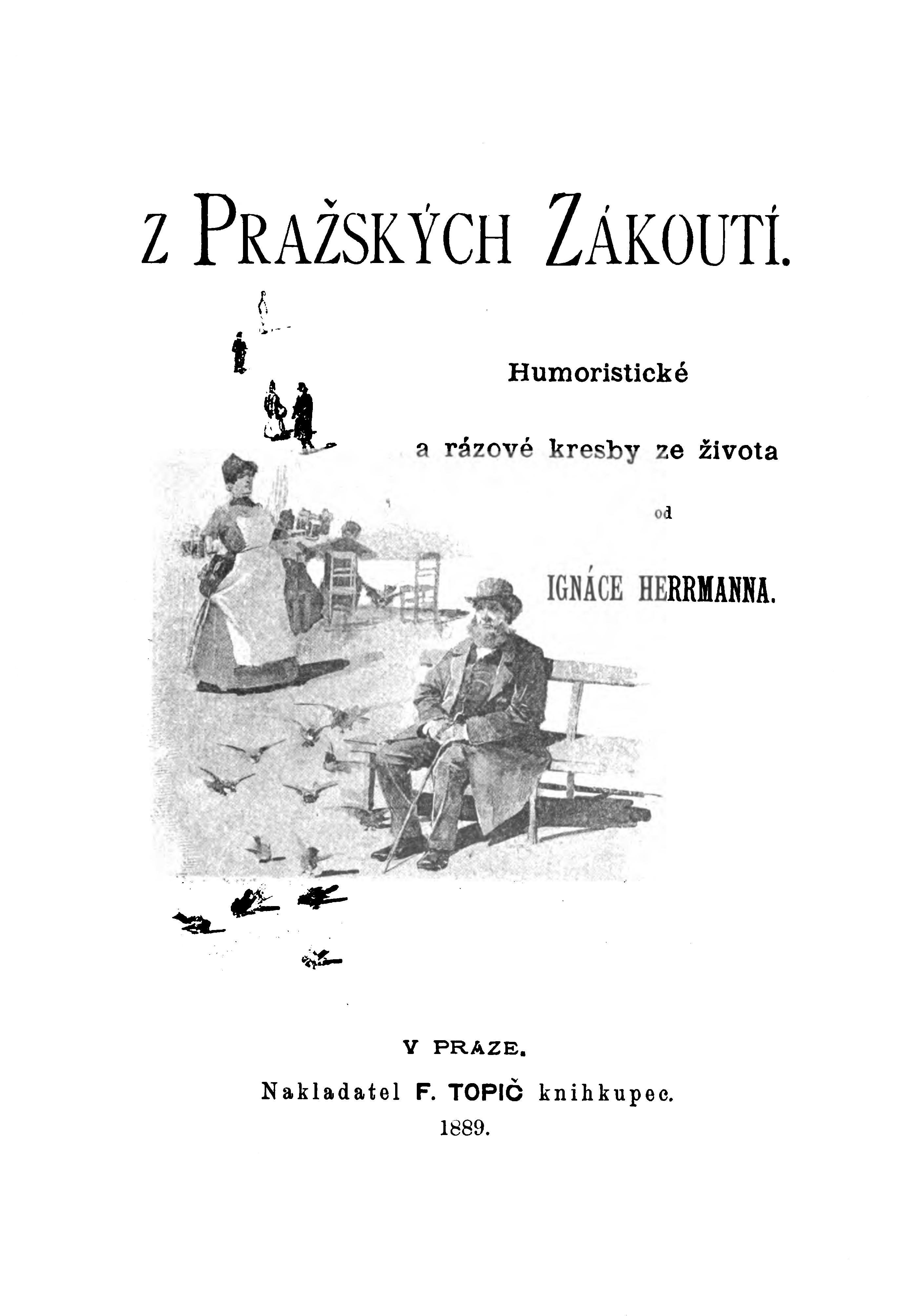
Z knihy Ignáta Herrmanna

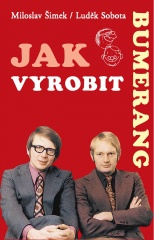
Miloslav Šimek a Luděk Sobota

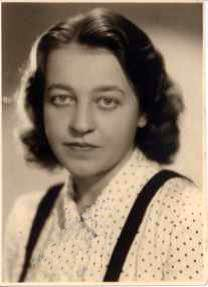
Fan Vavřincová

### Detektivka a krimi

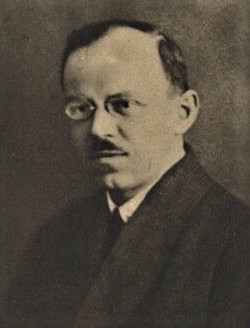
Emil Vachek

### Sci-fi a fantasy

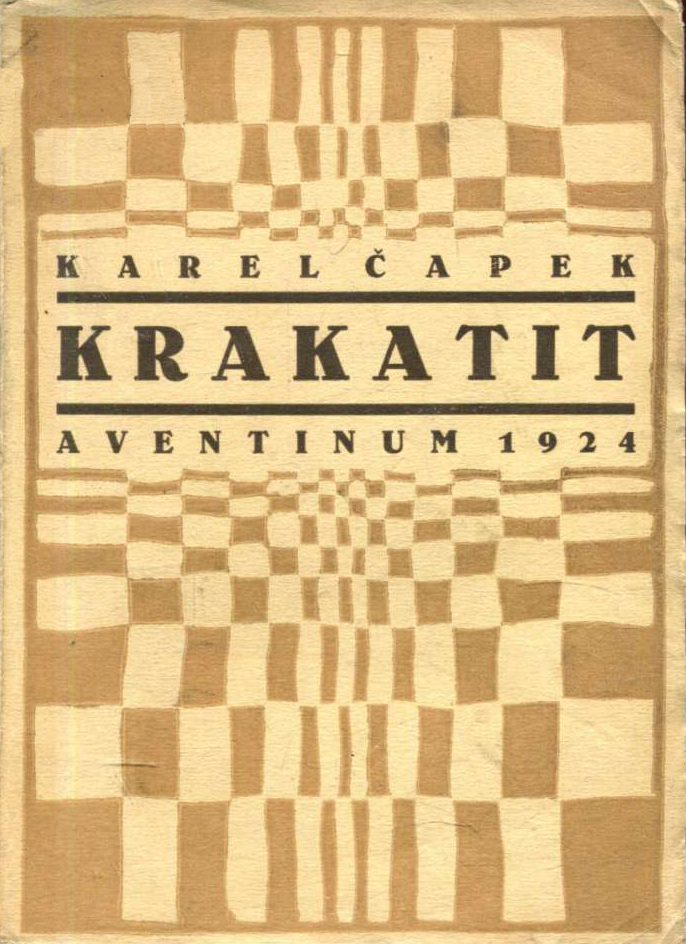
Román Karla Čapka

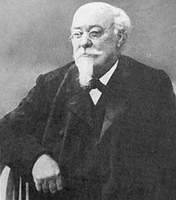
Jakub Arbes, otec české sci-fi

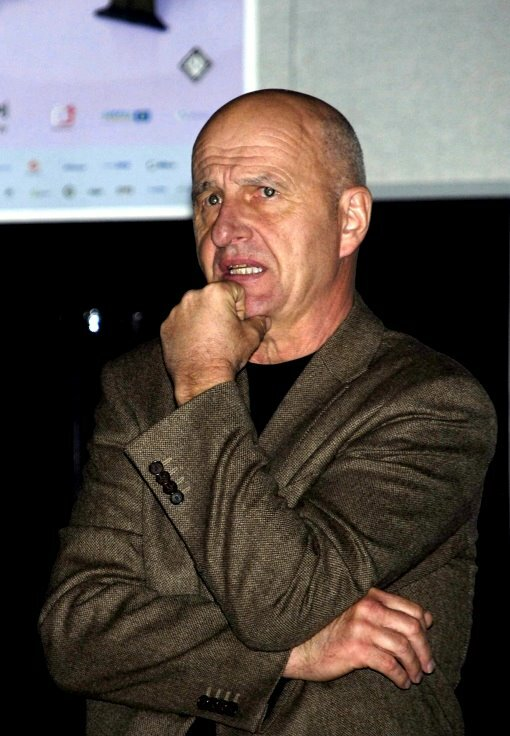
Ondřej Neff

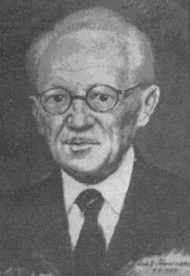
J. M. Troska

## Žánrová literatura